# Politique étrangère du Soudan
La politique étrangère du Soudan est l'ensemble des liens diplomatiques entretenus par la république du Soudan, ainsi que l’ensemble des principes, orientations, programmes, ententes, institutions et actions qui caractérisent ses relations extérieures. Le Soudan a proclamé son indépendance le 1er janvier 1956.
Le Soudan est membre des Nations unies, de l'Union africaine, de l'Organisation de la coopération islamique, de la Ligue arabe et de l'Autorité intergouvernementale pour le développement, qui inclut aussi Djibouti, l'Éthiopie, le Kenya, la Somalie, l'Ouganda et le Soudan du Sud qui a pris son indépendance du Soudan le 9 juillet 2011.
Pays d'Afrique de l'Est bordant la mer Rouge, le Soudan est au croisement de zones géographiques, ethniques et culturelles, à la fois africaines et arabes, et influencé par des puissances étrangères parfois antagonistes : ses principaux voisins africains l’Égypte, l'Éthiopie, le Tchad et le Soudan du Sud, mais aussi les pays arabes du Golfe et la Chine qui sont les principaux investisseurs étrangers et créanciers de Khartoum.
Gouverné pendant 30 ans par une junte militaire islamiste avec à sa tête le président Omar el-Bechir, le Soudan a fait l'objet du milieu des années 1990 à la fin des années 2010, de sanctions internationales économiques et financières qui pénalisent fortement son économie et son commerce extérieur. Depuis la fin des années 2010, marquées par une révolution qui mène au renversement d'Omar el-Bechir en mai 2019, le Soudan réintègre peu à peu la communauté internationale, renouant notamment des relations diplomatiques avec les États-Unis et Israël.
Le 25 octobre 2021, après une transition démocratique d'environ trois ans, un nouveau coup d'État mené par le général Abdel Fattah al-Burhan réinstaure une dictature militaire, privant le Soudan d'aides financières internationales qui avaient été débloquées à la suite du renversement d'Omar el-Bechir. Toutefois, le nouveau régime soudanais parvient à préserver l'essentiel des relations diplomatiques renouées par le Soudan pendant sa courte période démocratique, tout en consolidant des alliances avec l'Égypte, les pays arabes du Golfe, et même Israël.

## Chronologie des relations

### Premières années après l’indépendance
Le Soudan proclame son indépendance du Royaume-Uni le 1er janvier 1956. En 1958, le général Ibrahim Abboud, soutenu par l'ancienne puissance coloniale britannique, prend le pouvoir par un coup d'État militaire, jusqu'à son renversement par une insurrection populaire en 1964. Sur le plan international, cette période est marquée par l’amélioration des relations avec l’Égypte, avec qui le Soudan signe les accords de 1959 sur le partage des eaux du Nil, faisant accepter le projet du barrage de Roseires en contrepartie des terres perdues côté soudanais par l’agrandissement du barrage d’Assouan.
Un conseil de souveraineté est mis en place pour organiser sa succession, auquel l'homme d'affaire Ismaïl al-Azhari prend la tête en juillet 1965. Le pays traverse une courte période démocratique entre 1964 et 1969, mais celle-ci est aussi marquée par l’aggravation des combats dans le sud du pays où les rebelles chrétiens sont en lutte contre le gouvernement de Khartoum.

### Sous le régime de Gaafar Nimeiry (1969-1985)
Le 25 mai 1969, avec quatre autres officiers, le colonel Gaafar Nimeiry, commandant la garnison de Khartoum, renverse le Conseil de souveraineté d'Ismaïl al-Azhari et prend le pouvoir. Il devient officiellement président soudanais en 1971 avec l'appui de ses voisins libyen et égyptien, ainsi que celui de l'ancienne puissance coloniale britannique.

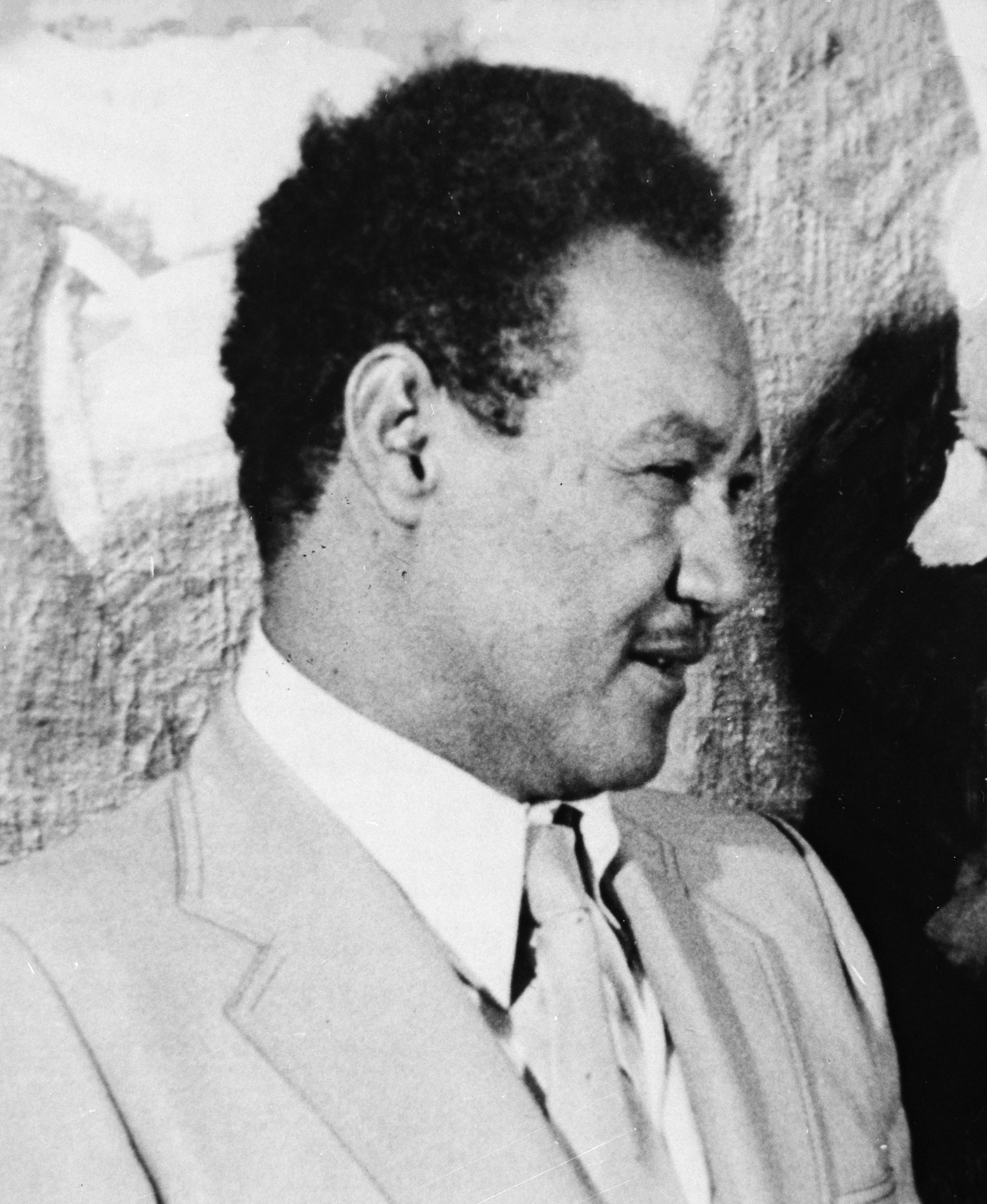
Gaafar Nimeiry, président soudanais de 1971 à 1985.

Dans le contexte de guerre froide des années 1960, les pays arabo-musulmans nouvellement indépendants sont divisés en deux tendances principales. D'une part, les pays inspirés par le socialisme arabe suivant l'exemple de l'Égypte de Gamal Abdel Nasser proche de l'Union soviétique, sachant que toute position défavorable à l’Occident attirait alors un soutien automatique de Moscou. D'autre part, les pays favorables aux États-Unis, et dont l'islamisation est souvent au centre de leur politique intérieure. Le Soudan est dans cette deuxième catégorie sous Gaafar Nimeiry, dont la gouvernance est marquée par une politique internationale pro-occidentale et favorable à la Chine de Mao Zedong alors rivale de l'Union soviétique, tandis qu'il tente d'imposer la charia au Soudan. Cette islamisation forcée attise les tensions avec le sud du pays chrétien en guerre de sécession depuis l'indépendance du Soudan, mais Gaafar Nimeiry négocie un accord de paix signé à Addis-Abeba en février 1972, octroyant au Sud un statut de semi-autonomie.
Quelques années plus tard, il décide toutefois de révoquer l'autonomie du sud du pays pour en exploiter les ressources naturelles, après la découverte de gisements pétroliers en 1979 par la compagnie américaine Chevron et le creusement du canal de Jonglei (abandonné depuis) par la société française des Grands travaux de Marseille. Cette décision mène à la seconde guerre civile, marquée par une implication croissance de l'Éthiopie voisine devenue communiste à la suite de la prise de pouvoir de Menguistu Hailé Mariam en 1974 aux côtés des rebelles du Sud, et un soutien américain croissant à Khartoum. Pendant les huit années suivantes, le Soudan est considéré comme un théâtre d’affrontement entre les blocs de l'Est et de l'Ouest à l'instar du Viêt Nam, mais cette analyse exagère l'implication de Moscou qui n'avait que peu d'intérêt pour ce conflit. Cette reprise des affrontements est marquée par la défection de l'armée soudanaise du colonel chrétien John Garang avec son bataillon durant l’été 1983, qui crée le principal groupe armé rebelle, l'Armée populaire de libération du Soudan.
Le 6 avril 1985, confronté à des contestations croissantes et à des revers militaires dans le sud du pays, Gaafar Nimeiry est renversé par un coup d'État alors qu'il est à Washington. Un nouveau gouvernement lui succède, toujours pro-occidental, mais démocratique, à la tête duquel Sadeq al-Mahdi est élu Premier ministre. Ce dernier parvient à négocier un nouveau cessez-le-feu avec les rebelles du Sud, et s’accorde avec la communauté internationale pour organiser l’arrivée d'aide humanitaire dans les zones de guerre. Mais le Soudan, avec une dette extérieure de 11 milliards d’euros est en cessation de paiements, tandis que la famine touche plusieurs millions de personnes.

### Sous le régime d'Omar el-Bechir (1989-2019)
En 1989, un coup d'État renverse le gouvernement de Sadeq al-Mahdi et ramène au pouvoir un gouvernement militaire et islamiste dirigé par Omar el-Bechir et Hassan Al-Tourabi. Mais alors que la guerre froide prend fin, la lutte contre le communisme n'est plus la priorité des États-Unis. La chute du régime communiste éthiopien en 1991 marque d'ailleurs un dur revers pour les rebelles du sud du Soudan, qui se retrouvent sans allié extérieur entre 1991 et 1993.

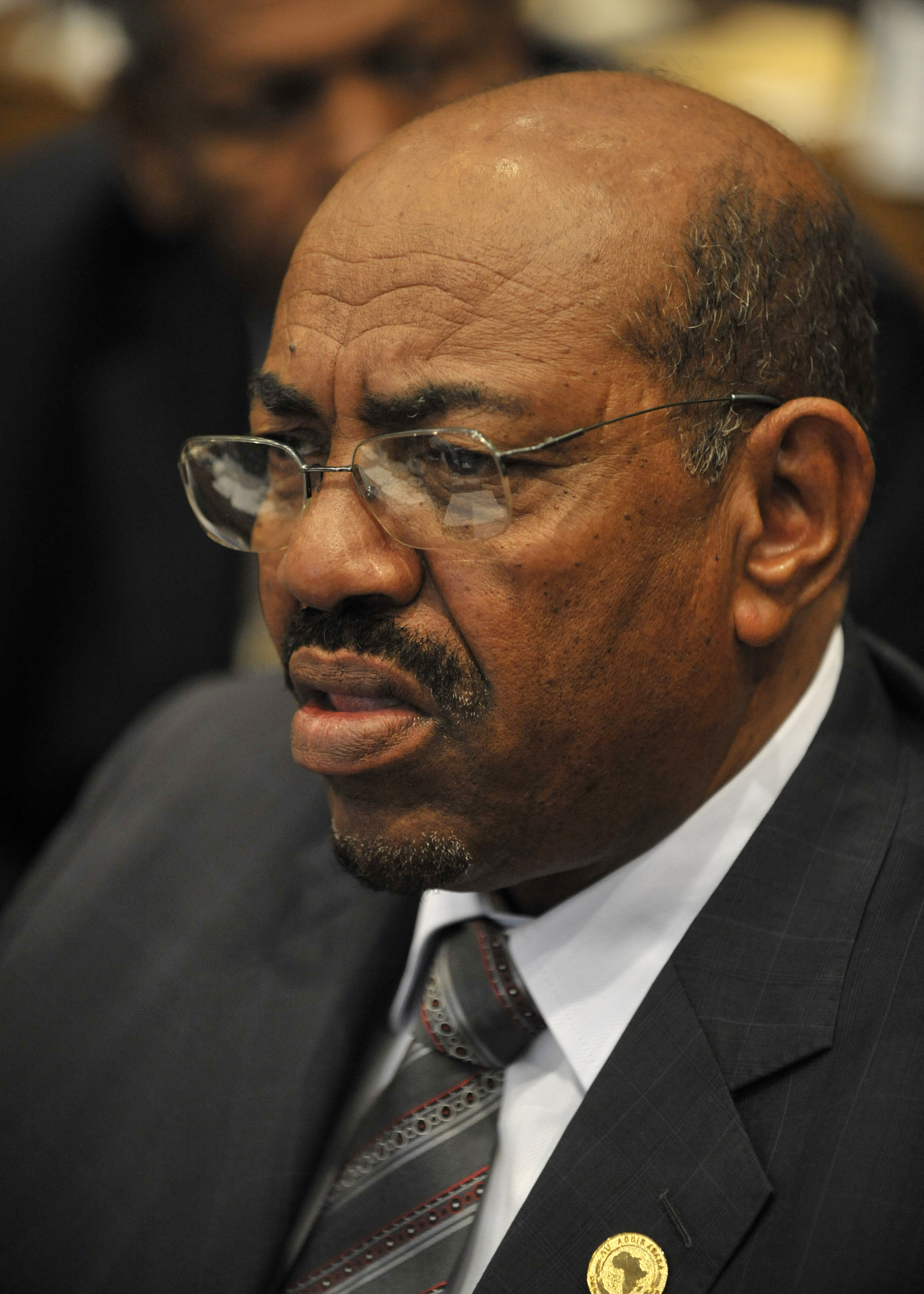
Omar el-Bechir, chef d'État autocrate du Soudan entre 1989 et 2019.

En août 1993, alors que le terroriste islamiste saoudien Oussama Ben Laden vit à Khartoum (jusqu’en 1996), le département d’État américain inscrit le Soudan sur la liste noire des « États soutenant le terrorisme », aux côtés de la Syrie, de l’Iran et de la Corée du Nord. Quatre ans plus tard, le pays est soumis à de sévères sanctions américaines économiques et commerciales qui affectent fortement son économie. En réaction à ces sanctions, le Soudan se rapproche des pays arabes du Golfe et de la Chine, et réussit à survivre grâce à des investissements chinois à partir de 1999 dans le développement de son industrie pétrolière,. L'armée soudanaise au pouvoir pompe au moins 80 % du budget national.
En 2003, des tensions ethniques dégénèrent dans la guerre dans la région ouest du Darfour, provoquant une guerre qui fait près de 300 000 morts entre 2003 et 2020. L'Union africaine fonde en 2005 une « mission pour le Soudan » pour intervenir et régler ce conflit, remplacée depuis lors par la mission conjointe des Nations unies et de l'Union africaine au Darfour. En juillet 2008, en raison de cette guerre civile, le président autocrate du Soudan Omar el-Bechir est la cible d'un mandat d'arrêt de la Cour pénale internationale qui l'accuse de génocide, de crimes contre l’humanité et de crimes de guerre au Darfour. Mais la Ligue arabe et l'Union africaine refusent de donner suite au mandat, à la suite duquel le chef d'État soudanais visite la Libye, le Qatar, l'Égypte, le Tchad, Djibouti, le Kenya, la Chine, l'Afrique du Sud, l'Ouganda, l'Inde ou encore la Russie sans être inquiété.
Mais parallèlement, mis sous pression croissante par les États-Unis depuis les attentats du 11 septembre 2001 à New York commandités par Oussama Ben Laden, Omar el-Bechir renonce à la guerre avec le Sud du pays à qui il accorde un État indépendant, le Soudan du Sud. En 2011, la partition du pays enlève au Soudan plus de 600 000 km2 de sa superficie et plus des trois quarts de ses ressources pétrolières, et affaiblit son économie. Khartoum voit une partie de ses relations (notamment avec l'Inde et la Chine) affaiblie en raison des pertes d'opportunité d'investissements étrangers qu'implique cette sécession, et devient davantage dépendant de ses bailleurs de fonds étrangers,. Le Soudan du Sud, désormais pays étranger, devient, malgré des conflits persistants sur la délimitation de la frontière, un partenaire économique du Soudan par où transitent les oléoducs permettant à Djouba d'exporter son pétrole vers la mer, via la ville de Port-Soudan.
En octobre 2017, le président américain Donald Trump lève officiellement les sanctions économiques imposées par les États-Unis au Soudan, après leur levée temporaire par son prédécesseur Barack Obama. Un an plus tard, la révolution soudanaise commence et conduit à la destitution d'Omar el-Bechir en avril 2019.

### Révolution, transition démocratique, et réintégration internationale (2019-2021)
En septembre 2019, un gouvernement de transition est mis en place, dirigé par l'économiste et haut fonctionnaire à l'ONU Abdallah Hamdok, qui nomme Asma Mohamed Abdallah à la tête de la diplomatie du Soudan. L'un des principaux défis de Mme Abdallah, qui a étudié aux États-Unis, est de faire avancer les négociations avec Washington pour obtenir le retrait du Soudan de la liste noire américaine des « États soutenant le terrorisme ». Cet objectif est rempli un an plus tard lorsque le président Donald Trump, avant de quitter la Maison-Blanche, retire officiellement le Soudan de cette liste. En 2020, le Soudan noue des relations diplomatiques avec les États-Unis et Israël, et rehausse ses relations avec plusieurs pays occidentaux européens ainsi qu'avec le Canada.

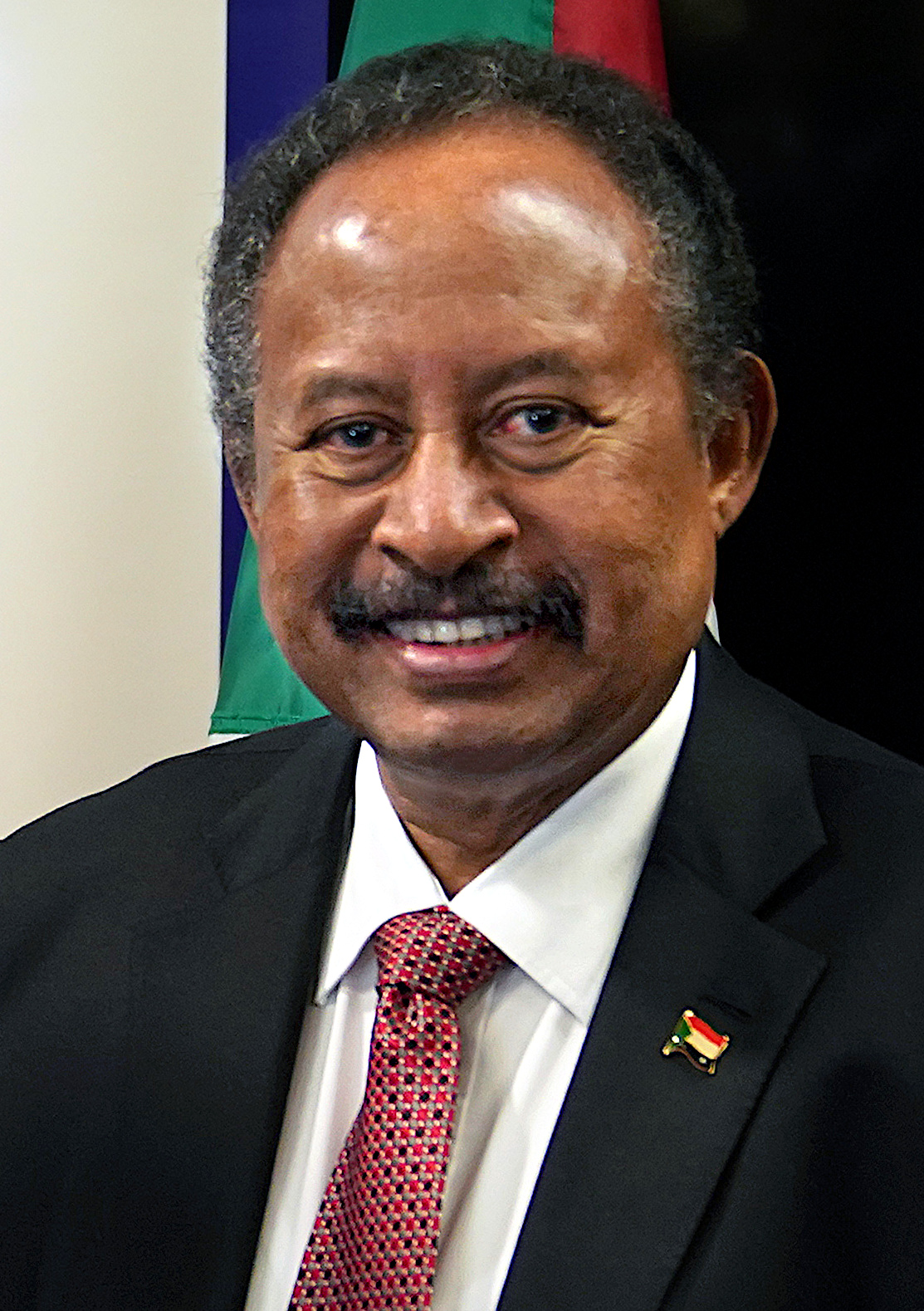
Abdallah Hamdok, économiste et haut fonctionnaire à l'ONU, Premier ministre soudanais entre 2019 et 2021.

En février 2021, une autre femme succède à Asma Mohamed Abdallah au poste de ministre des affaires étrangères, Mariam al-Mahdi, fille de l'ancien Premier ministre Sadeq al-Mahdi, renversé par Omar el-Bechir. Le pouvoir au Soudan est alors partagé entre les civils et les militaires, les Forces de la liberté et du changement (FFC) et les généraux du conseil militaire de transition (TMC) tombeurs d’Omar el-Bechir. Dans ce contexte, les décisions quant à l'orientation de la politique étrangère du Soudan sont parfois sujettes à controverses, comme lors de la rencontre entre le général Abdel Fattah al-Burhan et le Premier ministre israélien Benyamin Netanyahou en février 2020, organisée par les dirigeants militaires, sans l'accord des civils,. Durant la crise avec l’Éthiopie en 2020, toutefois, les deux composantes du pouvoir soudanais s'articulent de manière complémentaire : les militaires organisent les offensives et la dissuasion, les civils les pourparlers.
Le 17 mai 2021, le Soudan est le sujet d'une grande conférence internationale organisée à Paris, dont l'objectif est de marquer le retour du pays dans la communauté internationale, de soutenir la transition politique et de relancer l’économie. Le mois suivant, le Fonds monétaire international, par la voix de sa directrice générale Kristalina Georgieva annonce une aide économique massive au Soudan, avec un allègement de dette de 50 milliards de dollars, soit 90 % de la dette totale du Soudan, qui consacre la sortie du pays africain de son isolement financier et politique. À noter toutefois que 90 % de la dette publique du Soudan est alors constituée non pas des fonds empruntés par le pays, mais par les intérêts, arriérés de paiement et pénalités de retard qui se sont accumulés depuis 1984.
En septembre, le président de la Banque mondiale, l'économiste américain David Malpass, se rend au Soudan, marquant la première visite d'un patron de cette organisation dans le pays depuis 40 ans. Il félicite le gouvernement soudanais pour ses « réformes audacieuses, renouant avec la communauté internationale », et sur l'importance de la paix et de la stabilité comme conditions du développement économique.
Au terme de multiples allègements du Fonds monétaire international, de la Banque mondiale, et de la Banque africaine de développement, la dette soudanaise baisse à un montant d'environ six milliards d’euros.
Parallèlement, la cheffe de la diplomatie soudanaise Mariam al-Mahdi déclare en août 2021 qu'elle remettra l'ancien président soudanais Omar el-Bechir à la Cour pénale internationale pour qu'il y soit jugé, avec deux autres membres importants de son régime, l'ex-gouverneur du Kordofan du Sud Ahmed Haroun et l'ancien ministre de la Défense, Abdel Rahim Mohamed Hussein, également accusés de crimes de guerre et de crimes contre l'humanité.

### Restauration d'un régime militaire par le général Abdel Fattah al-Burhan
Le 25 octobre 2021, le général Abdel Fattah al-Burhan s'octroie les pleins pouvoirs à la suite d'un coup d'État militaire qui chasse les ministres civils du gouvernement soudanais. Celui-ci est largement condamné par la communauté internationale, à l'exception de quelques pays soupçonnés de l'avoir encouragé, voir aidé à son organisation : l'Égypte, certains pays du Golfe, mais aussi Israël dont al-Burhan était le principal allié dans le gouvernement de coalition. En Europe, trois ambassadeurs du Soudan en France, en Belgique et en Suisse font défection pour marquer leur refus de reconnaître ce gouvernement militaire, et apportent leur soutien à « l'opposition héroïque suivie par le monde entier ».

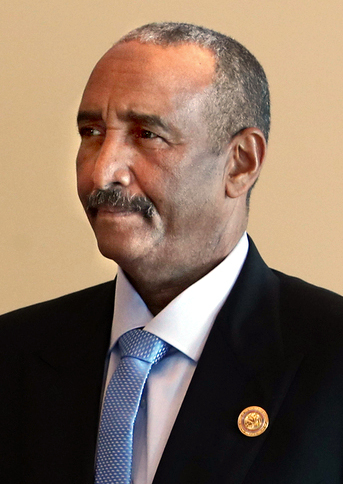
Le général Abdel Fattah al-Burhan, chef d'État du Soudan de facto depuis son coup d'État du 25 octobre 2021.

Sous pression internationale, les putschistes acceptent un mois plus tard de réintégrer dans leur gouvernement le Premier ministre civil Abdallah Hamdok, mais celui-ci, devenu un fonctionnaire fantoche, démissionne officiellement début janvier 2022. Dans la foulée, les États-Unis, l’Union européenne, le Royaume-Uni et la Norvège exhortent les militaires à ne pas le remplacer par un Premier ministre nommé unilatéralement, mais à reprendre un « dialogue immédiat mené par les Soudanais et facilité par la communauté internationale ». Le secrétaire d'État américain Antony Blinken annonce la suspension d'une aide américaine de 700 millions de dollars d'aide au Soudan, tout en promettant que le Soudan retrouvera le soutien et l'aide de la communauté internationale si « la légitimité du gouvernement est restaurée ». La Banque mondiale, de son côté, suspend une aide de 2 milliards de dollars.
Le 29 mai 2022, toujours sous pression internationale et des contestations internes, le général al-Burhan décide de lever l'état d’urgence imposé depuis son putsch et de libérer 63 personnes arrêtées lors des manifestations. Son besoin urgent de soutien extérieur est en lié à la situation économique désastreuse du pays où l'inflation atteint presque 200 % en 2021 depuis la suspension de la majeure partie de l'aide internationale qui lui était destinée. Mais aussi parce que son pouvoir est mis au défi par le second du régime, le général Mohamed Hamdan Dogolo, qui est selon certains analystes l'acteur le plus puissant de la contre-révolution, et attend son heure pour éliminer le général al-Burhan et prendre le pouvoir. Cette rivalité entre les deux hommes se reflète dans la politique étrangère du pays car chacun des deux a ses « parrains » internationaux : Dogolo se rapproche des Russes, tandis qu'al-Burhan cherche un appui de l'Union européenne.

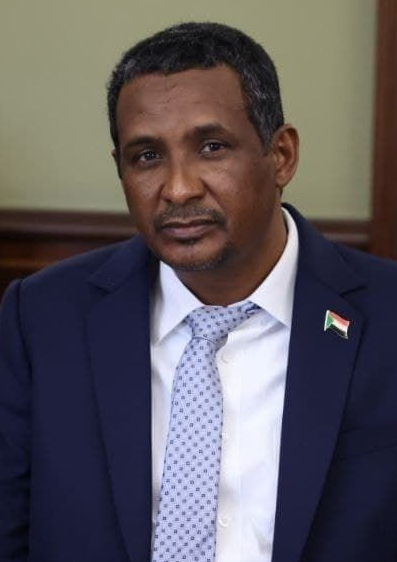
Mohamed Hamdan Dogolo en déplacement en Russie en février 2022

Le 29 juin 2022, l'Union africaine décide de mettre fin à sa médiation entre le gouvernement et son opposition civile, dénonçant des discussions « malhonnêtes et opaques » menées par les militaires au pouvoir. Le 4 juillet, le général al-Burhan annonce le retrait de l’armée des discussions organisées par la communauté internationale pour laisser place à un gouvernement civil, visant à mettre un terme à la crise politique. Mais malgré ce « pas en arrière », les manifestations se poursuivent, l'opposition étant consciente qui la junte ne cédera ni son contrôle des ressources économique du pays, ni son celui des relations extérieures du Soudan pour s'assurer de conserver ses « parrains étrangers ». En octobre 2022, un an après le coup d’État, les manifestations pro-démocratie se poursuivent, sans faire vaciller le pouvoir militaire en place qui bénéficie des divisions entre ses opposants. Sur le plan international, selon le think tank Sudan Transparency and Policy Tracker, cette dérive autoritaire du pouvoir soudanais a renvoyé le pays à un isolement semblable à celui d’avant la révolution de 2018-2019.
Le 5 décembre 2022 toutefois, un accord, fruit de plusieurs mois de négociation, est signé entre la junte militaire au pouvoir et une coalition de partis civils incluant les Forces de la liberté et du changement, pour relancer la transition démocratique. Outre les parties prenantes soudanaises, les pays de la « Troïka » (États-Unis, Norvège, Royaume-Uni et Union européenne), ainsi que le « Quartet », composé des États-Unis, du Royaume-Uni, de l’Arabie saoudite et des Émirats arabes unis s'impliquent pour faire aboutir ces négociations. Bien que dénoncé par les manifestants soudanais, cet accord est salué tant par l’ONU ainsi que par les diplomates occidentaux et du Golfe. Les opposants à cet accord dénoncent l’opacité des négociations l'ayant permis d'aboutir, et le manque de représentativité des FLC, dont le nombre d'adhérents au fortement diminué depuis le putsch du d'octobre 2021. Le manque d'ambition de cet accord est également dénoncé, ce dernier n'abordant aucun des défis majeurs du Soudan : la réforme des forces de sécurité (qui doit aboutir à une seule armée nationale), de la justice transitionnelle, du démantèlement de l’ancien régime et de la révision des accords de paix de Djouba du 3 octobre 2020,.
Le mois de février 2023 est marqué par un « ballet diplomatique » particulièrement intense à Khartoum. Le 2, le nouveau Chef de la Diplomatie israélienne Eli Cohen, acteur clé du rapprochement israélo-soudanais, se rend dans la capitale soudanaise et rencontre le général Abdel Fattah al-Burhan, avec qui il évoque l'avancement du processus de normalisation entre les deux États. Le 8, des émissaires américains, français, britanniques, norvégiens, et allemands s'y rendent à leur tour pour rencontrer des responsables politiques et discuter de l'accord de transition démocratique signé deux mois plus tôt. Le lendemain, le chef de la Diplomatie russe Serugei Lavrov se rend à son tour à Khartoum et rencontre son homologue soudanais Ali al-Sadiq, ainsi que le général Abdel Fattah al-Burhan et le général Mohamed Hamdan Dogolo. La coïncidence de ces visites montre que le Soudan est devenu, selon l'analyste Gwenaelle Lenoir, un pays « fragile mais convoité », épicentre d'une guerre d'influence menée par des puissances mondiales dans un contexte de polarisation du monde provoquée la guerre en Ukraine. Mais ce « jeu des puissances régionales et internationales » a pour effet de disloquer la classe dirigeante du Soudan et fragiliser le processus démocratique, chaque responsable militaire cherchant à profiter de cette guerre d'influence pour conclure des alliances afin de consolider son pouvoir. Le dirigeants soudanais devenant, par ces circonstances, de plus en plus soutenus pas l'étranger, mais de moins en moins représentatifs du peuple et de ses préoccupations.

### Reprise de la guerre civile depuis 2023
Le 15 avril 2023, les rivalités entre Abdel Fattah al-Burhan et Mohamed Hamdan Dogolo dégénèrent lorsque ce dernier tente de prendre le pouvoir par un coup d'État, provoquant plusieurs jours d'affrontement armés dans la capitale entre l'armée soudanaise et les Forces de soutien rapide. Au cœur du présent conflit, se trouve la délicate question de la réforme des services de sécurité dans le cadre de l'accord signé en décembre : l'armée est favorable à une intégration rapide des Forces de soutien rapide aux militaires alors que ces dernières souhaitent garder leur autonomie. C’est la première fois depuis l'indépendance gagnée en 1956 que la capitale, Khartoum, constitue l’un des épicentres d'une guerre sur le territoire soudanais.

Contrôlée par les forces armées soudanaises
Contrôlée par les forces de soutien rapide

Si la plupart des gouvernements étrangers surveillant la situation au Soudan appellent au calme et au dialogue, certains pays de la région interviennent discrètement en soutenant leur belligérant « favori »,. Plusieurs médias internationaux évoquent une guerre par procuration entre l'Égypte (soutenant le général Al-Burhan) et l’Éthiopie (soutenant le général Dogolo), alors que les deux pays en conflit sur le partage des eux du Nil cherchent à avoir au Soudan un gouvernement qui leur serait favorable,,. Dans une moindre mesure, le général libyen Khalifa Haftar s'impliquerait également aux côtés du général Dogolo par la livraison de munitions. Des soldats égyptiens déployés au Soudan sont capturés par les Forces de soutien rapide, mais l'Égypte nie leur implication dans le conflit, et parvient par la diplomatie à les faire rapatrier,. De son côté, le Tchad, bien qu'ayant fermé sa frontière avec le Soudan pour des raisons de sécurité, laisse entrer sur son territoire plus de 10 000 réfugiés soudanais fuyant les combats, dont 320 soldats déserteurs.
Malgré l'implication de pays étrangers, l'idée d'une guerre par procuration entre les soutiens des différents camps s'affrontant au Soudan semble exagérée, car ces derniers ont davantage intérêt à préserver la stabilité du Soudan, qu’à voir leur allié local prendre le dessus. Le 24 avril, après une dizaine de jours d'affrontement, les États-Unis obtiennent un cessez-le-feu entre les belligérants pour évacuer les civils menacés par les combats. Pour obtenir une cessation durable des hostilités, les États-Unis pourraient solliciter les soutiens étrangers des deux camps, les pays arabes du Golfe ou l'Égypte, qui sont de proches partenaires des Américains. Ou encore Israël, qui aurait, selon le média Axios, proposé aux deux généraux soudanais d’accueillir des pourparlers en coordination avec les États-Unis et les Émirats arabes unis.
Début mai, des négociations entre délégations soudanaises sont organisées sous médiations internationale dans la ville saoudienne de Djeddah sur les bords de la mer Rouge. Mais ces échanges patinent car dans cette démarche, chacun des belligérants cherche davantage à s’attirer les bonnes grâces des Saoudiens et des Américains pour prendre l'avantage sur son adversaire, plutôt qu’arriver à un accord de paix. Le 9 juin, le gouvernement soudanais déclare persona non grata l'émissaire de l'ONU, l'Allemand Volker Perthes, que le pouvoir accuse d'ingérence et d'être en partie responsable du conflit en cours. Deux semaines plus tard, Washington annonce, face au manque de résultat, la suspension des négociations en Arabie saoudite qui tentaient de dégager des couloirs humanitaires. Volker Perthes démissionne finalement de son poste d'envoyé spécial de l'ONU au Soudan en septembre 2023. En parallèlement de ces efforts de médiation entre le 29 août et le 16 septembre, le général al-Burhan effectue une « tournée internationale » à la rencontre de ses parrains étrangers : en Égypte, au Soudan du Sud, au Qatar, en Érythrée, en Turquie et en Ouganda, dont il rencontre à chaque fois les chefs d'État.
Le 21 septembre, les deux généraux en conflit s'adressent à l'Assemblée générale des Nations unies, al-Buhran en se rendant à New York, Mohamed Hamdan Dogolo par la diffusion d'une vidéo tournée à Khartoum. Tandis que Dogolo garde l'initiative sur le terrain, il semble néanmoins perdre la guerre de la communication, les multiples déplacements à l’étranger de son rival en lui donnant la stature d'un chef d'État. Mais des analystes notent toutefois les incohérences d'al-Buhran dont la venue à l'Assemblée générale des Nations unies contraste avec son hostilité affichée à l'égard de la Mission intégrée des Nations unies pour l'assistance à la transition au Soudan et son représentant Volker Perthes.
En décembre, alors que la guerre fait toujours rage et renforce peu à peu la domination des FSR sur l'armée soudanaise, le général Dogolo se rend à son tour à l'étranger pour y rencontrer ses parrains africains : en Ouganda, dont il rencontre le président Yoweri Museveni (comme son rival début septembre), en Éthiopie dont il rencontre le Premier ministre Abiy Ahmed, au Kenya, et à Djibouti dont il rencontre le président Ismaïl Omar Guelleh. Selon certains observateurs, ce dernier veut aussi montrer qu'il est l'homme fort du Soudan et qu’il a, comme son rival, son point de vue à partager avec les dirigeants de plusieurs pays membres de l'Igad, dont la présidence est alors assurée par Djibouti. Le 20 janvier 2024, le ministère soudanais des Affaires étrangères loyal à l'armée du général al-Burhane annonce geler l'adhésion du Soudan à l'Igad. Le général Dogolo saisit cette occasion pour condamner « ceux qui entravent le processus de paix au Soudan ».
En février 2025, le rapport de force sur le terrain s'inverse peu à peu entre le FSR et l'armée soudanaise en faveur de cette dernière, sur le point de reprendre Khartoum. Des officiers des FSR annoncent la création d'un gouvernement parallèle régi par une charte signée à Nairobi. L'Égypte, l'Arabie saoudite, la Jordanie, le Koweït et le Qatar déclarent rejeter le gouvernement parallèle mis en place par les FSR et soutenir l'unité territoriale, la stabilité et la souveraineté du Soudan,,. Les membres Conseil de sécurité de l'ONU font état de leur profonde inquiétude, et avertissent que ce gouvernement parallèle « risquerait d'exacerber le conflit en cours au Soudan, de fragmenter le pays et d'aggraver une situation humanitaire déjà catastrophique ».

## Relations avec les autres États africains
Le Soudan est membre de l'Union africaine depuis sa création en 1963.
En juin 2019, le Soudan est exclu de l'Union africaine en réaction à la répression exercée par le gouvernement pendant la révolution soudanaise, avant d'y être réintégré en septembre 2019 après la destitution d'Omar el-Bechir. En octobre 2021, l'Union africaine suspend de nouveau le Soudan à la suite du coup d'État militaire du général al-Burhan, mais celui-ci continu de figurer dans la liste de ses États membres.

### Relations avec le Soudan du Sud
La frontière entre le Soudan et le Soudan du Sud a été créée en 2005, lors de la signature des accords de Naivasha, octroyant aux dix états sud-soudanais une autonomie politique au sein du Soudan. Elle correspond aux limites administratives des états de Bahr el Ghazal occidental, Bahr el Ghazal du Nord, Warab, Unité et Nil Supérieur, avec les états de Nord-Soudan non concernés par l'autonomie et restés sous l'autorité de régime de Khartoum au moment de l'indépendance.

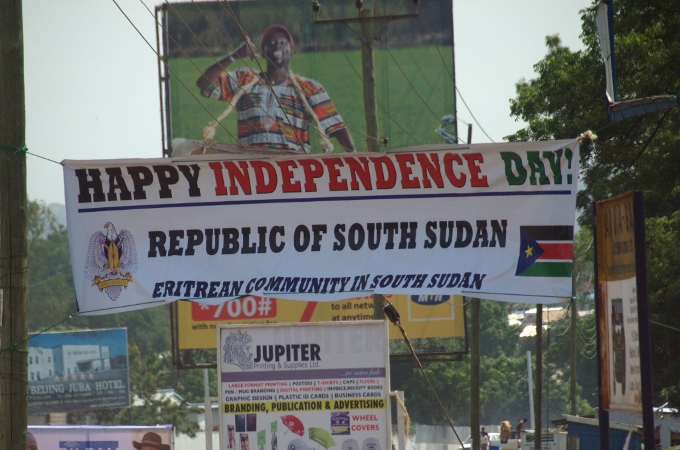
Affiche célébrant l'indépendance du Soudan du Sud en 2011.

À la suite du référendum d'autodétermination organisé du 9 au 15 janvier 2011, le Soudan du Sud fait officiellement sécession du Soudan le 9 juillet 2011. Le Soudan est alors le premier État de la communauté internationale à reconnaître l'indépendance du Soudan du Sud. Des tensions persistent malgré tout entre les deux pays, notamment sur la délimitation des frontières (la région d'Abiyé riche en pétrole, située au Soudan mais réclamée par Djouba) et le partage des revenus pétroliers. Si le Soudan du Sud récupère l'essentiel des ressources pétrolières de l'ancien Soudan, celui-ci se retrouve enclavé et sans accès à la mer et dépendant de son voisin du nord par où transitent les pipelines pour exporter son pétrole.

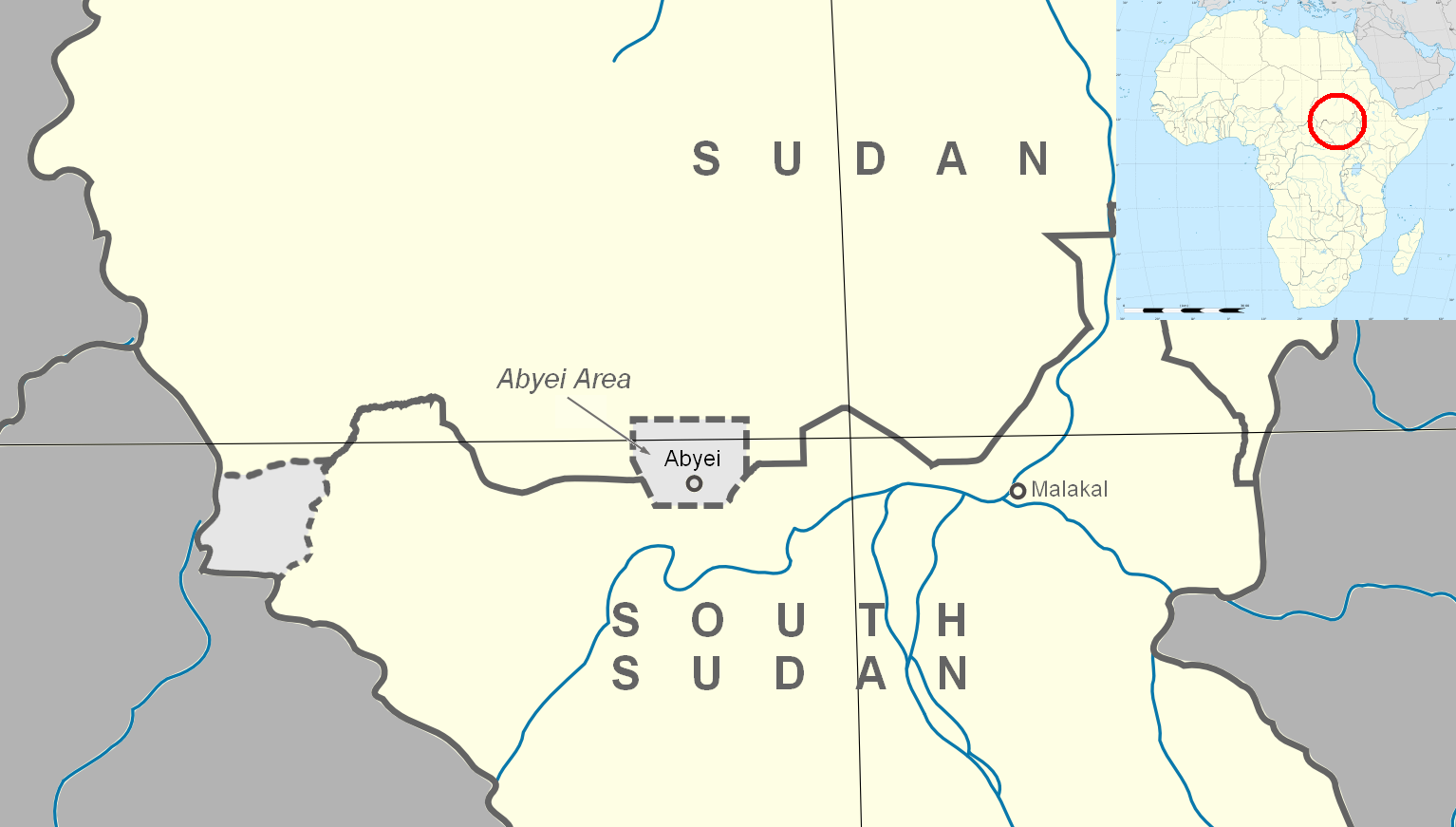
Frontière entre le Soudan et le Soudan du Soudan et région d'Abiyé disputée entre les deux pays.

Durant les mois suivant la séparation des deux pays, le Soudan ponctionne une partie du pétrole du sud transitant par son territoire en contrepartie de son transit. En réaction à ce détournement, Djouba décide de stopper sa production pétrolière, provoquant un appauvrissement des deux pays, rapidement contraints de négocier pour trouver un accord.
En août 2012, sous la médiation de l'Union africaine, les deux chefs d'État du nord et du sud Omar el-Bechir et Salva Kiir, se rencontrent dans la capitale éthiopienne Addis-Abeba et s'entendent sur le partage des revenus pétroliers. Djouba accepte de payer au Soudan 9,48 dollars par baril de pétrole exporté via son territoire, ainsi qu'une somme forfaitaire de 3 milliards de dollars au Soudan, pour compenser ses pertes de revenu depuis la partition. Mais cet accord ne permet pas de régler les conflits frontaliers qui perdurent entre les deux pays, ainsi que la question de la dette publique du Soudan dont le nord a entièrement « hérité » lors de la scission, et demande une répartition plus équitable.

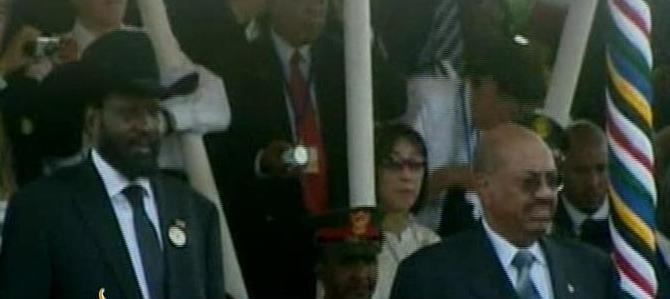
Omar el-Bechir et son homologue sud-soudanais Salva Kiir en 2011.

Six mois plus tard, les présidents des deux pays se rencontrent de nouveau à Addis Abeba, pour tenter de concrétiser les dispositions prises lors de leur dernière entrevue, étant à la peine pour mettre leur accord en pratique en raison d'une méfiance persistante de part et d'autre et de divergences non résolues.
Pendant la guerre civile sud-soudanaise (2013-2020), le Soudan assure une médiation entre Salva Kiir et son rival Riek Machar qui se disputent le pouvoir, et plusieurs accords de paix sont signés à Khartoum entre les belligérants.
Trois ans après la fin de cette guerre civile, le Soudan est à son tour en proie à une guerre civile lorsqu'en avril 2023, le général Mohamed Hamdan Dogolo, à la tête des Forces de soutien rapide, tente de renverser par la force le gouvernement militaire d'Abdel Fattah al-Burhan. Cette fois, c'est le Soudan du Sud qui assure par la voix de son président Salva Kiir, une médiation pour son voisin du nord, et accueille à Djouba des pourparlers entre les belligérants. Le Soudan du Sud pourrait être gravement affecté par un embrasement de la guerre civile au Soudan dans la mesure où il dépend du territoire de son voisin du nord pour exporter son pétrole vers la mer Rouge. Le 4 septembre 2023, le général al-Burhan effectue son deuxième déplacement à l'étranger depuis le début du conflit soudanais au Soudan du Sud, dont il rencontre Salva Kiir, qui propose sa médiation.
En novembre, des forces armées venues du Soudan du Sud lancent une série d'attaques dans l'Abiyé, faisant une trentaine victimes, dont des femmes et un casque bleu. Bien que soupçonné de chercher à profiter du chaos dans son voisin du nord pour s'emparer de cette zone frontalière contestée, le gouvernement sud-soudanais conteste toute implication dans cette initiative, et appelle à une enquête urgente contre ces « attaques barbares contre des civils ». Une nouvelle attaque venue du Soudan du Sud est lancée en janvier 2024, dans laquelle 54 personnes sont tuées dont 52 civils et deux soldats de l'ONU. Mais selon des analystes locaux, il s'agirait moins d'un conflit inter-étatique, qu'un conflit inter-tribal opposant la tribu des Twic (à l'origine de ces attaques) à la tribu des Ngok, toutes deux faisant pourtant partie du peuple des Dinka.
En septembre 2024, le général al-Burhan se rend au Soudan du Sud où il rencontre son homologue Salva Kiir pour organiser la reprise de la production pétrolière de son voisin et l'exportation de son pétrole par la ville de Port-Soudan. Cette réunion ne permet pas le redémarrage de l'acheminement du pétrole sud-soudanais car les FSR contrôlent l'État d'al-Jazirah. Al-Burhan retourne en visite au Soudan du Sud en décembre. Le gouvernement soudanais accuse le Soudan du Sud de laisser certains citoyens rejoindre les FSR dans le conflit soudanais sans les arrêter à la frontière. D'autre part, des chefs militaires des FSR dans l'État de Sennar ont trouvé refuge au Soudan du Sud. Enfin, le troisième vice-président sud-soudanais Taban Deng Gai, qui a des relations d'affaires avec les Émirats arabes unis, critique le gouvernement soudanais peu avant la visite d'al-Burhan.

### Relations avec le Tchad
Le Tchad et le Soudan sont tous les deux membres de l'Union africaine, de l'Organisation de la coopération islamique, et partagent une frontière de plus de 1 000 km à l'ouest du Soudan,. Les populations de l'est du Tchad et de l'ouest du Soudan ont noué des liens sociaux et religieux bien avant l'indépendance des deux pays. Certains groupes ethniques comme les Zaghawa et les Rizegat ont été « coupés en deux » par la frontière tchado-soudanaise, et existent par conséquent dans ces deux pays.

#### Depuis la fin de la guerre froide

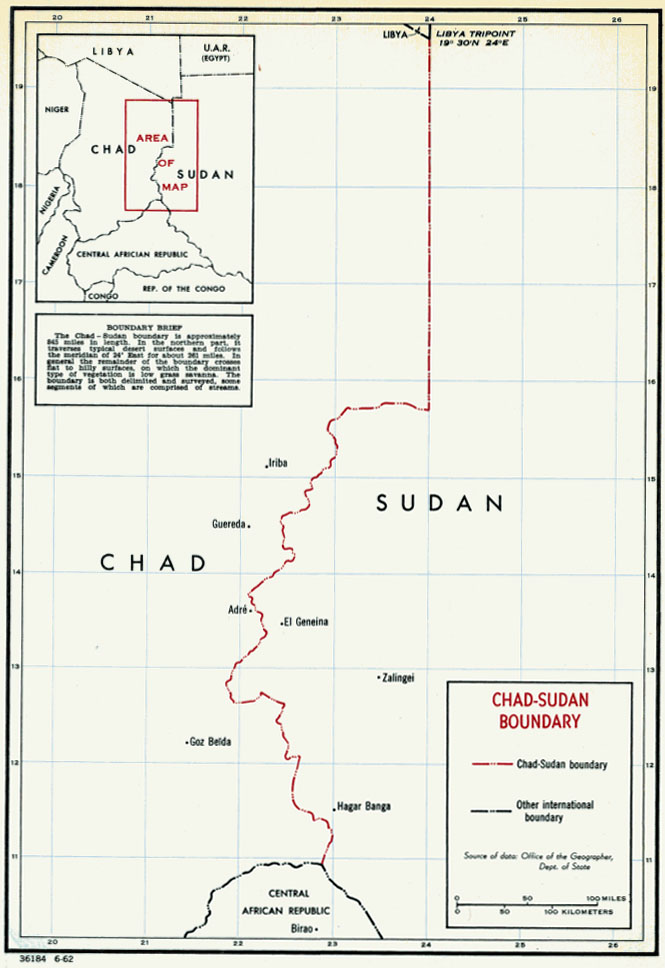
Carte indiquant la frontière entre le Soudan et le Tchad, 1962. L'État soudanais du Darfour du Nord longe l'essentiel de cette frontière.

Dans leurs histoires récentes, le Soudan et le Tchad ont en commun d'avoir tous deux été gouvernés pendant une trentaine d'années par des chefs d'État autocrates arrivés au pouvoir à peu près au même moment par des coups d'État dans leurs pays respectifs : juin 1989 pour Omar el-Bechir, décembre 1990 pour Idriss Déby.
Au moment du coup d’État d'Omar el-Bechir, l'ouest du Darfour est utilisé comme un champ de bataille par des troupes fidèles au gouvernement tchadien d'Hissein Habré et par des rebelles organisés par son ancien ministre de la Défense Idriss Déby. En décembre 1990, c'est à partir du Soudan qu'Idriss Déby lance avec le soutien de la junte islamiste soudanaise une offensive vers le Tchad où il prend le pouvoir, qu'il garde jusqu'à sa mort en avril 2021, deux ans après le renversement d'Omar el-Bechir.
Les relations tchado-soudanaises se détériorent lorsque la guerre éclate au Darfour en 2003. Idriss Déby, étant lui-même de l’ethnie des Zaghawa, décide de soutenir cette dernière en rébellion contre le gouvernement d'Omar el-Bechir, qui s'appuie sur les milices arabes, les Janjawid, pour réprimer cette rébellion. Omar el-Bechir, convaincu que le soutien du Tchad aux rebelles du Darfour durerait aussi longtemps qu’Idriss Déby serait au pouvoir, décide à son tour de soutenir les rebelles tchadiens dans leurs efforts pour le renverser.
Ainsi, pendant six ans, entre 2004 et 2010, les deux pays se livrent une « guerre par procuration » en soutenant chacun les rebelles en lutte contre le gouvernement du pays voisin, liant étroitement la guerre du Darfour à la guerre civile tchadienne. Le Soudan devient la base arrière des insurgés de l' « Union des forces de la résistance », tandis que le Tchad protège les factions rebelles de l'« Armée de libération du Soudan ». En plus de soutenir des combattants rebelles opérant dans le pays voisin, le Soudan et le Tchad accueillent des centaines de milliers de réfugiés de ces deux conflits.

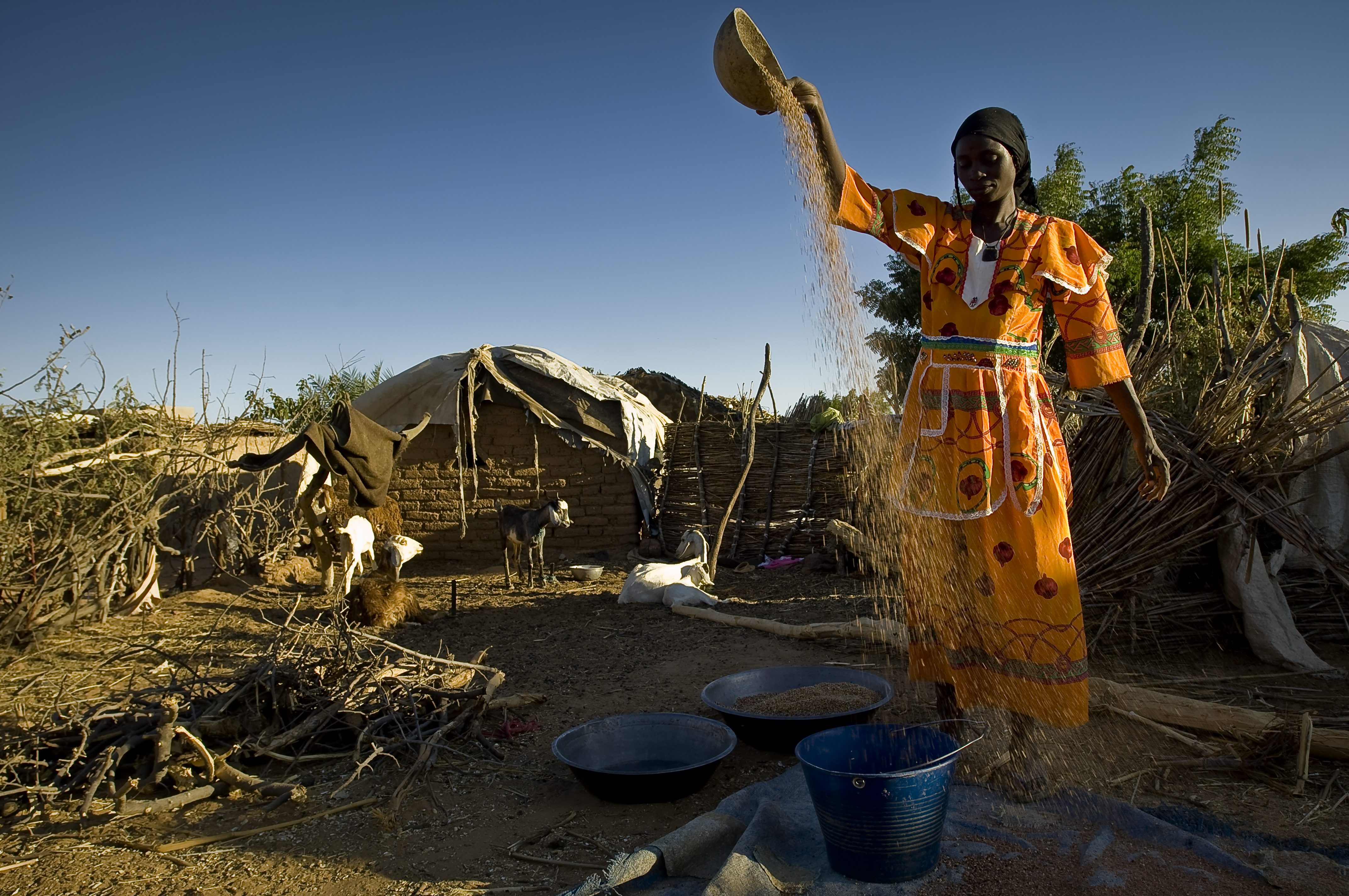
Réfugiés de la guerre du Darfour dans un camp à l'est du Tchad en 2011.

La guerre culmine lors des attaques de la rébellion tchadienne contre N’Djaména en avril 2006 et en février 2008, et lors de l’assaut des rebelles du Darfour contre Khartoum en mai 2008. Toutefois, des efforts diplomatiques de part et d'autre conduisent Omar el-Bechir et Idriss Déby, à signer en mars 2008 un accord de non-agression visant à mettre fin aux hostilités transfrontalières entre les deux pays. Un accord est signé à Doha (Qatar) en 3 mai 2009, scellant la réconciliation entre Omar el-Bechir et Idriss Déby et la reprise des relations diplomatiques entre le Soudan et le Tchad. Mais quelques jours après sa signature, le compromis de Doha est rejeté par Idriss Déby, qui invoque le « droit de poursuite » en lançait des raids aériens en territoire soudanais, pour prendre en chasse les mercenaires tchadiens « à la solde du Soudan ».
La tension retombe lorsque des tractations diplomatiques aboutissent à la signature d’un accord de normalisation en janvier 2010, puis de la reprise des relations diplomatiques entre Khartoum et N’Djamena, en février. Idriss Déby se rend à Khartoum pour la première fois depuis 2004, et les deux anciens ennemis signent un accord sur la sécurité à la frontière et la création d'une force militaire commune, la force mixte tchado-soudanaise, chargée de surveiller la frontière tchado-soudanaise.

#### Depuis la révolution soudanaise

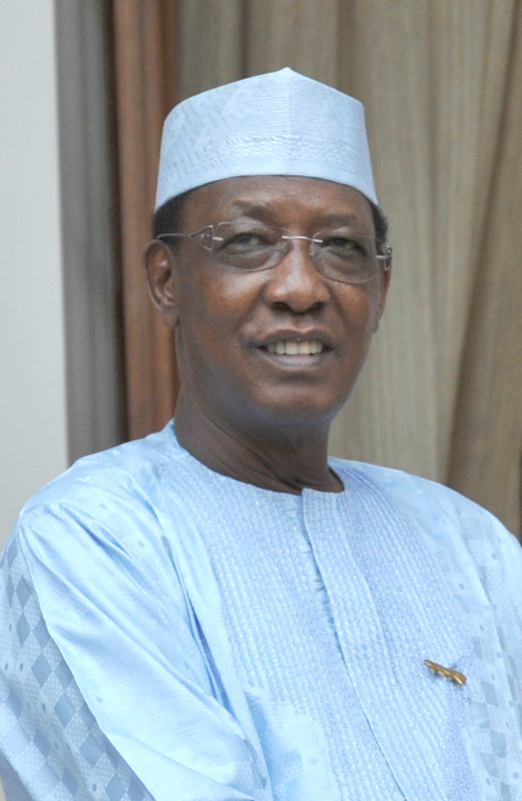
Idriss Déby, président tchadien de 1990 à 2021.

Idriss Déby se rend de nouveau à Khartoum le 4 avril 2019, en pleine révolution soudanaise, quelques jours avant le renversement d'Omar el-Bechir. Quelques jours auparavant, la visite à N'Djaména du chef des services de renseignements soudanais, le général Salah Gosh, avait laissé de nombreux observateurs supposer qu'Omar el-Bechir avait demandé l'aide de son homologue tchadien, mais cette hypothèse est par la suite démentie. Le 11 avril, le porte-parole du ministère tchadien des affaires étrangères Bechir, Issa Hamidi, déclare dans un tweet : « Nous suivons avec attention l’évolution de la situation au Soudan, ce pays voisin.
Nous souhaitons que la volonté du peuple soudanais connaisse un dénouement pacifique ».
Deux ans plus tard, alors que le Soudan est dirigé par un gouvernement de coalition civil et militaire avec pour Premier ministre Abdallah Hamdok, le président tchadien Idriss Déby est tué dans un affrontement avec les rebelles du Front pour l’alternance et la concorde au Tchad dans le nord du pays. Les mois suivants, alors que le général Abdel Fattah al-Burhan s'octroie les pleins pouvoirs au Soudan, le fils d'Idriss Déby Mahamat Idriss Déby succède à son père à la tête du Tchad, marquant dans ces deux pays une restauration des gouvernements militaires après des bouleversements politiques entre 2018 et 2021. Un dernier point essentiel illustrant la similitude des trajectoires politiques du Soudan et du Tchad sur cette période et la normalisation de leurs relations avec Israël à moins de deux ans d'intervalle, en janvier 2019 pour le Tchad et en octobre 2020 pour le Soudan.
En janvier 2023, le général Abdel Fattah al-Burhan se rend à N'Djaména et rencontre le Président tchadien Mahamat Idriss Déby (fils du précédent) pour évoquer la coopération économique, mais aussi sécuritaire entre les deux États, particulièrement s'agissant des incidents réguliers sur leur frontière commune.
En mars 2024, devant le Conseil de sécurité des Nations unies, le Soudan (dont le gouvernement reconnu comme légitime est contrôlé par l'armée) affirme que la frontière tchado-soudanaise est « la première ligne d'approvisionnement » des Forces de soutien rapide (FSR) en mercenaires, armes et munitions dans son conflit avec l'armée. Le Soudan lie sa décision de fermer des postes-frontière entre le Tchad et la région du Darfour à sa volonté de limiter l'approvisionnement des FSR. Or la frontière sert aussi à l'acheminement d'aide humanitaire aux Soudanais et au passage de Soudanais qui fuient la guerre. Le Tchad nie ces accusations et considère que le gouvernement soudanais n'a aucune légitimité,.
En mai 2024, l'ambassadeur du Soudan au Tchad Osman Mohamed Younisa quitte N'Djaména, sans que cela ne reflète une détérioration des relations bilatérales tchado-soudanaises, selon le gouvernement tchadien.
Le 2 décembre 2024, le gouvernement soutenu par l'armée du Soudan accuse les FSR d'utiliser des drones « stratégiques », assemblés aux ÉAU et livrés sur le territoire du Tchad. Le gouvernement dénonce l'implication « directe et claire » du Tchad dans le conflit car les drones ont décollé d'un aéroport tchadien et menace d'y répondre.
En mars 2025, Yasser al-Atta (en), chef d'état-major en second des forces armées soudanaises, déclare considérer les aéroports tchadiens d'Amdjarass et de N'Djaména comme des cibles légitimes pour son armée. L'armée soudanaise considère que ces aéroports servent à l'approvisionnement des FSR, ce que réfute le Tchad. Le ministère tchadien des Affaires étrangères répond qu'une riposte à des attaques soudanaises serait légitime et accuse le Soudan de soutenir Boko Haram pour « déstabiliser le Tchad ». Le ministère des Affaires étrangères considère que les propos d'Al-Atta « peuvent être interprétés comme une déclaration de guerre s’ils sont suivis d’effets »,.

### Relations avec l'Égypte

#### Historique de leurs relations
Jusqu'à son indépendance le 1er janvier 1956, le Soudan est un territoire administré conjointement par l'Égypte et le Royaume-Uni, sous le nom de « Soudan anglo-égyptien » (1899-1956). Ces deux puissances font entrer le Soudan dans leur zone d'influence à la suite de leur victoire, menés par le général britannique lord Kitchener à la bataille d'Omdurman contre les armées du calife Abdallahi ibn Muhammad. Actuellement, les territoires du Soudan et de l'Égypte sont séparés par une frontière d'environ 1 300 kilomètres, et les deux pays sont membres de l'Union africaine, de la Ligue arabe, et de l'Organisation de la coopération islamique.
Néanmoins, les deux pays se disputent le triangle de Hala'ib, situé à l’extrême nord-est du Soudan, sur le littoral de la mer Rouge, contrôlé par l'Égypte, mais revendiqué par le Soudan. Cette querelle frontalière entre les deux États n'empêche pas la frontière de rester ouverte à la circulation des personnes et des biens des deux pays. En outre, malgré ce différend frontalier, les deux États réaffirment régulièrement la force des liens historiques qui les unissent et soulignent que cette question ne saurait envenimer leurs relations.

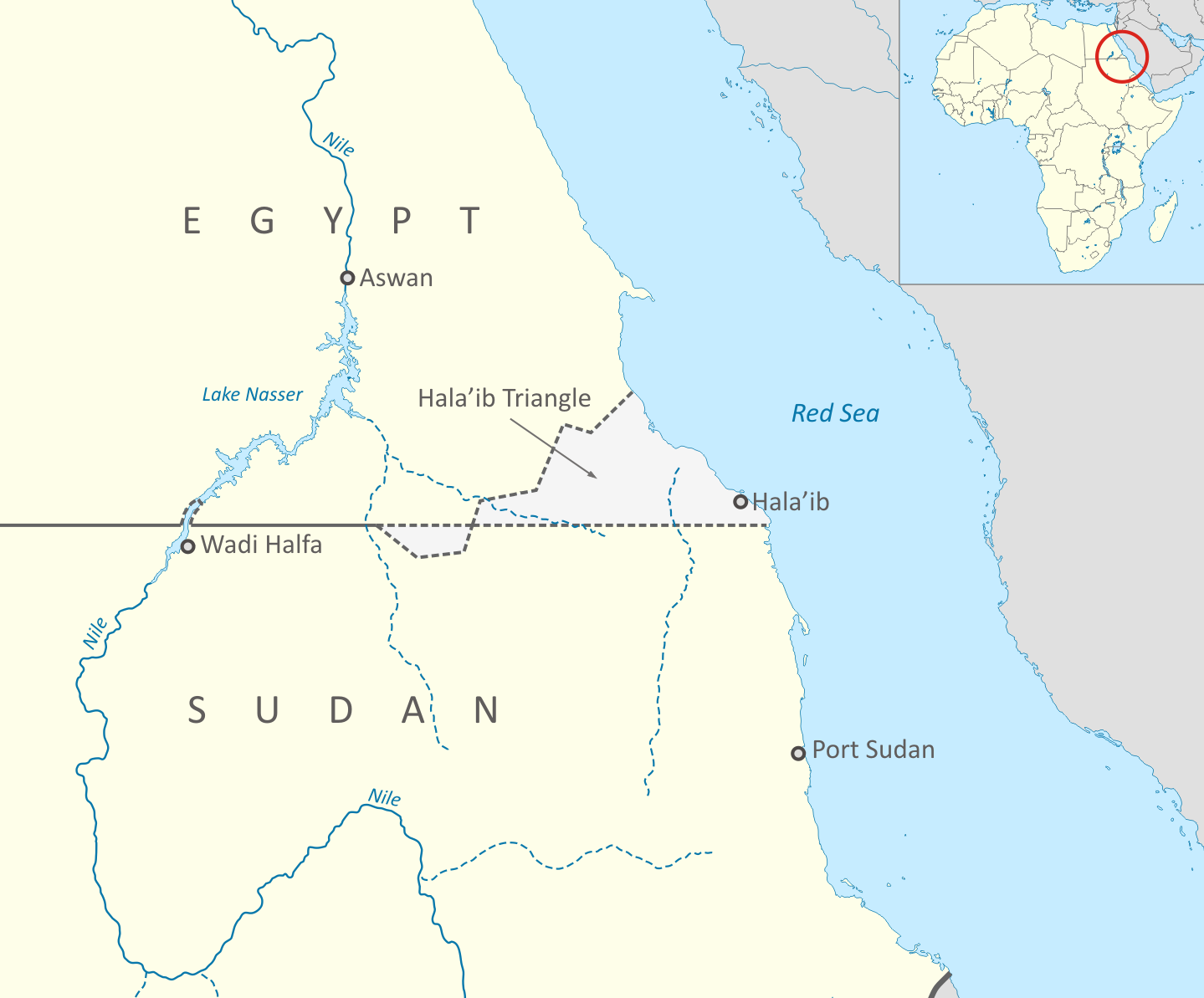
Emplacement du triangle de Hala'ib sur le bord de la mer rouge entre l'Égypte et le Soudan.

La relation que la géographie et l’Histoire ont créée entre le Soudan et l’Égypte depuis des siècles n’est pas de simple « voisinage » : intense et multiforme, fondée sur des affinités civilisationnelles, culturelles, religieuses, ethniques, elle peut être assimilée à un « rapport de parenté ». Les deux pays s'entendent en 1929 (le Soudan encore colonisé, étant représenté par le Royaume-Uni) et en 1959 pour le partage des eaux du Nil, attribuant un quota de 66 % du débit annuel à l’Égypte et 22 % pour le Soudan.

#### Depuis l'indépendance du Soudan
L'Histoire récente des deux pays est marquée dans les années 1970 par une proximité entre les chefs d'État soudanais et égyptien Gaafar Nimeiry et Anouar el-Sadate, qui se concrétise au travers de deux événements. D'une part, par le rapprochement du Soudan et des États-Unis au début des années 1980 qui résulte directement du rapprochement de l'Égypte des États-Unis en 1976 à l'initiative d'Anouar el-Sadate, qui conseille à son homologue soudanais de faire de même. D'autre part, par la collaboration secrète de Gaafar Nimeiry avec le gouvernement israélien fait également suite aux accords de paix israélo-égyptien de Camp David en 1978 unanimement condamnés dans le monde arabe, à l'exception du Soudan et du Sultanat d'Oman.
Sept ans plus tard, Gaafar Nimeiry est renversé par un coup d'État alors qu'il était en visite à Washington, et s'exile en Égypte à son retour en Afrique où il est accueilli par son homologue Hosni Moubarak. En 1989, la prise de pouvoir d'une junte militaire au Soudan n'affecte pas leurs relations, l'armée ayant aussi une influence forte sur le pouvoir égyptien, et les armées des deux pays ont une collaboration de longue date, un grand nombre d’officiers soudanais étant formés et entraînés en Égypte. En 1995, toutefois, une tentative d’assassinat contre le président égyptien, Hosni Moubarak à Addis-Abeba par un groupe extrémiste égyptien opérant à partir du Soudan crée ne méfiance de l'Égypte envers le régime islamiste soudanais.

#### Révolution soudanaise et coup d'État de 2021

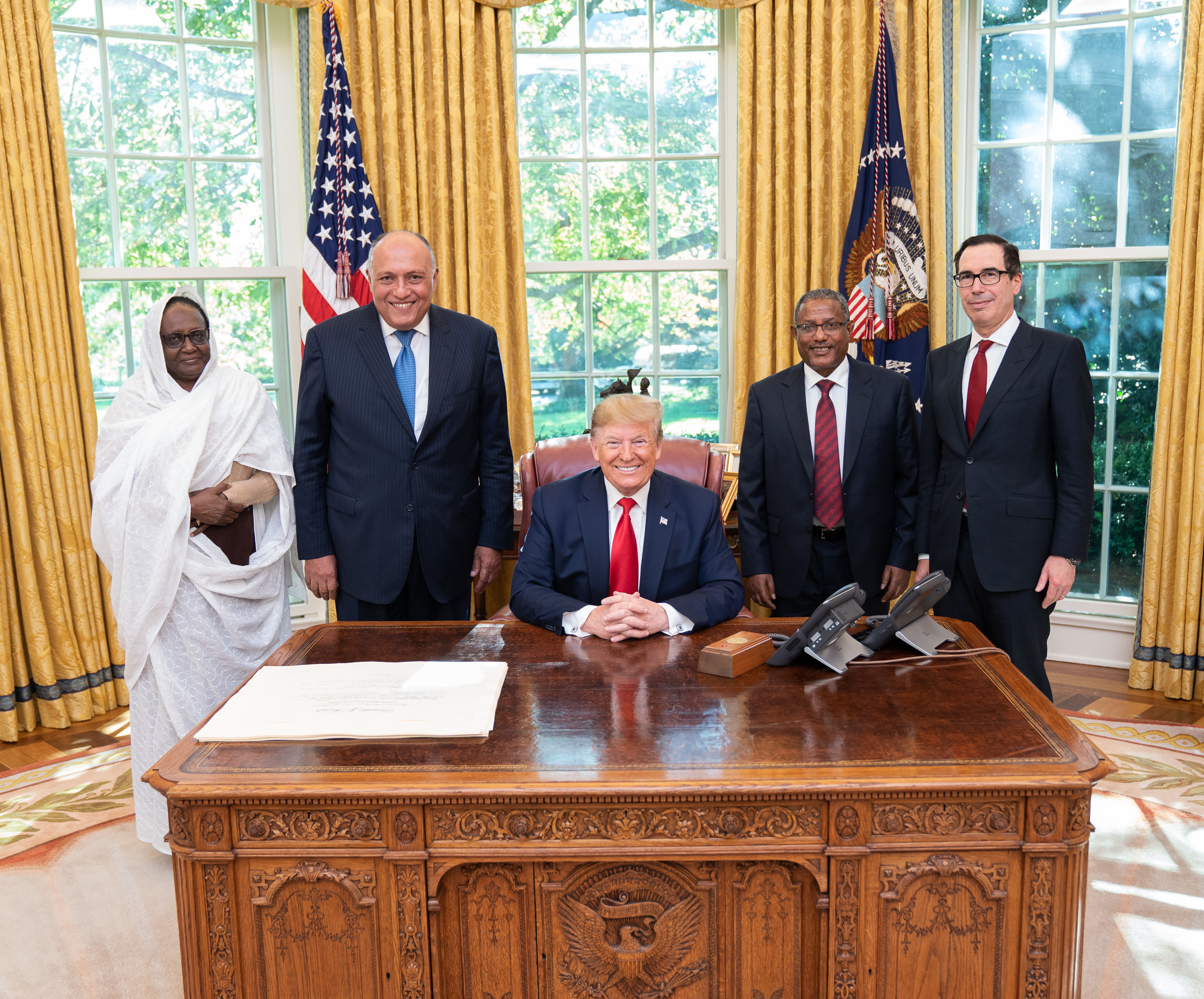
Réunion à la Maison-Blanche au sujet du barrage de la Renaissance en novembre 2019 : le président américain Donald Trump entouré par les chefs de la diplomatie soudanais, égyptien et éthiopien Asma Mohamed Abdallah, Sameh Choukri, et Gedu Andargachew, ainsi que le secrétaire américain au Trésor Steven Mnuchin.

En septembre 2019, Sameh Choukri, se rend à Khartoum et s'entretient avec sa nouvelle homologue Asma Mohamed Abdallah, lui apportant le soutien du Caire au retrait du Soudan de la liste américaine des « États soutenant le terrorisme ». En retour, le Soudan fait front commun avec l'Égypte contre l’Éthiopie, ces deux pays étant inquiets des conséquences pour leur approvisionnement en eau via le Nil, du barrage de la Renaissance. Sameh Choukri et Asma Mohamed Abdallah se rencontrent de nouveau deux mois plus tard à la Maison-Blanche en compagnie de leur homologue éthiopien Gedu Andargachew sur invitation du président américain Donald Trump qui se pose en médiateur dans le conflit autour du barrage de la Renaissance.
Leurs armées mènent des manœuvres militaires conjointes dans le nord du Soudan, « les Aigles du Nil 2 ». Malgré la rhétorique belliqueuse du président égyptien Abdel Fattah al-Sissi, déclarant en conférence de presse que « Personne ne peut se permettre de prendre une seule goutte d’eau de l’Égypte, sinon la région connaîtra une instabilité inimaginable », la ministre soudanaise des Affaires étrangères Mariam al-Mahdi déclare : « Il n’est pas question de parler d’option militaire. Nous parlons ici d’options politiques ».

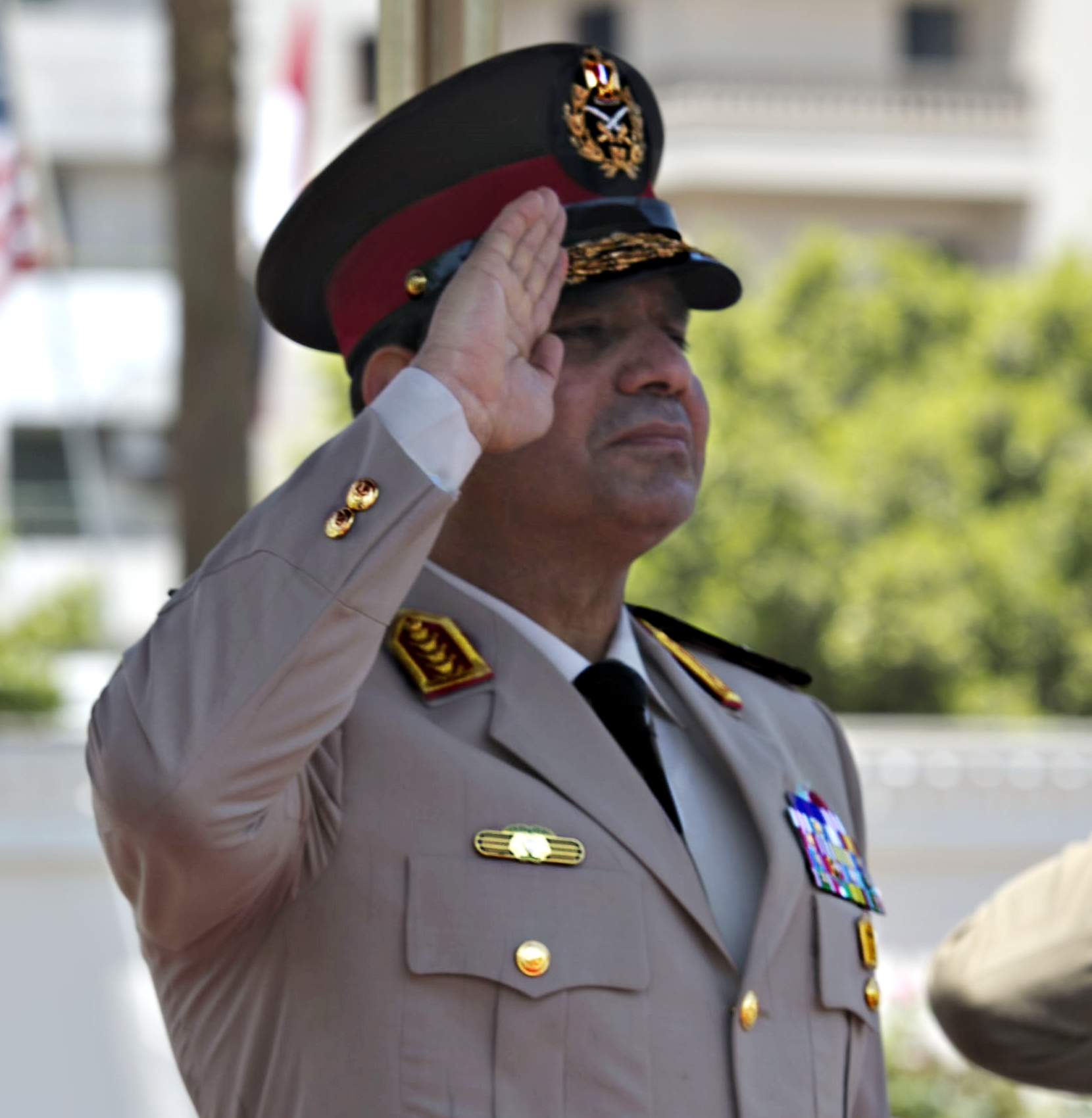
Le président égyptien Abdel Fattah al-Sissi, partenaire clé du général soudanais Abdel Fattah al-Burhan.

En mars 2021, le président égyptien Abdel Fattah al-Sissi se rend au Soudan, marquant la première visite d'un chef d'État égyptien depuis le changement de régime, et rencontre le chef du Conseil souverain de transition soudanais, le général Abdel Fattah al-Burhan, et le Premier ministre Abdallah Hamdok. Les deux gouvernements signent un accord de coopération en matière de défense dans lequel Le Caire s’engage à répondre aux besoins de l’armée soudanaise et à renforcer ses capacités de combat. Le mois suivant, des manœuvres communes réunissant leurs armées de terre, marines et aviations se déroulent au Soudan.
En octobre 2021, le général Abdel Fattah al-Burhan s'octroie les pleins pouvoirs à la suite d'un coup d'État militaire qui chasse les ministres civils du gouvernement soudanais. Le gouvernement égyptien est soupçonné d'avoir co-organisé ce putsch par de nombreux manifestants soudanais qui scandent dans la rue « Al-Bourhan, Al-Bourhan, retourne chez Sissi », le considérant comme un pion manipulé par le président égyptien. Ces soupçons sont fondés par des révélations du Wall Street Journal, selon lesquelles al-Bourhan serait allé rendre visite au président égyptien la veille de son putsch, alors que ce dernier, engagé dans un bras de fer avec l'Éthiopie sur la question du barrage de la Renaissance, a plus que jamais d’un pouvoir ami à Khartoum qui aille dans son sens. Or les civils aux affaires au Soudan (chassés du pouvoir) étaient eux plus enclins que les militaires à privilégier la négociation avec Addis-Abeba au sujet du partage des eaux.
À noter enfin que, malgré l’insistance de l'administration américaine, le président égyptien refuse de se joindre à la déclaration du Quartet du 3 novembre appelant au retour du gouvernement de transition au Soudan, ce dernier ayant même tenté de convaincre ses homologues saoudien et émirati de former une coalition soutenant les putschistes face à la pression internationale.
Malgré son soutien apporté à la junte soudanaise, l'Égypte accueille de nombreux réfugiés soudanaise victime de la répression faisait suite au coup d'État d’octobre 2021. Ainsi, dans l'année qui a suivi cet événement, le nombre de Soudanais installés en Égypte est passé de 4 à 6 millions.

#### Conflit soudanais de 2023
En juillet 2023, trois mois après le début du conflit soudanais opposant l'armée soudanaise aux forces de soutien rapide, l'Égypte, favorable à l'armée d'Abdel Fattah al-Burhan accueille une réunion des pays voisins du Soudan, pour tenter de « mettre fin à l'effusion de sang ». Le 29 août, al-Burhan se rend à El-Alamein, dans le nord de l'Égypte où il rencontre le président égyptien Abdel Fattah al-Sissi, son principal soutien étranger. pour s'entretenir avec lui sur les « derniers développements au Soudan et des relations bilatérales entre les deux pays ».

### Relations avec la Libye
Le Soudan et la Libye sont tous les deux membres de l'Union africaine, de la Ligue arabe et de l'Organisation de la coopération islamique, et partagent une frontière de 381 km au nord-ouest du Soudan,.

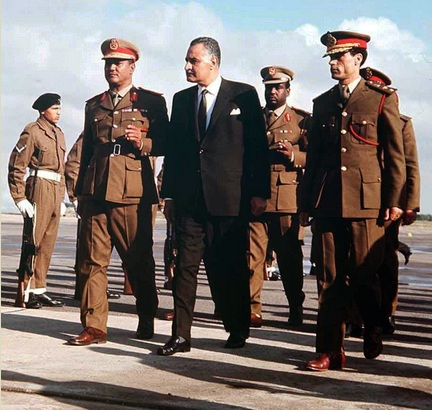
Nasser, entouré par les chefs d'État soudanais Gaafar Nimeiry (à gauche) et libyen Mouammar Kadhafi (à droite) à l'aéroport de Tripoli en 1969.

Le bilan des relations entre la Libye de Mouammar Kadhafi et le Soudan d'Omar el-Bechir est assez mitigé. L’ancien dirigeant libyen a soutenu le président soudanais contre la Cour pénale internationale et a accueilli plusieurs fois M. Bechir en Libye, mais il a aussi cherché à accroître son influence dans la région en envoyant des armes au Darfour, en proie à une rébellion. En mars 2009, à la suite de l'émission du mandat d'arrêt de la Cour pénale internationale contre Omar el-Bechir, Mouammar Kadhafi déclare que le mandat constituait un « grave précédent contre l’indépendance des petits États, leur souveraineté et leurs choix politiques », dans un entretien avec le secrétaire général de l’ONU Ban Ki-moon.
En 2010, La Libye accueille Khalil Ibrahim, chef du Mouvement pour la justice et l’égalité, le plus militarisé des groupes rebelles du Darfour, responsable d'une attaque meurtrière menée à Khartoum en 2008, pour laquelle Béchir accuse la Libye de complicité. Khalil Ibrahim est tué en décembre 2011 par l’armée soudanaise peu après son retour au pays.
En octobre 2011, après la chute du régime de Kadhafi, le président soudanais avait affirmé avoir soutenir les troupes du Conseil national de transition et fournir des armes aux combattants rebelles libyens. Omar el-Bechir rencontre Moustapha Abdeljalil, chef du Conseil national de transition à Tripoli en janvier 2012, et lui fait part du soutien soudanais au peuple libyen. Il apporte par la suite son soutien au gouvernement de Fayez el-Sarraj, au pouvoir entre 2016 et 2021, alors que son rival, le général libyen Khalifa Haftar fournit une aide logistique à l’armée de libération du Soudan, groupe de guérilla darfourien qui appelle au renversement du gouvernement de Khartoum.
En septembre 2019, après la chute d'Omar el-Bechir, le Soudan ferme sa frontière avec la Libye pour des raisons sécuritaires, alors que de nombreux rebelles soudanais ont rejoint la Libye pendant le conflit du Darfour. En janvier 2020, des manifestants soudanais dénoncent l'envoi de combattants soudanais recrutés par les Émirats arabes unis envoyés en Libye en guerre civile depuis la chute de Mouammar Kadhafi.
En avril 2023, dans le contexte de la tentative de coup d'État militaire menée par les Forces de soutien rapide, la Libye a annonce par la voie de son ambassade à Khartoum l'évacuation de 83 Libyens de la capitale soudanaise. Le mois suivant, l'ambassade libyenne à Khartoum attaquée et pillée par des hommes armés, sans qu'on sache à quel camp ils appartiennent.

### Relations avec l'Algérie
En 1992 et 2002, le Soudan est accusé par l’Algérie d’ingérence dans la guerre civile algérienne qui a causé la mort de plus 200.000 Algériens,. En réponse, le Gouvernement algérien a appelé à la séparation du Darfour et du Soudan du Sud, qui a eu un succès au Soudan du Sud en 2011.
Depuis la fin lors, les relations entre Alger et Khartoum se sont rapprochés. Entre la révolution soudanaise qui secoue le pays en 2018-2019 et le coup d'État d'octobre 2021, le Soudan traverse une période ressemblant à la brève période démocratique qu'a connu l'Algérie trente ans plus tôt (de 1988 à 1991). Dans les deux cas, un soulèvement populaire amorce une transition démocratique, mais celle-ci est stoppée deux ans plus par l'armée qui se réaccapare le pouvoir et s'y maintient durablement. Inspiré par le précédent algérien, le chef d'état-major de l'armée soudanaise, Mohamed Othman al-Hussein se rend à Alger en novembre 2022, et rencontre son homologue Saïd Chengriha pour évoquer des questions sécuritaires.
En janvier 2024, dans le contexte du conflit soudanais l'opposant à Mohamed Hamdan Dogolo, le général Abdel Fattah al-Burhan se rend à Alger où il rencontre le président algérien Abdelmadjid Tebboune. Se gardant de prendre parti dans ce conflit, ce dernier déplore « l'acharnement des forces du mal » contre le Soudan, et apporte son soutien au peuple soudanais.

### Relations avec l'Éthiopie
L'Éthiopie et le Soudan sont tous les deux membres d l'Union africaine et partagent une frontière d'environ 720 km située au sud-est du Soudan.

#### Conflits territoriaux
L'accord sur le tracé des frontières remonte à 1902 entre l'Éthiopie et la Grande-Bretagne, puissance coloniale qui contrôlait le Soudan. Mais des lacunes persistent sur certains points provoquant régulièrement des incidents avec des agriculteurs éthiopiens venant cultiver sur un territoire revendiqué par le Soudan. La zone contestée est le triangle d’Al-Fashaga, une zone de 250 km2, stratégique car fertile pour les deux pays très peuplés.

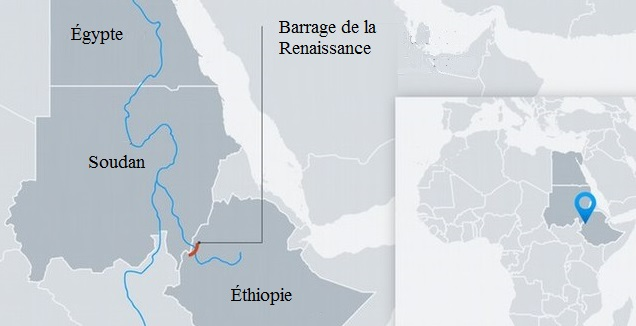
Localisation de l'Éthiopie du Soudan, et du barrage de la Renaissance sur le Nil Bleu.
Le triangle d’Al-Fashaga est situé au nord de la ligne de frontière entre les deux pays.

Pendant l'essentiel de son mandat, le gouvernement d'Omar el-Bechir ne cherche pas à contrôler cette région, occupé par la seconde guerre civile soudanaise au sud du pays, tandis que l'Éthiopie soutient les rebelles du sud. La capitale éthiopienne Addis-Abeba est finalement le lieu de rencontre des belligérants du nord et du sud du Soudan pour assurer une séparation pacifique du Soudan en deux États, et assurer un partage équitable des ressources pétrolières du Sud. En 2019, la révolution soudanaise provoque un changement de régime et un revirement politique de la part du Soudan qui ambitionne de reprendre le triangle d’Al-Fashaga.

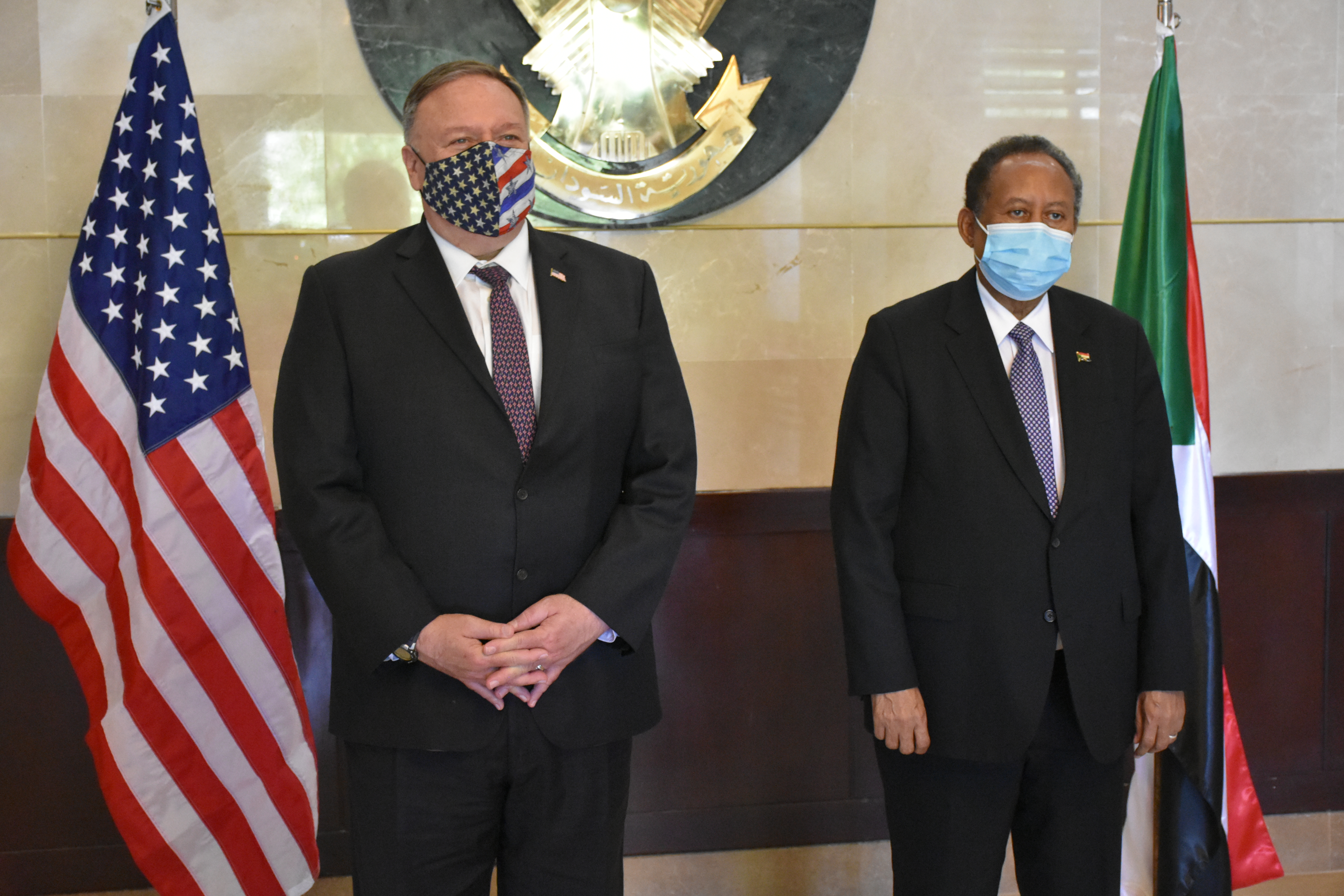
Abdalla Hamdok et le secrétaire d'État des États-Unis Mike Pompeo à Khartoum en août 2020.

En novembre 2020, tandis que la guerre du Tigré éclate en Éthiopie, opposant le gouvernement d'Abiy Ahmed à la région séparatiste du Tigré, le gouvernement soudanais masse 6 000 soldats à la frontière, officiellement pour empêcher le conflit de déborder sur territoire. En effet, des fermes sont attaquées par combattants venus d'Éthiopie, dont l'identité est incertaine ; le gouvernement éthiopien les désigne comme des bandits, alors que son homologue soudanais les accuse d'être des miliciens pro-gouvernementaux. De son côté, l'armée soudanaise multiplie les incursions, profitant de la guerre civile éthiopienne pour prendre le contrôle du territoire disputé entre les deux États. Les jours suivants, l’offensive soudanaise se heurte à une résistance de l'Éthiopie, dont l'armée remporte une victoire rapide sur le front du Tigré (avant d'être repoussée quelques semaines plus tard), tandis que 50 000 Éthiopiens déplacés par le conflit se réfugient au Soudan.
En décembre 2020, quatre soldats soudanais sont tués dans une embuscade éthiopienne provoquant l'envoi par le Soudan d'importants renforts à la frontière, mais l'Éthiopie minore l'importance de l'incident rejetant la faute sur des milices éthiopiennes non identifiées, et affirme qu'il ne menace pas les relations entre les deux pays. Un cycle de discussions sur le tracé des frontières a lieu à Khartoum les 22 et 23 décembre entre les délégations des deux pays, menées du côté éthiopien par le vice-Premier ministre et ministre des Affaires étrangères Demeke Mekonnen (en) et du côté soudanais par le ministre chargé du cabinet Omar Manis. Mais les délégations se séparent sans accord sur le tracé de la frontière, tout en qualifiant les discussions d'amicales, remettent des rapports à leurs dirigeants et planifient une future réunion à Addis-Abeba. Les années suivantes, des combats sporadiques reprennent par intermittence le long de la frontière entre les deux pays, mais le dialogue continu entre leurs diplomates et la médiation de l'Union africaine permet à ces tensions de retomber rapidement.

#### Enjeu du barrage éthiopien de la Renaissance
L'attitude du Soudan concernant le chantier du barrage éthiopien de la « Renaissance » sur le Nil bleu est ambivalente, le gouvernement soudanais étant tiraillé entre son amitié pour l'Égypte très hostile à ce projet, et l'opportunité d'importer de l'électricité à bas prix.
Alors que le Soudan d'Omar el-Bechir soutenait ce projet de barrage de la Renaissance, Khartoum change de ton en 2020, en se rapprochant de la position égyptienne. Celle-ci refuse la deuxième étape de remplissage, prévue pour juillet 2021, sans accord contraignant sur la répartition des eaux du Nil. Mais en août 2021, le ministre soudanais de l'Énergie Jaden Ali Obeid déclare que le Soudan est en discussion avec l'Éthiopie pour l'achat de 1 000 mégawatts d'électricité. Avant cette date, le Soudan importait déjà d'Éthiopie environ 10 % de ses besoins en électricité.
En janvier 2022, Mohamed Hamdan Dogolo, le numéro deux du pouvoir militaire au Soudan, se rend en Éthiopie pour évoquer leurs différents frontalier et le barrage. Le mois suivant, le Soudan condamne le lancement par l'Éthiopie de la production d’électricité avec le barrage de la Renaissance dénonçant une décision « unilatérale » éthiopienne. En janvier 2023, le Premier ministre éthiopien Abiy Ahmed se rend pour une journée à Khartoum. marquant la première visite du chef du gouvernement chez son voisin depuis août 2020, et rencontre le général al-Burhan, qui déclare que les deux chefs d'État sont « d’accord sur tous les points concernant le barrage de la Renaissance ».

#### Conflit soudanais de 2023
Pendant le conflit soudanais de 2023, le personnel des ambassades à Khartoum de France, d'Italie, des États-Unis et du Royaume-Uni sont évacués vers Addis-Abeba, d'où ces derniers poursuivent leurs fonctions d'ambassadeurs au Soudan. L’opposition civile soudanaise se réunit par ailleurs régulièrement dans la capitale éthiopienne.

### Relations avec l'Érythrée
Le Soudan partage avec l'Érythrée, indépendante de l'Éthiopie depuis 1993, une frontière de 605 km située à l'est du Soudan, et les deux pays sont membres de l'Union africaine. Dans les années qui suivent l’indépendance de l'Érythrée, celle-ci est, à l'instar du Tchad, en proie à une guerre proche de la frontière avec le Soudan, et accuse Khartoum d'ingérence en soutenant divers groupes rebelles érythréens, dont le Jihad islamique érythréen. L'Érythrée, toujours à l'instar du Tchad, accueille sur son territoire des rebelles armés opposés au gouvernement de Khartoum.
Après une médiation qatarie, les deux pays signent un accord de paix à Doha en 1999, mais celui-ci vole en éclats peu de temps après.
Le 11 septembre 2023, cinq mois après le début du conflit soudanais opposant l'armée soudanaise aux forces de soutien rapide, le général al-Burhan, à la recherche de soutiens étrangers, se rend à Asmara où il rencontre le président Isaias Afwerki. Un an plus tard, une milice soudanaise entraînée en Érythrée, le « Bataillon de l'Est », annonce son déploiement dans l'État de Kassala à l'est du Soudan en coordination avec les forces armées en guerre contre les FSR.

### Relations avec Djibouti
Le 31 décembre 2023, environ 8 mois après le début du conflit soudanais, le général Mohamed Hamdan Dogolo se rend à Djibouti qui assure la présidence de l’Autorité intergouvernementale pour le développement (IGAD), une organisation régionale de huit États, multipliant les efforts de médiation pour mettre fin à la guerre civile. Il rencontre le président Ismaïl Omar Guelleh, à qui il déclare dans un communiqué avoir exposé « sa vision pour mettre fin à la guerre et parvenir à une solution globale qui mettra fin aux souffrances de notre grand peuple ».

### Relations avec la République centrafricaine
Le Soudan partage avec la République centrafricaine une frontière de 483 km, située au sud-ouest du Soudan, qui a été réduite au trois cinquièmes de sa longueur initiale à la suite de l'indépendance du Soudan du Sud. Les deux pays sont membres de l'Union africaine, tandis que la République centrafricaine est membre observateur de l'Organisation de la coopération islamique.
Pendant la deuxième guerre civile centrafricaine (2012-2013), le régime d'Omar el-Bechir est accusé d'avoir fourni des armes et des mercenaires à la coalition rebelle musulmane « Seleka » en guerre contre le président François Bozizé renversé en 2013.
En septembre 2019, le conseil souverain du Soudan décide de fermer ses frontières avec la Libye et la Centrafrique pour des raisons de sécurité.
En janvier 2023, le général Mohamed Hamdan Dogolo ferme de nouveau la frontière soudano-centrafricaine, affirmant ainsi empêcher le passage depuis le Soudan d’hommes armés embauchés pour aller renverser le président centrafricain Faustin-Archange Touadéra.

### Relations avec le Kenya
Avant l'indépendance du Soudan du Sud, le Soudan partageait avec le Kenya une frontière de 232 km, autre pays membre de l'Union africaine. Le Kenya s'implique en tant que médiateur lors de la seconde guerre civile soudanaise qui dure de 1983 à 2005, entre le gouvernement de Khartoum et les rebelles de l’Armée populaire de libération du Soudan.
À l'instar du Tchad et de l'Afrique du Sud, le Kenya, bien qu'ayant signé et ratifié le Statut de Rome, traité fondateur de la Cour pénale internationale, refuse d'arrêter le président soudanais Omar el-Bechir, accusé de crimes contre l'humanité, lorsque celui-ci se rend au Kenya en 2010. L'année suivante néanmoins, la justice kényane émet un mandat d'arrêt contre Omar el-Bechir, qui réplique en expulsant l'ambassadeur du Kenya à Khartoum, et rappelant son ambassadeur au Kenya.
En janvier 2024, le président kényan William Ruto reçoit avec faste le général Dogolo, chef des Forces de soutien rapide (FSR), la milice opposée à l'armée soudanaise dans la guerre en cours depuis 2023 au Soudan. Le gouvernement internationalement reconnu du Soudan et dirigé par l'armée dénonce cette réception et rappelle son ambassadeur.
En février 2025, l'Alliance fondatrice pour le Soudan est fondée à Nairobi, la capitale kényane. Cette coalition politique, proche des FSR, a pour objectif de former un gouvernement parallèle au Soudan. En conséquence, le gouvernement internationalement reconnu rappelle de nouveau son ambassadeur au Kenya, accuse le président kényan William Ruto d'être un « sponsor régional des FSR » et dénonce le soutien du gouvernement kényan aux FSR,. Cette rupture diplomatique s'accompagne de sanctions économiques avec l'interdiction d'importer du thé du Kenya. Le gouvernement kényan se justifie d'avoir accueilli cette initiative en affirmant qu'il ne faisait que soutenir les efforts de paix en fournissant une plate-forme pour les pourparlers, conformément à sa tradition de facilitation du dialogue dans la région.

### Relations avec l'Ouganda
Avec l'indépendance du Soudan du Sud en 2011, le Soudan partageait avec l'Ouganda une frontière de 435 km, autre pays membre de l'Union africaine. Après l’Éthiopie, l'Ouganda devient dans les années 1990 l'un des principaux soutiens extérieurs de l'armée populaire de libération du Soudan et de son chef sudiste chrétien John Garang. Allié des États-Unis, le président ougandais Yoweri Museven parvient à obtenir un soutien américain aux rebelles du Sud, alors que le régime de Khartoum est désormais sous sanctions américaines.

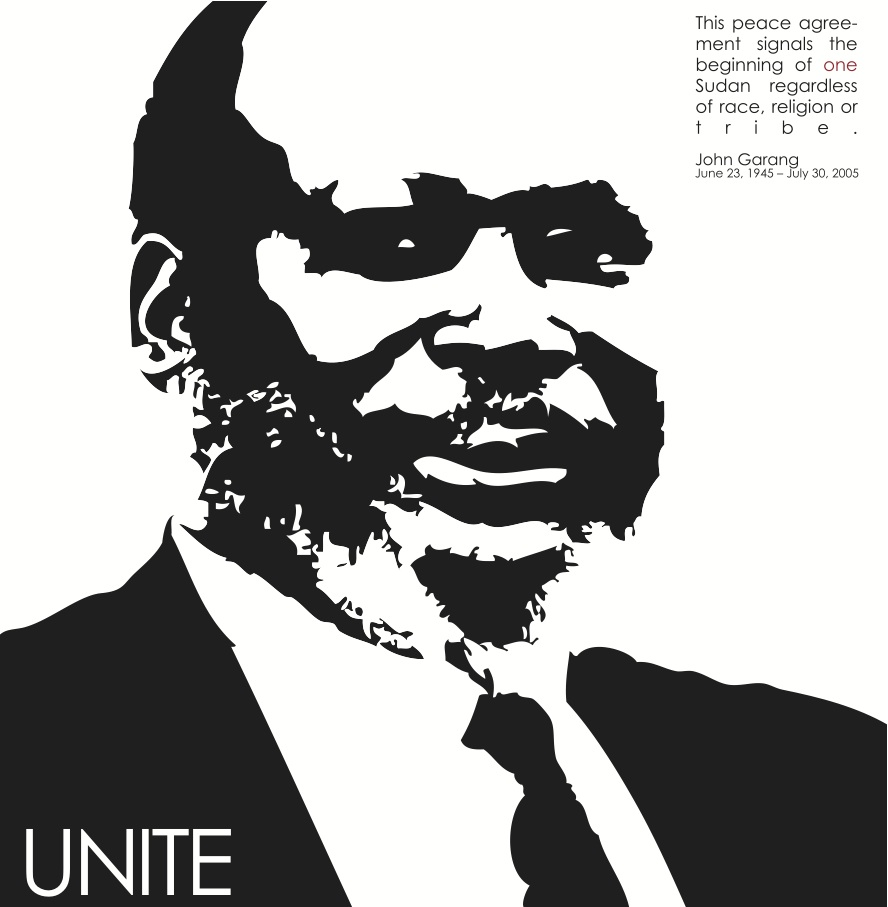
Portrait de John Garang, personnalité clé de l'indépendance du Soudan du Sud, décédé en 2005 lors d'un crash d’hélicoptère en revenant d'une rencontre avec le président ougandais Yoweri Museveni à Kampala.

Le 30 juillet 2005, John Garang décède dans un accident d'hélicoptère en revenant d'une rencontre à Kampala, capitale de l'Ouganda, avec le président ougandais Yoweri Museveni. Alors que la plupart des observateurs et analystes affirment que les mauvaises conditions météorologiques sont la principale cause de ce crash, sa mort déclenche de violentes émeutes à Khartoum, le gouvernement soudanais étant soupçonné d'avoir organisé l'assassinat de John Garang, son ancien adversaire dans la guerre civile soudanaise.
Yoweri Museveni, de son côté, est la cible de critiques dues au fait que John Garang soit mort dans un hélicoptère présidentiel ougandais, et que l'autorisation de décoller de l'aéroport international d'Entebbe n'aurait pas lui être accordé compte tenu des conditions climatiques. Sur la défensive, celui-ci rejette toute accusation de négligence, et déclare douter également qu'il s'agisse d'un accident, alimentant les soupçons d'un assassinat. Le président soudanais Omar el-Béchir, appelant au calme, affirme que la mort de John Garang renforce sa détermination à poursuivre le processus de paix.

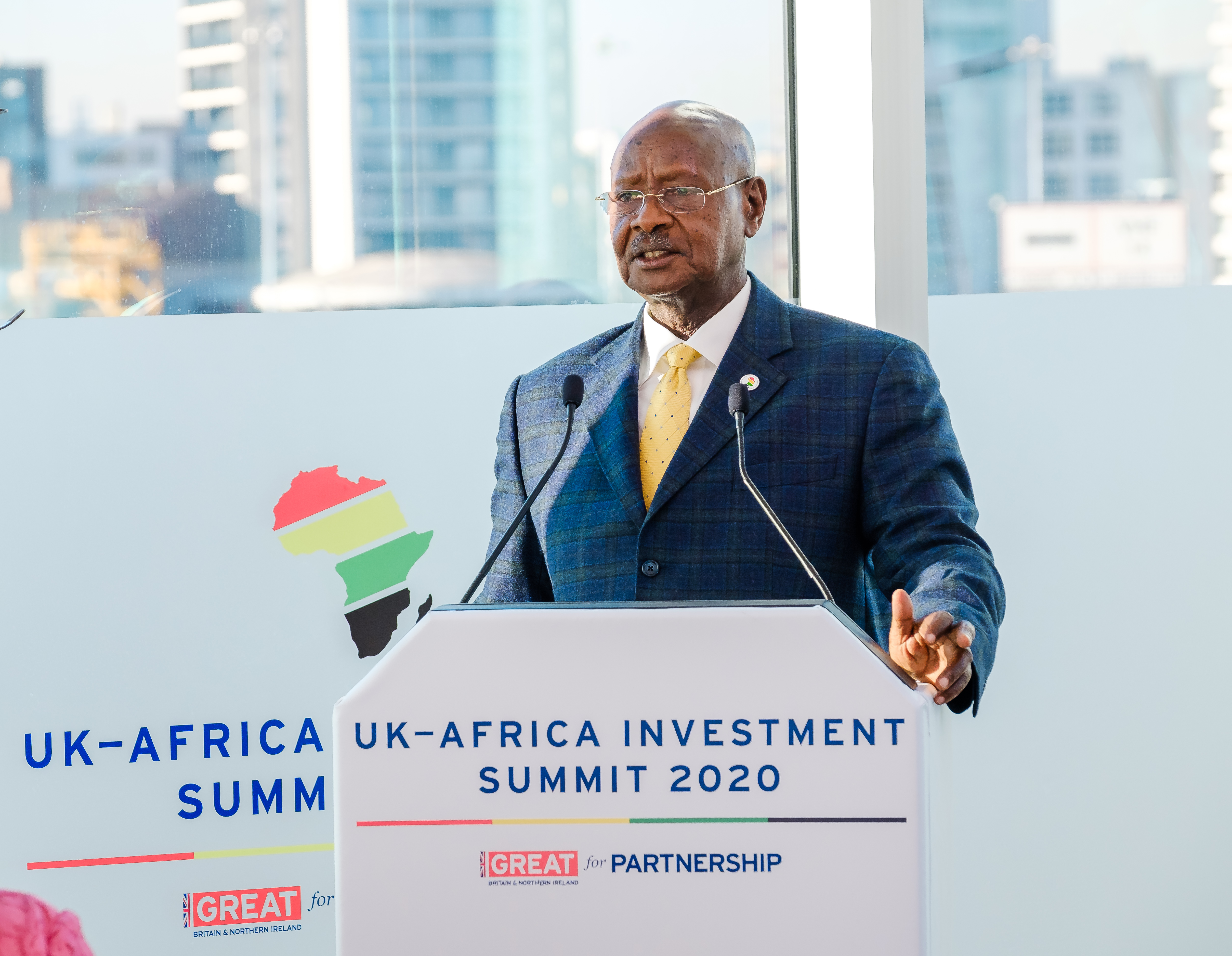
Le président ougandais Yoweri Museveni en 2020.

En juin 2010, Yoweri Museveni invite son homologue soudanais au sommet de l'Union africaine à Kampala alors que celui-ci est recherché par la Cour pénale internationale. En mai 2016, Omar el-Bechir, se rend de nouveau à Kampala pour assister à la cérémonie d'investiture pour un cinquième mandat de Yoweri Museveni. Le président ougandais apporte soutien à son homologue soudanais en le qualifiant de « président légitime de la République du Soudan », et la Cour pénale internationale de « corps inutile ».
Après le renversement d'Omar el-Bechir, Yoweri Museveni organise secrètement le 2 février 2020 à Entebbe une rencontre entre le Premier ministre israélien Benyamin Netanyahou et le général Abdel Fattah Al-Burhan, alors Conseil souverain soudanais, afin d'entamer une normalisation des relations israélo-soudanaise. Cet acte de médiation du président ougandais proche des deux États est historique. Il marque la première étape de la reprise progressive des relations israélo-soudanaise, officiellement rétablies le 23 octobre 2020.
Le 16 septembre 2023, cinq mois après le début du conflit soudanais opposant l'armée soudanaise aux forces de soutien rapide, le général Al-Burhan, à la recherche de soutiens étrangers, se rend en Ouganda pour s'entretenir avec Yoweri Museveni des « relations bilatérales et des questions d'intérêt commun ».

### Relations avec la république démocratique du Congo
Avec l'indépendance du Soudan du Sud en 2011, le Soudan partageait avec la république démocratique du Congo une frontière de 628 km. Les deux pays sont membres de l'Union africaine.

### Relations avec l'Afrique du Sud
Le Soudan et l'Afrique du Sud sont tous les deux membres de l'Union africaine.
Pendant la seconde guerre civile soudanaise (1983-2005), le président sud-africain Nelson Mandela (1994-1999), prix Nobel de la paix en 1993, s'implique comme médiateur et reçoit successivement en Afrique du Sud son homologue soudanais Omar el-Bechir et le chef de la rébellion sud-soudanaise John Garang. Ce conflit aboutit à un accord de partition du Soudan en 2011.
En 2011 et 2012, l'ancien président sud-africain Thabo Mbeki assure, sous l'égide de l'Union africaine, une médiation entre anciens ennemis de la guerre civile soudanaise afin d'assurer une séparation pacifique du Soudan en deux États. Les parties prenantes des négociations se rencontrent à la capitale éthiopienne Addis-Abeba,.

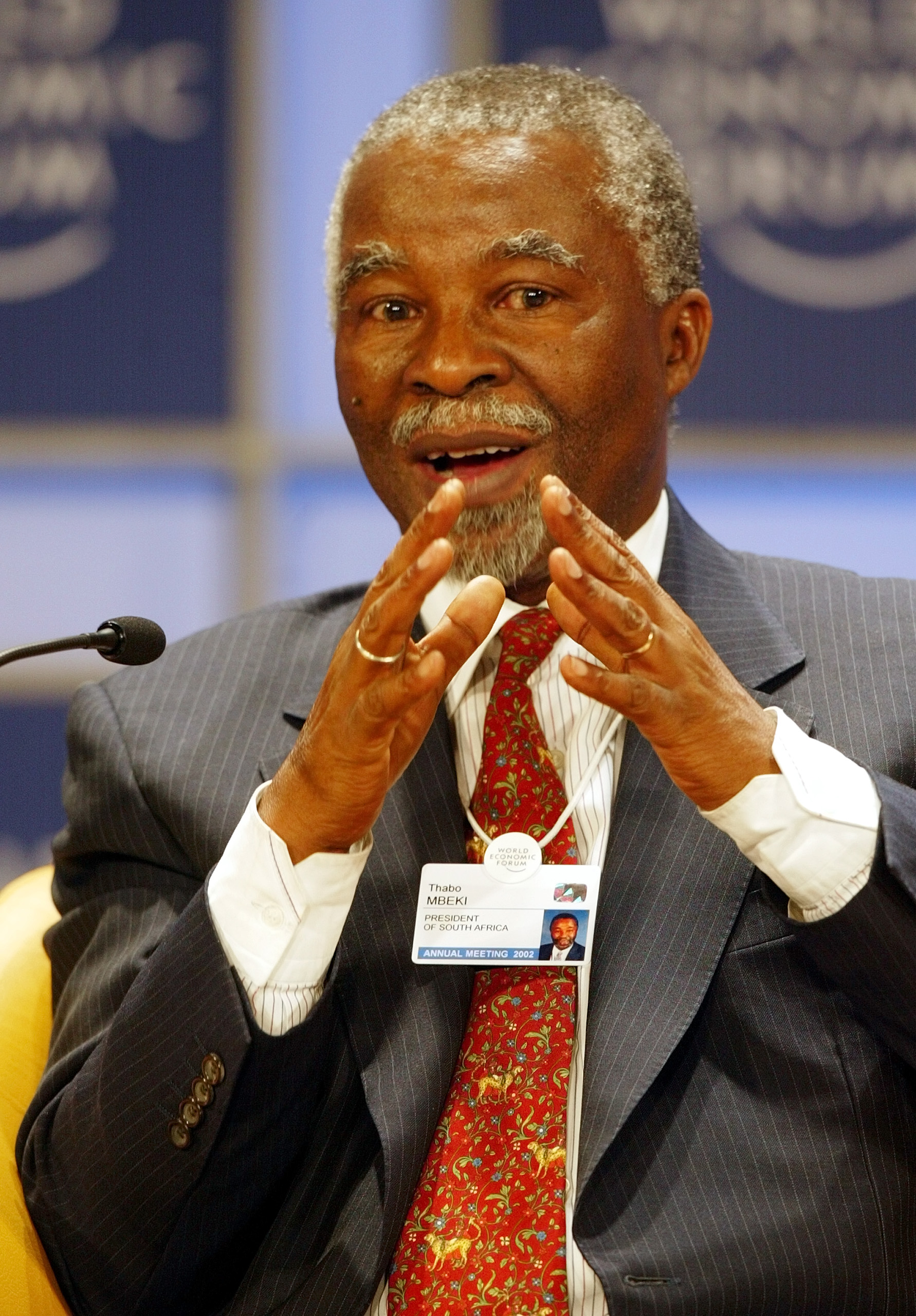
Thabo Mbeki, président sud-africain de 1999 à 2008, et médiateur au nom de l'Union africaine en 2012 entre Omar el-Bechir et Salva Kiir.

Sous sa médiation, en juin 2011, les belligérants du nord et du sud conviennent de la rétrocession de l'État soudanais du Kordofan du Sud à Khartoum. En septembre, un accord est conclu pour le redéploiement de leurs troupes autour de la région disputée d'Abiyé. En août 2012, Thabo Mbeki assure une nouvelle médiation entre les chefs d'État du Soudan et du Soudan du Sud Omar el-Bechir et Salva Kiir au sujet du partage des revenus pétroliers de l'ancien territoire unifié du Soudan.
En juin 2015, l'Afrique du Sud est au centre de l'attention internationale lorsqu'Omar el-Bechir sous mandat d'un arrêt de la Cour pénale internationale (CPI), s'y rend pour participer au sommet de l'Union africaine de Johannesbourg. L’Afrique du Sud, signataire depuis 1998 du Statut de Rome, traité fondateur de la CPI, a alors l'obligation d'arrêter tout individu recherché par la CPI se trouvant sur son territoire. Mais le gouvernement de Pretoria embarrassé par des obligations contradictoires de respect de ses engagements envers la CPI, et de sa propre législation garantissant l’immunité présidentielle pour un chef d'État participant à un sommet international, décide de laisser Omar el-Bechir repartir librement.
Saisie du dossier, la Cour suprême d’appel sud-africaine condamne la passivité du gouvernement vis-à-vis du président soudanais, la qualifiant de « conduite scandaleuse ». En février 2016, le gouvernement sud-africain, irrité par cette polémique, entame des démarches pour se retirer de la CPI, mais la justice sud-africaine les déclare « inconstitutionnelles ».
Le 4 janvier 2024, tandis que la guerre civile fait rage au Soudan entre les généraux Abdel Fattah al-Burhan et Mohamed Hamdane Daglo, ce dernier se rend en Afrique du Sud et rencontre le président sud-africain Cyril Ramaphosa à Pretoria.

### Relations avec le Mali
Le 11 janvier 2025, le général Abdel Fattah al-Burhan se rend au Mali pour une visite d'amitié et de travail de 48 heures, où il est accueilli par son homologue malien le général Assimi Goïta. Les deux délégations effectuent un partage d’expérience, le Mali est confronté à des rebellions jihadistes et indépendantistes, alors qu’au Soudan l'armée et les FSR s’affrontent.

### Relations avec le Sierra Leone
En novembre 2024, le Royaume-Uni et la Sierra Leone élaborent un projet de résolution du Conseil de sécurité de l'ONU appelant à un arrêt immédiat des hostilités au Soudan et à la protection des civils. Celui-ci est rejeté à cause d'un véto russe.

## Relations avec les pays du Moyen-Orient

### Relations avec l'Arabie saoudite

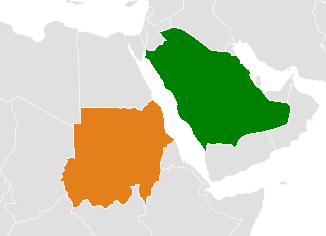
Localisation du Soudan (en orange) et de l'Arabie saoudite (en vert) séparés par ma Mer Rouge.

Les relations entre le Soudan et l'Arabie saoudite tous membres de la Ligue arabe, et de l'Organisation de la coopération islamique sont caractérisées par une forte dépendance économique et financière de Khartoum à l'égard de Riyad qui est l'un de ses principaux bailleurs de fonds.

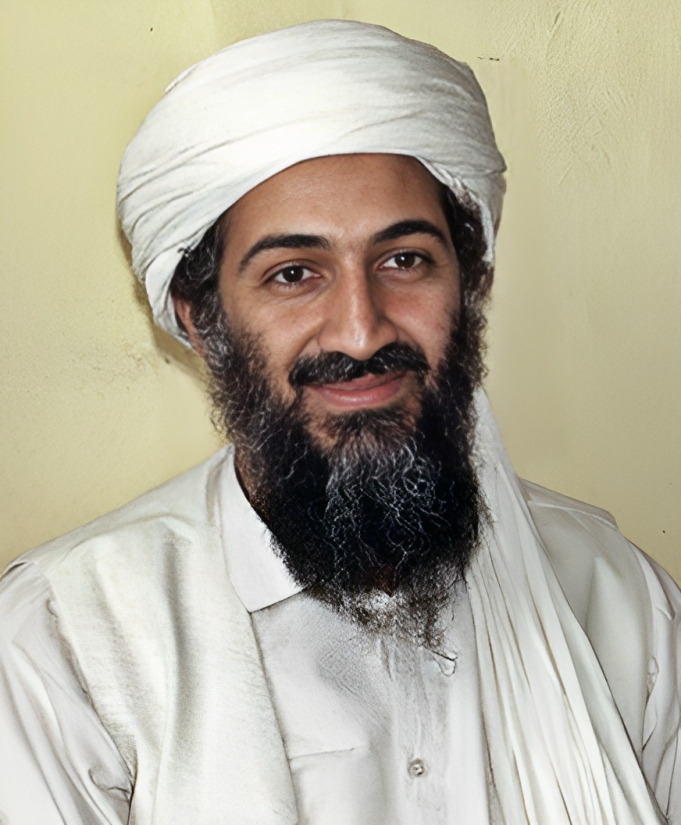
Oussama ben Laden, homme d'affaires saoudien et terroriste international, proche de la famille régnante saoudienne jusqu'en 1991. Après être entré en dissidence avec cette dernière, il se réfugie à Khartoum entre 1992 et 1996.

En 1990, l'Arabie saoudite décide de supprimer son aide financière accordée au Soudan, pour punir le régime d'Omar el-Bechir de son soutien à Saddam Hussein après son invasion du Koweït. Le terroriste islamiste Oussama ben Laden, issu d'une riche famille saoudienne proche de la famille régnante, entre en dissidence avec cette dernière à la suite de la guerre du Golfe pour protester contre l'accueil de troupes américaines dans le royaume, et se réfugie à Khartoum entre 1992 et 1996. Cette accueil d'un opposant au régime saoudien refroidie davantage les relations diplomatiques entre la monarchie saoudienne et la junte soudanaise, par la suite embarrassée par les attentats du 11 septembre 2001 organisés par leur ancien hôte. Craignant d'être accusé de complicité pour ces attentats, et de subir des représailles renonce à la guerre avec le Sud du pays à qui il accorde un État indépendant, le Soudan du Sud.
En 2011, après la sécession du Soudan du Sud, qui coupe Khartoum de ses principales réserves pétrolières, Omar el-Bechir décide de se rapprocher de nouveau de Riyad, avec pour objectif étant de profiter des pétrodollars, et de contourner ainsi les sanctions internationales contre le pays. Dans ce contexte, en 2015, le Soudan appuie la coalition dirigée par l'Arabie saoudite contre les rebelles houthis lors de son intervention dans la guerre civile yéménite. 15 000 combattants soudanais – non pas des militaires, mais des miliciens pro-gouvernementaux de la Forces de soutien rapide engagés au Darfour – sont envoyés au Yémen par le gouvernement d'Omar el-Bechir pour alimenter les rangs de la coalition pro-saoudienne. Mais ces forces, engagées uniquement sur le front nord, n’ont guère eu de succès contre les houthis et subissent de lourdes pertes, tandis que Khartoum reçoit de Riyad une somme nettement inférieure aux cinq milliards de dollars promis. Parallèlement, Riyad achète massivement des terres agricoles soudanaises, dans un programme confié à un proche du milliardaire anglo-soudanais Mo Ibrahim.
Le régime de Omar el-Bechir adhère de plus en plus au « programme diplomatique » américano-saoudien dans le monde musulman, visant avant tout à faire front contre l'Iran, avec qui le Soudan rompt ses relations diplomatiques en 2016 dans la foulée de la rupture irano-saoudienne. Mais celui-ci refuse de participer au blocus imposé par l'Arabie saoudite au Qatar lors de la crise du Golfe en juin 2017, provoquant une forte baisse des aides financières saoudiennes, et plongeant le Soudan dans une crise économique qui aboutit à la révolution en décembre 2018.
Après son renversement, Omar el-Bechir est jugé pour corruption, après qu'une enquête ait révélé qu'il ait perçu 90 millions de dollars en espèces de l'Arabie saoudite pendant ses trois décennies passées au pouvoir. Les manifestants rejettent toute offre d'aide financière des pays du Golfe, après que les Saoudiens et les Émiratis aient promis aux militaires qui ont pris le pouvoir en 2019 une aide économique de trois milliards de dollars.
Le 11 avril 2019, l’armée soudanaise, par la voix du lieutenant général Mohamed Hamdan Dogolo, annonce sa décision de maintenir sa participation à la coalition emmenée par l’Arabie saoudite au Yémen. Cette déclaration est néanmoins nuancée en décembre par le nouveau Premier ministre soudanais Abdallah Hamdok, qui annonce une forte réduction du nombre de soldats soudanais au Yémen tout en affirmant que la solution au conflit yéménite est « politique ». Le mois suivant, le général al-Burhan, à la tête du Conseil militaire de transition est invité aux sommets extraordinaires de la Ligue arabe et de l’Organisation de la coopération islamique à La Mecque, en Arabie saoudite.
En décembre 2019, pas moins de 10 000 soldats soudanais sont néanmoins rapatriés des pays du Golfe vers le Soudan. Mais l’Arabie saoudite, toujours enlisée au Yémen, n’a pas pour autant abandonné le recrutement de « chair à canon » soudanaise, et continue de prospecter et de recruter dans les banlieues pauvres de Khartoum et dans les provinces rurales du Soudan.
En avril 2023, dans le contexte de la tentative de coup d'État militaire menée par les Forces de soutien rapide, l'Arabie saoudite annonce l'évacuation de 91 Saoudiens ainsi qu'une soixantaine de ressortissants de 12 autres pays. Des négociations entre délégations soudanaises sont organisées sous médiations internationale dans la ville saoudienne de Djeddah sur les bords de la mer Rouge. Mais ces échanges patinent car dans cette démarche, chacun des belligérants cherche davantage à s’attirer les bonnes grâces des Saoudiens et des Américains pour prendre l'avantage sur son adversaire, plutôt qu’arriver à un accord de paix.

### Relations avec les Émirats arabes unis
Le Soudan et les Émirats arabes unis sont tous deux membres de la Ligue arabe, et de l'Organisation de la coopération islamique. À l'instar de l'Arabie saoudite et du Qatar, les Émirats arabes unis adoptent à l'égard du régime d'Omar el-Bechir une attitude ambivalente, en étant à la fois un de ses plus proches soutiens, tout en étant un allié majeur des États-Unis qui imposent au Soudan de fortes sanctions. En 2018, Abou Dabi est le premier partenaire commercial de Khartoum.
En 2018, au début des contestations, sur fond de tensions économiques, les Émirats arabes unis apportent au Soudan un financement de 300 millions de dollars, ainsi qu'une aide en pétrole. L'année suivante, les « Emirate Leaks » révélaient l’utilisation de mercenaires venus d’Afrique (y compris soudanais) qui transitaient par le Soudan pour le compte d’Abu Dhabi pour participer aux guerres civiles libyenne et yéménite. Des centaines d'entre eux sont directement recrutés par Mohamed Hamdan Dogolo, vice-président du Conseil militaire soudanais, au sein des tribus arabes du Darfour. En janvier 2020, plusieurs manifestations ont eu lieu devant l’ambassade des Émirats arabes unis à Khartoum pour protester contre l’ingérence du pays dans leurs affaires depuis des années. Les Soudanais s’insurgent notamment contre l’envoi de milliers des leurs dans les zones de guerre par les Émirats et leur demandent d’y mettre fin,.
À la suite du putsch d'octobre 2021, les Émirats arabes unis, souhaitant garder le Soudan dans le camp américain, tentent une médiation entre le général al-Burhan et l'ancien Premier ministre Abdallah Hamdok, pour convaincre la junte de lui rendre son poste de Premier ministre. Les généraux acceptent cette médiation pour ne pas se couper trop brutalement des occidentaux de leur aide financière, mais semblent peu disposés à faire des concessions politiques.
En avril 2023, à la suite de l'éclatement de la guerre civile soudanaise Abou Dhabi prend le parti du général Dogolo, et fait parvenir des armes aux Forces de soutien rapide via l’Ouganda et la Centrafrique, avec l'aide logistique de la société paramilitaire russe Wagner. Selon le chercheur Alex de Waal, le président des Émirats arabes unis Mohammad ben Zayed al-Nahyane, aurait pris cette position pour renvoyer l’ascendeur général Dogolo qui lui avait fourni des soldats au Yémen, ainsi qu'un intérêt par le fait que Dogolo contrôle les mines d'or du Soudan. Supposée secrète, cette implication émiratie dans le conflit est révélée en août 2023 par une enquête du Wall Street Journal, démentie par Abou Dabi. En novembre, après avoir temporisé et évité toute confrontation diplomatique ouverte, l'armée soudanaise, par la voix du général, s'en prend violemment aux Émirats arabes unis qu'il désigne comme « un État-mafia qui a pris le chemin du mal » en soutenant les FSR. Le mois suivant, le général al-Buhran officiellement à la tête du pays mais très affaibli par de multiples revers militaires, expulse 15 diplomates émiratis. En avril 2024, son gouvernement demande une réunion d’urgence du Conseil de sécurité de l'ONU pour examiner « l'agression » des Émirats arabes unis contre le « peuple soudanais » via leur soutien présumé aux FSR en guerre contre l’armée. En août, le rappeur américain Macklemore annonce l'annulation d'un concert prévu à Dubaï pour protester contre le soutien émirati aux FSR.
En septembre, alors que l'armée soudanaise lance une contre-offensive pour reprendre Khartoum tombée un an plus tôt aux mains des FSR, la résidence de l'ambassadeur émirati au Soudan est visée par une frappe de la force aérienne soudanaise. Cette attaque est condamnée par Abou Dabi, qui dénonce une « violation flagrante du principe fondamental de l'inviolabilité des locaux diplomatiques ».
Le 2 décembre 2024, le gouvernement soutenu par l'armée du Soudan accuse les FSR d'utiliser des drones « stratégiques », assemblés aux ÉAU et livrés sur le territoire tchadien. Le gouvernement dénonce l'implication « directe et claire » des ÉAU et menace d'y répondre,.
Le 24 janvier 2025, le sénateur américain Chris Van Hollen et la représentante Sara Jacobs déclarent que les Émirats arabes unis fournissent toujours des armes aux Forces de soutien rapide, malgré les assurances précédentes faites aux États-Unis pour valider l'achat d'armement à hauteur d'1,2 milliard de dollars,.
En mars 2025, le Soudan dépose une requête à l'encontre des Émirats arabes unis devant la Cour internationale de justice. Le Soudan les accuse de « complices du génocide des Masalit » par leur soutien aux FSR. En mai, le Soudan rompt officiellement ses relations avec les Émirats arabes unis après des frappes de drones des FSR visant Port-Soudan.

### Relations avec le Qatar
Le Soudan et le Qatar sont tous deux membres de la Ligue arabe, et de l'Organisation de la coopération islamique. En 1995, l'émir du Qatar Khalifa ben Hamad Al Thani noue de solides relations avec le régime d'Omar el-Bechir et d'Hassan Al-Turabi, islamiste frériste (courant promu par le Qatar) de premier plan, alors que le Soudan est isolé sur les scènes régionale et internationale. Lorsque ce dernier est éjecté du pouvoir en 1999 par Omar el-Bechir, Doha tenté de se placer comme médiateur entre les deux ancien et obtient la libération d'Al-Turabi en 2009 quelques mois après son incarcération. En 1999, Doha s'affirme aussi comme médiateur dans un conflit opposant le Soudan et l'Érythrée.
Un autre processus de médiation du Qatar au Soudan, est le conflit du Darfour opposant depuis 2013 Khartoum à des groupes rebelles. Nommé médiateur par la Ligue arabe en 2008, le Qatar parvient, trois ans plus tard, à la signature du « Doha Document for Peace in Darfur » censé mettre fin au conflit, mais celui-ci n'atteint pas ses objectifs.

Carte des pays participants au blocus du Qatar lors de la crise du Golfe entre 2017 et 2021. La majorité des pays frontaliers du Soudan en font partie, mais par le Soudan.

En juin 2017, le Soudan refuse, contrairement à ses voisins égyptien, libyen, tchadien et érythréen, de participer au blocus imposé par l'Arabie saoudite au Qatar lors de la crise du Golfe, provoquant une forte baisse des aides financières saoudiennes, et plongeant le Soudan dans une crise économique qui aboutit à la révolution en décembre 2018. En janvier 2019, un mois après le début de la révolution soudanaise, Omar el-Bechir se rend à Doha pour son premier déplacement à l'étranger depuis le début des manifestations anti-gouvernementales, où l’émir Tamim ben Hamad Al Thani lui fait part de l’engagement du Qatar pour l’unité et la stabilité du Soudan. Mais contrairement aux attentes qu'avait Omar el-Bechir, ce dernier ne lui promet aucune aide financière pour sortir son pays du marasme économique à l'origine de la révolution.
Les relations entre le Soudan et le Qatar se tendent après le coup d'État d'octobre 2021, à la suite duquel Khartoum se rapproche de Riyad, Abou Dhabi et du Caire, au détriment de Doha. Le mois suivant, le chef du bureau de la chaîne qatarie Al-Jazeera à Khartoum, le Soudanais Al-Moussalami al-Kabbachi, est arrêté, avant d'être libéré deux jours plus tard.
En mai 2023, dans le contexte de la crise politique déclenchée par la tentative de coup d'État militaire menée par les Forces de soutien rapide, l'ambassade du Qatar à Khartoum est attaquée et vandalisée par des hommes armés appartenant probablement aux FSR. Cette attaque ne fait pas de victime, le personnel de l'ambassade ayant déjà été évacué par le Qatar au début des hostilités un mois auparavant. Début septembre, le général al-Buhran à la tête de l'armée soudanaise se rend au Qatar pour solliciter le soutien de l'émir Tamim ben Hamad Al-Thani dans le conflit qui l'oppose à son rival, le général Dogolo.

### Relations avec le Yémen
Le Soudan et le Yémen sont tous deux membres de la Ligue arabe, et de l'Organisation de la coopération islamique. En 2015, pendant la guerre civile yéménite, le Soudan rejoint la coalition dirigée par l'Arabie saoudite en appui au président yéménite reconnu par la communauté internationale Abdrabbo Mansour Hadi, en envoyant plusieurs milliers de combattants dans les rangs des troupes pro-gouvernementales. Mais ces forces n’ont guère eu de succès et subissent de lourdes pertes, tandis qu'Abdrabbo Mansour Hadi voit son autorité contestée par les rebelles houthis au nord, et les séparatistes du sud qui prennent le contrôle d'Aden en 2018.
En 2021, malgré les multiples revers des forces pro-gouvernementales, le Soudan, en raison de sa dépendance financière à l'égard de l'Arabie saoudite, continue d'y envoyer des combattants appuyés par l'armée de l'air saoudienne, qui subissent d'importantes pertes dans leurs rangs,.

### Relations avec la Syrie
Le Soudan et la Syrie ont de bonnes relations bilatérales anciennes, leurs échanges économiques, commerciaux, et migratoires remontant à l'époque de la colonisation britannique du Soudan. Le Soudan était comme la Syrie membre de la Ligue arabe, et de l'Organisation de la coopération islamique, jusqu'à la suspension de cette dernière de ces deux organisations en 2011 et 2012, en raison de la guerre civile syrienne,.
Des volontaires soudanais se joignent à la coalition arabe et se battent aux côtés de l'armée syrienne lors de la guerre israélo-arabe de 1948-1949, tandis que le Soudan mobilise son armée en 1967 lors de la guerre des Six Jours, mais n'a pas le temps d'intervenir à cause de la brièveté du conflit. La même année, Khartoum accueille un sommet de la Ligue arabe où sont proclamés les « trois non » : « Pas de paix avec Israël, pas de reconnaissance d'Israël, pas de négociation avec Israël ». En 1993 la Syrie fait partie, avec le Soudan, des pays placés par Washington sur la liste américaine des « États soutenant le terrorisme ». Cette hostilité commune aux États-Unis et à Israël est un facteur de rapprochement entre Damas et Khartoum, alors que dans les années 2000 et 2010, les régimes d'Omar el-Bechir et Bachar el-Assad, tous les deux sous sanctions internationales en raison de leurs politiques répressives envers leurs populations.
En 2015, l'intervention militaire de la Russie en Syrie sauvant le régime de Bachar el-Assad, pousse Omar el-Bechir, sentant son régime menacé, à négocier à son tour de la Russie qui souhaite installer une base militaire à Port soudan,. En décembre 2018, en pleine révolution soudanaise qui mènera à son renversement quelques mois plus tard, Omar el-Bechir se rend à Damas et rencontre son homologue Bachar el-Assad. Le président soudanais déclare espérer un « retour rapide de la Syrie sur la scène internationale, loin de toute intervention étrangère dans ses affaires ».
Mais malgré cette bienveillance mutuelle entre les deux chefs d'État, le Soudan accueille une grande quantité de réfugiés syriens opposants au régime de Damas, étant l'un des rares pays arabe et africain à ne leur imposer aucune restriction. Entre 100 000 et 250 000 réfugiés syriens y sont accueillis, dont la plupart s'installent à Khartoum, dans le quartier d’Al-Riyad, devenu un véritable quartier syrien dans la capitale soudanaise. En outre, la normalisation des relations israélo-soudanaise en 2021 provoque une profonde divergence entre Khartoum et Damas, toujours officiellement en guerre avec l'État hébreu, et cible de multiples frappes de l'armée de l'air israélienne depuis 2011.

### Relations avec l'Irak
Le Soudan est comme l'Irak membre de la Ligue arabe, et de l'Organisation de la coopération islamique.

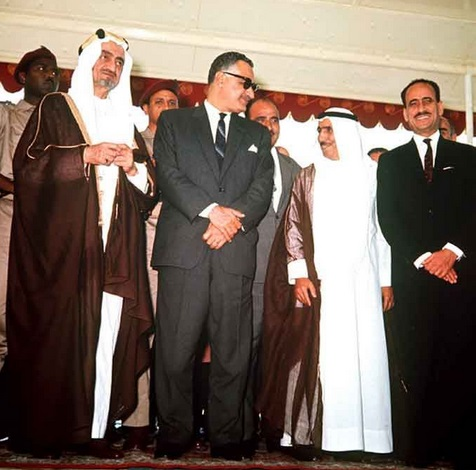
Sommet de la ligue arabe de 1967 à Khartoum. De gauche à droite : le roi Fayçal d'Arabie saoudite, le président égyptien Nasser, l'émir Sabah III du Koweït, et le président irakien Abdel Rahman Aref.

Des volontaires soudanais se joignent à la coalition arabe et se battent aux côtés de l'armée irakienne lors de la guerre israélo-arabe de 1948-1949, tandis que le Soudan mobilise son armée en 1967 lors de la guerre des Six Jours, mais n'a pas le temps d'intervenir à cause de la brièveté du conflit. La même année, Khartoum accueille un sommet de la Ligue arabe où sont proclamés les « trois non » : « Pas de paix avec Israël, pas de reconnaissance d'Israël, pas de négociation avec Israël ».
Lors de la guerre Iran-Irak, le président soudanais Gaafar Nimeiry est l'un des rares chefs d'État à soutenir Saddam Hussein par l'envoie de combattant, alors que la plupart des alliés de l'Irak se contentaient d'une aide matérielle et financière. Les renforts soudanais n'interviennent toutefois que dans un rôle défensif, lorsque l'Irak est la cible de grandes contre-offensives iraniennes à partir de 1982. Pendant l'invasion de Koweït par l'Irak en 1990 le Soudan dirigé par le régime islamiste d'Omar el-Bechir (arrivé au pouvoir un an auparavant) est l'un des seuls pays au monde à faire part de son soutien à Saddam Hussein. En réaction, l'Arabie saoudite, l'un de ses principaux bailleurs de fonds, décide de supprimer son aide financière accordée au Soudan, privant le pays d'une source de revenus essentielle.
Les affinités entre les deux États sont toutefois assez limitées et tiennent essentiellement à leur animosité commune envers les États-Unis et Israël, qui au même moment, soutient la rébellion pendant la seconde guerre civile soudanaise. Mais cette situation change en 2016 lorsque le Soudan rompt ses relations diplomatiques avec l'Iran, principal partenaire de l'Irak, puis en 2020 lorsque le nouveau gouvernement soudanais mis en place après la révolution de 2018-2019 normalise ses relations avec Israël.
En avril 2023, dans le contexte de la tentative de coup d'État militaire menée par les Forces de soutien rapide, l'Irak annonce l'évacuation de son personnel diplomatique composé de 14 personnes.

### Relations avec la Turquie
La Turquie et le Soudan sont tous deux membres de l'Organisation de la coopération islamique.
Le Soudan se rapproche de la Turquie lorsqu'en décembre 2017, le président turc Recep Tayyip Erdogan se rend à Khartoum, première visite d'un chef d'État turc en exercice au Soudan et rencontre Omar el-Bechir un an avant son renversement lors de la révolution soudanaise. Cette visite a été facilitée par la levée des sanctions américaines deux mois auparavant, tandis qu'Omar el-Bechir cherche à équilibrer ses relations entre coalitions adversaires dans la crise du Golfe : le camp de l'Arabie saoudite (que le Soudan soutient au Yémen), et du Qatar dont la Turquie est le principal soutien étranger.
Une vingtaine d’accords est signée dans plusieurs domaines économiques, agricoles et de coopération militaire. Le président turc qualifie de « stratégique » la relation entre les deux pays et affirmé vouloir accroître la taille des échanges commerciaux, de 500 millions de dollars par an à 1 milliard de dollars dans un premier temps, puis à 10 milliards de dollars.

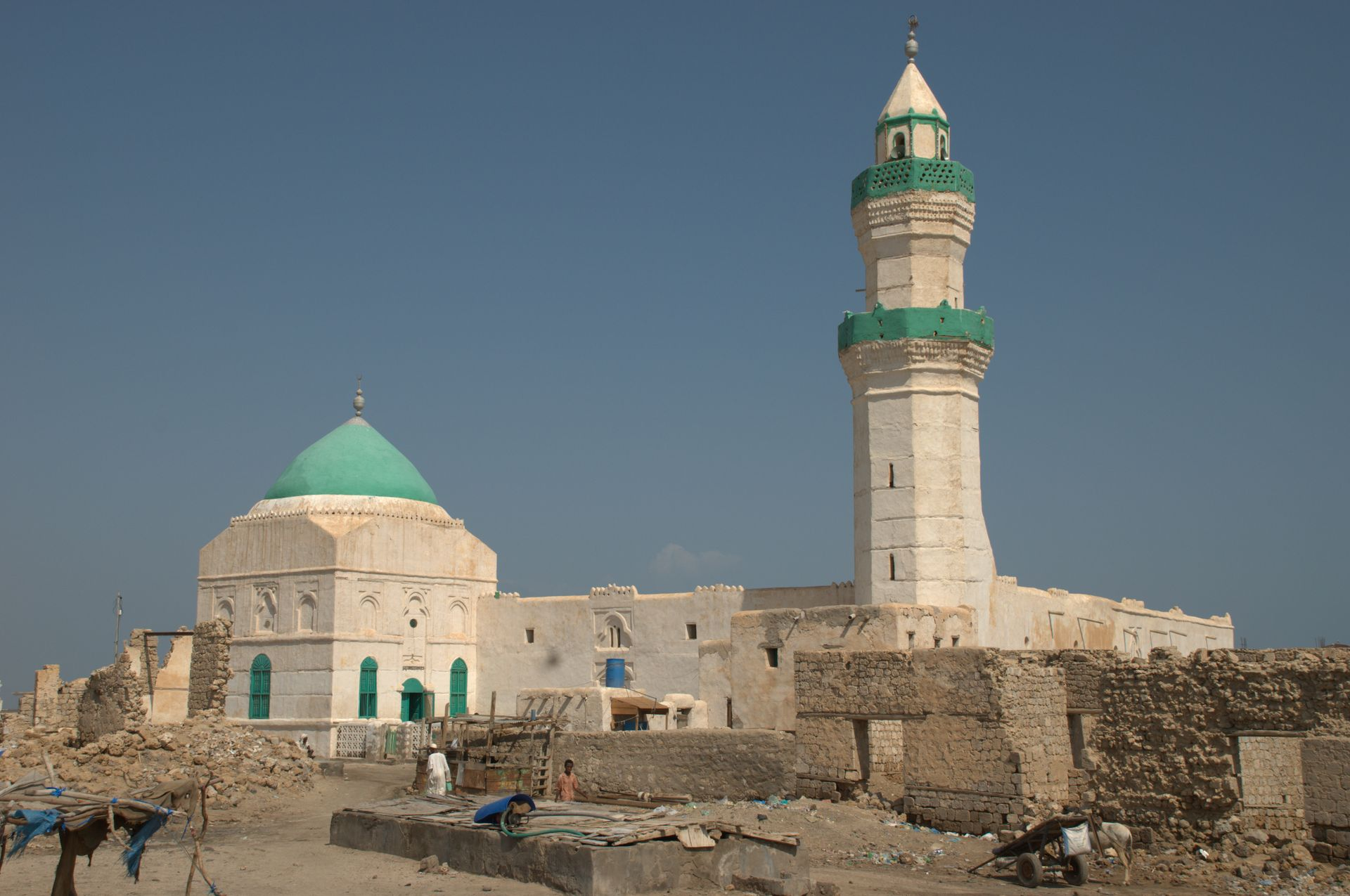
Mosquée el-Geyf sur l'ïle soudanaise de Suakin.

Au cours de cette visite, la Turquie et le Soudan concluent également un accord cédant aux Turcs l’administration de l’île de Suaki, ancienne capitale du Soudan colonial à l’époque de la domination turco-égyptienne, pour une durée indéterminée. Alors que les deux présidents s’y rendent ensemble, Erdoğan promet à son homologue soudanais de reconstruire la ville », tandis que ce dernier, pour faire bonne mesure, fait hisser la bannière turque.
Cet accord provoque une forte inquiétude de l'Égypte et de l'Arabie saoudite qui se sentent menacées dans leur zone d'influence traditionnelle (la mer Rouge) par une puissance sunnite rivale, voire ennemie pour le Caire qui a gelé ses relations diplomatiques avec Ankara en novembre 2013.
En avril 2023, dans le contexte de la tentative de coup d'État militaire menée par les Forces de soutien rapide, la Turquie annonce l'évacuation de son personnel diplomatique et de ses ressortissants (environ 600 personnes avant ce conflit) du Soudan. Le président turc Recep Tayyip Erdoğan passe des appels téléphoniques séparés avec les généraux al-Burhan et Dogolo, appelant les deux parties à mettre fin au conflit et à reprendre les négociations.
En septembre 2023, le général al-Burhan, à la recherche de soutiens internationaux dans sa guerre civile contre son ancien allié, se rend à Ankara où il rencontre Recep Tayyip Erdoğan pour s’entretenir « des relations bilatérales entre les deux pays et des moyens de les renforcer ». Un an plus tard, le président turc propose sa médiation à son homologue soudanais, pour le réconcilier avec les Émirats arabes unis qu'il accuse de soutenir les FSR.

### Relations avec l'Iran
L'Iran et le Soudan sont tous deux membres de l'Organisation de la coopération islamique.

#### Relations irano-soudanaises depuis la révolution iranienne
La révolution islamique iranienne de 1979 inspire le coup d’État au Soudan du sunnite Omar el-Bechir dix ans plus tard. Après l'arrivée au pouvoir de ce dernier, le Soudan, pro-américain sous la gouvernance de Gaafar Nimeiry, devient un allié de l’Iran. Hassan Al-Tourabi, chef des Frères musulmans soudanais, et proche d'Omar el-Bechir prône le panislamisme allant au-delà des seuls pays arabes. Quatre ans plus tard, l'Iran fait partie, avec le Soudan, des pays placés par Washington sur la liste américaine des « États soutenant le terrorisme ». Cette hostilité commune aux États-Unis et à Israël est un facteur de rapprochement entre Téhéran et Khartoum, alors que, l'Iran utilise à plusieurs reprises le Soudan comme zone de transit pour livrer des armes via Port-Soudan aux groupes islamistes libanais et palestiniens luttant contre Israël,.

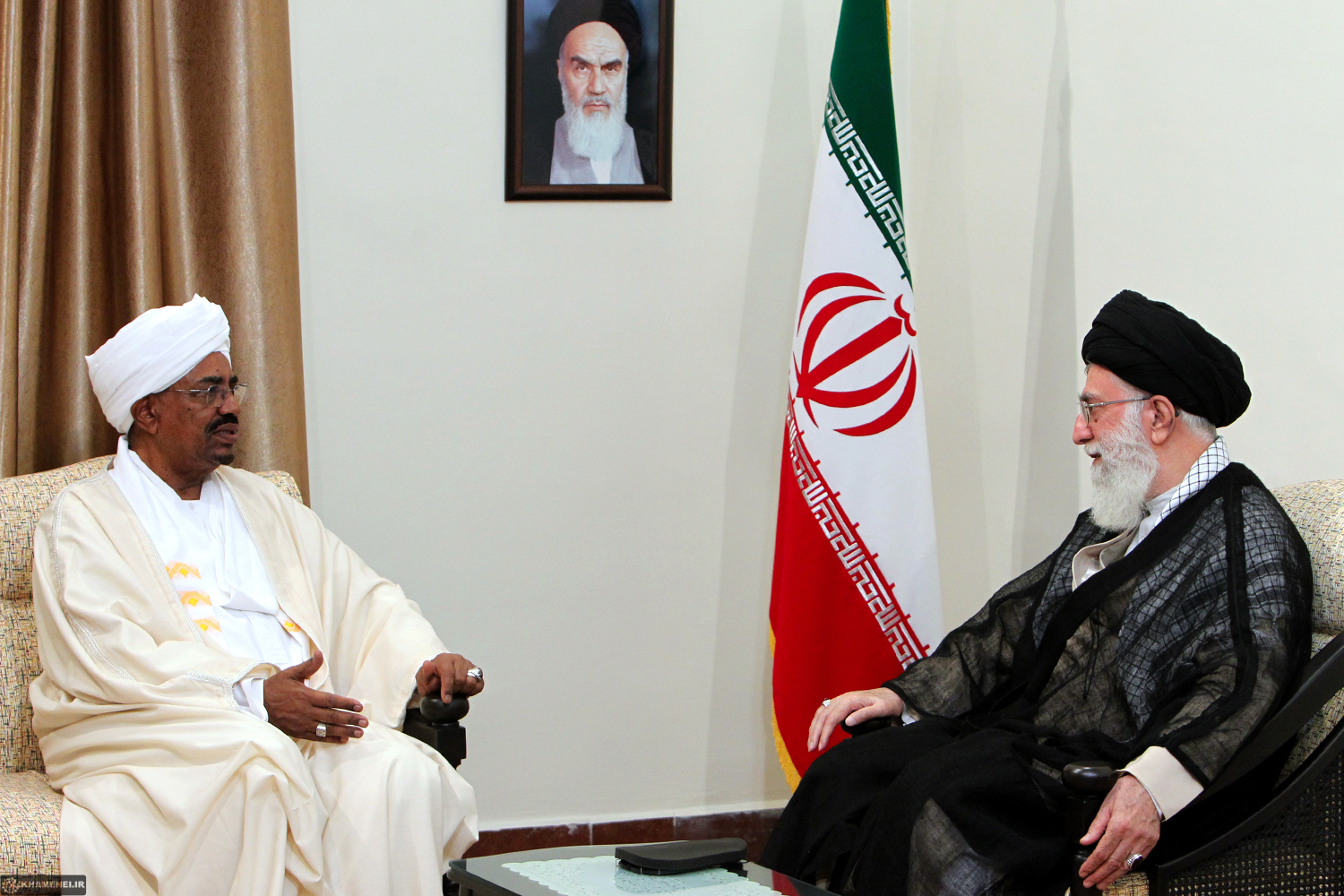
Rencontre entre Omar el-Bechir et le guide suprême iranien Ali Khamenei à Téhéran en 2012.

En 2011, Omar el-Bechir se rend à Téhéran où il est reçu par le guide suprême iranien Ali Khamenei, puis de nouveau l'année suivante pour le sommet des « non-alignés » également organisé à Téhéran.

#### Détérioration et rupture des relations irano-soudanaises
Les relations entre le Soudan et l’Iran se détériorent en septembre 2014, lorsque Khartoum se rapproche des pays du Golfe, ordonne la fermeture des centres culturels iraniens du pays sous prétexte qu’ils servaient à répandre le chiisme dans un pays sunnite. En 2016, le Soudan rompt ses relations diplomatiques avec l’Iran après l’attaque de l’ambassade saoudienne à Téhéran menée en représailles à la suite de l'exécution en Arabie saoudite de l'ayatollah chiite Nimr Baqr al-Nimr.
L’Iran perd ainsi sa principale porte d’entrée sur le continent africain au profit de l’Arabie saoudite dont le Soudan se rapproche. Le Soudan est alors le troisième partenaire commercial de l’Iran en Afrique et représente un marché d’exportation pour le pétrole iranien, en particulier depuis que la sécession du Soudan du Sud en 2011, très riche en pétrole, a rendu Khartoum dépendant des importations étrangères.Parallèlement, le Soudan intervient militairement dans la guerre civile yéménite en envoyant des mercenaires au service de la coalition pro-saoudienne, devenant indirectement ennemi de l'Iran qui soutient les rebelles houthis. La rupture entre Téhéran et Khartoum est définitivement consommée à la suite de la normalisation des relations israélo-soudanaises en 2021, Tel-Aviv étant le principal ennemi de Téhéran.

#### Rapprochement et rétablissement des relations irano-soudanaises
Le 9 octobre 2023, toutefois, les ministères des Affaires étrangères iranien et soudanais annoncent le rétablissement de leurs relations diplomatiques. Cette décision est annoncée dans le contexte d'une attaque du Hamas d'une violence inédite contre Israël avec la probable complicité de l'Iran, mais ne semble pas liée à cet événement. Il s'agit plutôt pour le général Al-Burhan de se chercher une allié extérieur supplémentaire dans sa guerre au Soudan contre son rival le général Mohamed Hamdan Dogolo. Le 5 février 2024, le ministre des Affaires étrangères du gouvernement soudanais Ali Al-Sadiq Ali (en) se rend à Téhéran où il est accueilli par son homologue iranien Hossein Amir Abdollahian. Les deux diplomates évoquent la réouverture de leurs ambassades respectives. Le mois suivant, le Wall Street Journal annonce que le Soudan aurait rejeté une demande iranienne d'établir une base navale sur la côte de la mer Rouge, qui aurait permis à Téhéran de surveiller le trafic maritime vers le canal de Suez et vers Israël. En contrepartie, l'Iran aurait proposé des armes. Toutefois, les deux pays nient que cette négociation ait eu lieu,. Les deux nouveaux ambassadeurs prennent leurs fonctions en juillet 2024. L'ambassadeur iranien au Soudan Hassan Chah Hosseini s’installe à Port-Soudan et non à Khartoum en raison de la guerre civile soudanaise. Selon le chercheur Marc Lavergne, l’une des principales raisons qui ont poussé l’armée soudanaise à rétablir ses relations avec l’Iran est son intention d’obtenir une assistance militaire, alors que cette dernière lui a déjà livré des drones Mohajer-6. De nombreux analystes estiment toutefois trop importants les besoins à court terme de l’armée régulière soudanaise pour que l’aide de Téhéran change le cours de la guerre, mais ce soutien pourrait l'aider à limiter son effondrement militaire.
En décembre 2024, l'effondrement du régime syrien pro-Iran pousse Téhéran à se chercher de nouveaux alliés, et à renouveler sa demande d'implanter une base maritime et militaire à Port-Soudan, en échange d'une aide militaire renforcée à l'armée soudanaise contre les FSR.

### Relations avec Israël

#### De l'indépendance du Soudan à la révolution soudanaise
Le Soudan est depuis son indépendance en 1956 hostile à Israël, et considéré par Tel-Aviv, comme faisant partie de la « galaxie de ses ennemis ».
Des volontaires soudanais se joignent à la coalition arabe lors de la guerre israélo-arabe de 1948-1949, tandis que le Soudan mobilise son armée en 1967 lors de la guerre des Six jours, mais n'a pas le temps d'intervenir à cause de la brièveté du conflit. La même année, Khartoum accueille un sommet de la Ligue arabe où sont proclamés les « trois non » : « Pas de paix avec Israël, pas de reconnaissance d’Israël, pas de négociation avec Israël ».

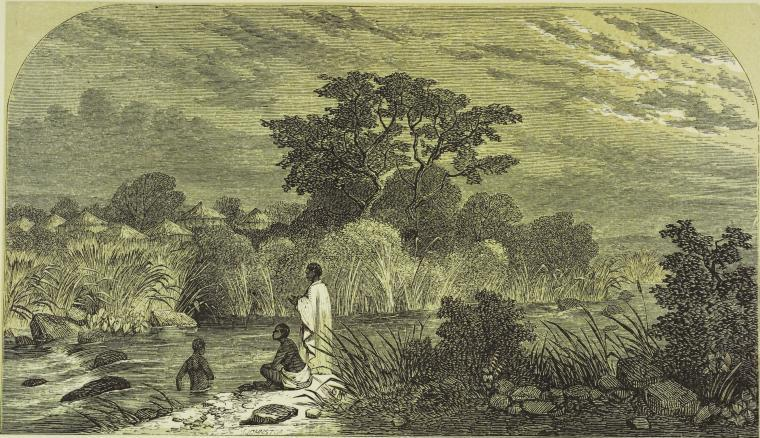
Falashas, juifs éthiopiens, dont l’immigration en Israël a été soutenue par l'ancien président soudanais Gaafar Nimeiry.

Le contexte change radicalement deux ans plus tard, après la prise de pouvoir de Gaafar Nimeiry, président soudanais de 1969 à 1985, proche des Américains eux-mêmes alliés d'Israël. Sans établir de relations diplomatiques officielles, les deux États se rapprochent à l'initiative de Gaafar Nimeiry, sous l'influence de président égyptien Anouar el-Sadate qui lui conseille d’ancrer fermement le Soudan dans le camp américain. En 1984, lors de la grande famine d'Éthiopie, des milliers de Falashas (Juifs éthiopiens) ont été évacués vers Israël lors de l'opération Moïse, en transitant par le Soudan avec la coopération de Gaafar Nimeiry. Pendant deux mois. un pont aérien est établi entre Khartoum et Tel Aviv-Jaffa, via plusieurs villes européennes, avec une cadence de plusieurs centaines de réfugiés débarqués chaque jour en Israël. Cette opération est planifiée secrètement au cours de plusieurs rencontres entre Ariel Sharon ministre israélien de la Défense et Gaafar Nimeiry, à Khartoum en 1981 et au Kenya en 1982. Elle est quelques années plus tard l'une des causes du renversement de Gaafar Nimeiry en 1985 lorsque cette entente avec Israël est découverte,.
En 1989, les relations entre Israël et le Soudan se détériorent de nouveau après la prise de pouvoir d'Omar el-Béchir, qui instaure un régime islamiste très hostile l'État hébreu. Après ce changement de régime, Israël apporte un soutien matériel et financier aux rebelles du Darfour et aux rebelles chrétiens au sud du pays, dont l'action armée mènera à l'indépendance du Soudan du Sud en 2011 (dont Israël est allié depuis sa création). Le Soudan, de son côté, soutient plusieurs mouvements islamistes en guerre contre Israël, ce qui amène l'État hébreu à mener plusieurs frappes aériennes au Soudan en 2009 et 2012 pour détruire des convois destinés à la bande de Gaza,.
À partir de 2016, la détente entre les États-Unis et le Soudan, ainsi que la rupture des relations diplomatiques entre le Soudan et l'Iran, ennemi numéro 1 d'Israël, favorise un nouveau rapprochement entre Khartoum et Tel-Aviv. En janvier 2016, le ministre soudanais des Affaires étrangères Ibrahim Ghandour déclare envisager une normalisation des relations du Soudan avec Israël si gouvernement américain lève les sanctions économiques. Celles-ci sont levées par Donald Trump en octobre 2017.

#### Révolution et normalisation des relations israélo-soudanaises
En février 2020, le Premier ministre israélien, Benyamin Netanyahou rencontre le président du Conseil souverain du Soudan (organe de transition instauré après la révolution soudanaise de 2019) Abdel Fattah al-Burhan dans la ville d'Entebbe en Ouganda pour discuter d'une normalisation des relations entre les deux États. Cette rencontre provoque une levée de boucliers au Soudan, y compris dans les rangs du Parti communiste, qui dénonce un « coup de poignard dans le dos pour la lutte anti-impérialiste du peuple soudanais et son soutien au peuple palestinien ». Néanmoins, d'autres acteurs politiques soudanais jugent en coulisse qu'un rapprochement avec Israël est une étape indispensable pour rompre l'isolement du Soudan et attirer des investisseurs étrangers. En outre, certains militants de la révolution soudanaise de 2018 affirment qu'en dépit de l'orientation politique du gouvernement du Soudan, l'essentiel sa population se considère comme africaine et non-arabe, et n'a aucun problème avec Israël. Mais le 26 septembre, le Premier ministre Abdallah Hamdok déclare lors d'une conférence économique à Khartoum que la normalisation avec Israël est une question complexe ayant beaucoup d'implications, qui requiert une discussion approfondie au sein de la société soudanaise.
En octobre 2020, l'homme d’affaires soudanais Abou al-Qassem Bortoum organise à ses frais un voyage de cinq jours en Israël accompagné d'une délégation d'une quarantaine de personnes, professeurs d’université, ouvriers, agriculteurs, chanteurs, sportifs et soufis, avec pour objectif de « briser la glace » pour améliorer les relations bilatérales entre Israël et le Soudan, et ainsi encourager les investissements israéliens au Soudan. La semaine suivante, une délégation israélienne se rend à Khartoum pour discuter d'une normalisation des relations entre les deux États.
Le 23 octobre, Israël et le Soudan annoncent officiellement la normalisation de leurs relations diplomatiques, malgré l'opposition de la ministre soudanaise des Affaires étrangères Mariam al-Sadiq al-Mahdi. Benjamin Netanyahu annonce que des délégations représentant les deux pays se rencontreraient prochainement pour discuter des contours de leur coopération dans divers domaines, y compris commerciaux et agricoles, ajoutant que « les cieux du Soudan étaient désormais ouverts à Israël ». L'accord de normalisation entre Israël et le Soudan est signé le 6 janvier 2021. Néanmoins, la ratification formelle de cet accord de normalisation est bloquée au Soudan en raison de l'absence d'institution élues légitimes, le pays étant encore en pleine reconstitution politique après al révolution de 2018-2019.
En mai 2021, dans le contexte de la reprise des affrontements entre Israéliens et Palestiniens, Abdel Fattah al-Burhane défend la normalisation des relations entre Khartoum et Tel-Aviv, affirmant qu'elle n'avait « rien à voir avec le droit des Palestiniens à créer leur propre État », celle-ci étant une « réconciliation avec la communauté internationale qui inclut Israël ». Le 3 décembre, celui-ci se déclare résolu à poursuivre le processus de normalisation avec Israël : « La question des liens du Soudan avec Israël était essentielle pour permettre au Soudan de revenir au sein de la communauté internationale. Nous ne sommes pas hostiles envers quiconque et nous voulons prouver au monde que nous sommes ouverts ».
En octobre 2021, à l'instar de l'Égypte, le plus ancien allié arabe d'Israël, le gouvernement israélien est soupçonné par une partie de l'opposition soudanaise de complicité dans le coup d'État militaire d'Abdel Fattah al-Burhane. D'une part, car ce putsch donne les pleins pouvoirs au plus fervent partisan soudanais de la normalisation des relations israélo-soudanaises alors que la partie civile de la coalition au pouvoir y était plutôt défavorable, et avait été pour l'essentiel, écartée de cette décision. D'autre part, car certains médias évoquent, quelques jours avant le coup d'État, une visite en Israël de l'officier soudanais Abdelrahman Dogolo, frère de Mohamed Hamdan Dogolo, alors qu'al-Burhan se serait lui, rendu en Égypte la veille du putsch. On peut enfin noter que la plupart des relations que l'État hébreu entretient avec l'Afrique sont très orientées vers le business et la sécurité, ce qui plaît aux pouvoirs autoritaires cherchant à bénéficier des technologies israéliennes de surveillance de masse pour contrôler leurs populations.
En outre, la junte au pouvoir depuis octobre 2021 espèrent obtenir le soutien de la communauté internationale, en particulier celui des États-Unis pour qui le Soudan n’est pas une priorité, par le biais d’Israël qui a un fort pouvoir de lobbying là-bas.
En novembre 2022, Abdel Fattah al-Burhane envoie un message à un message de félicitations à Benjamin Netanyahu après la victoire de son camp aux élections législatives qui lui permet de ré-accéder au poste de Premier ministre.
En février 2023, le ministre israélien des Affaires étrangères Eli Cohen se rend à Khartoum, marquant la première visite au Soudan d'un tel ministre de l'histoire des deux pays, où il rencontre le général Abdel Fattah al-Burhan et son homologue soudanais Ali al-Sidiq. Au cours de ce « voyage politique historique », selon les termes du diplomate israélien, les deux pays se mettent d'accord pour « avancer vers une normalisation des relations », selon son homùologue soudanais. De retour en Israël, Éli Cohen déclare qu'un traité de paix entre le Soudan et Israël sera signé après le transfert du pouvoir au Soudan à un gouvernement civil qui sera établi dans le cadre du processus de transition en cours dans le pays. Israël propose son aide au Soudan dans les domaines de l’agriculture, de l’eau, de la médecine, et espère, avec ce traité de paix, avoir un soutien diplomatique supplémentaire et améliorer sa sécurité nationale.

#### Analyse de cette évolution
Selon le site web de presse spécialisée Middle East Eye, ce rapprochement israélo-soudanais montre que de part et d'autre, la « realpolitik » (politique étrangère basée sur l'intérêt national) s'est peu à peu imposée sur les divergences idéologiques opposant ces deux pays.

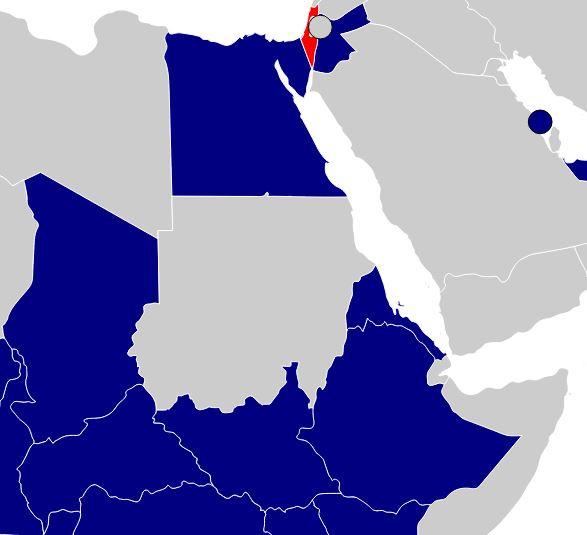
En 2020, tous les pays frontaliers du Soudan ont des relations avec Israël (le Tchad depuis janvier 2019), à l'exception de la Libye.

Côté soudanais, cette normalisation avec Israël est un moyen de montrer à Washington ainsi qu'à ses voisins africains, ayant tous noué des relations diplomatiques, parfois assez fortes avec Israël (à l'exception de la Libye), sa volonté de réintégration internationale après le renversement d'Omar el-Bachir. En outre, à l'instar de nombreux pays africains, le Soudan espère qu'une coopération avec Israël lui donnera accès à des technologies agricoles et militaires.
De son côté, Israël inscrit ce rapprochement avec le Soudan dans une stratégie de « reconquête des pays africains » espérant en faire des soutiens diplomatiques sur la scène internationale, mais aussi des marchés pour ses exportations. En outre, grâce à son rapprochement avec le Tchad et le Soudan et à l'accès à leur espace aérien, Israël peut proposer des lignes aériennes directes pour relier son territoire à l'Amérique du Sud.

## Relations avec les pays européens et occidentaux

### Relations avec les États-Unis

#### De l'indépendance du Soudan à la fin de la guerre froide

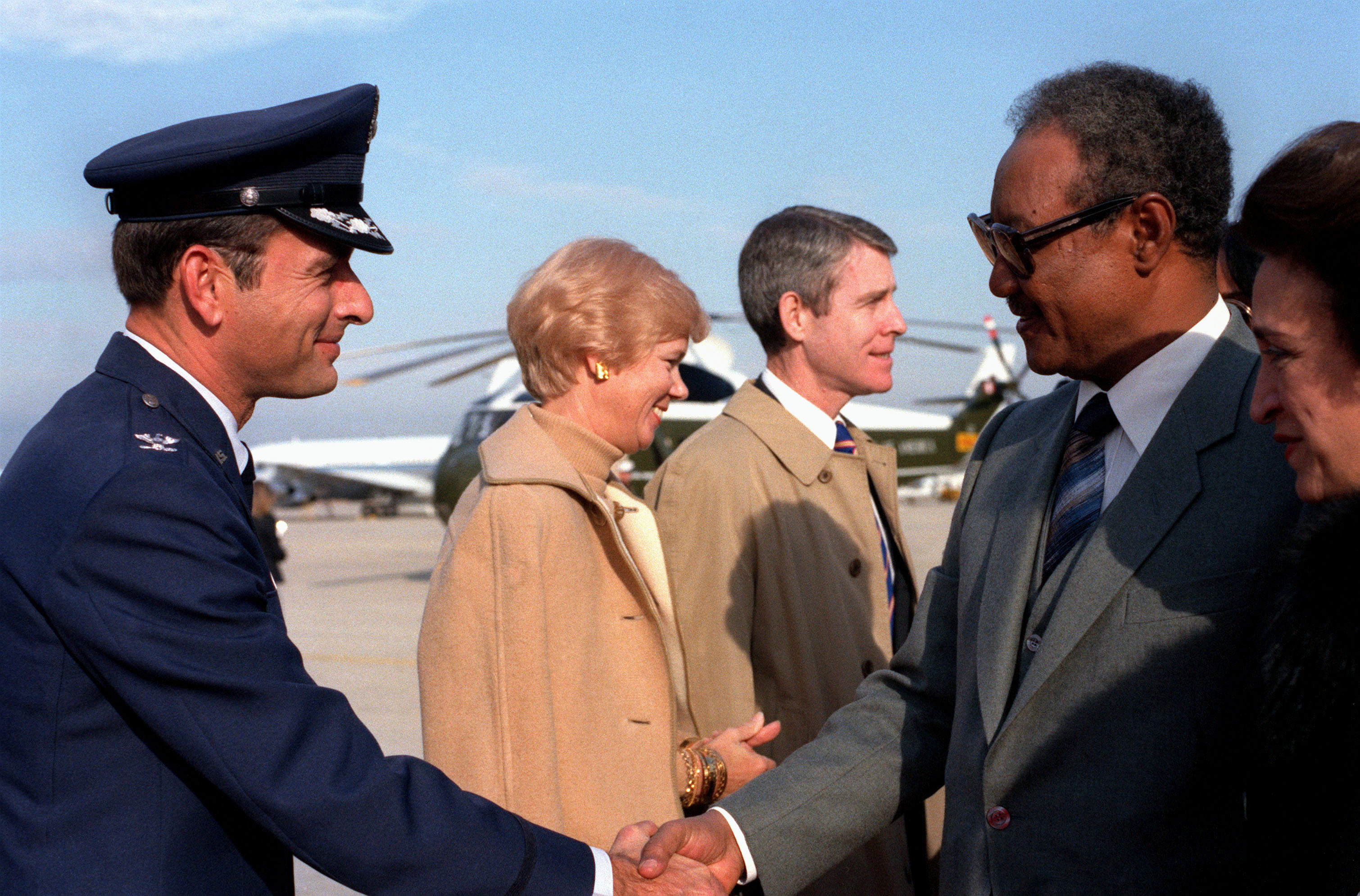
Gaafar Nimeiry, président soudanais de 1969 à 1985, en visite dans la base américaine d'Andrews Air Force Base dans le Maryland en 1983.

Le Soudan et les États-Unis se rapprochent au début des années 1980 lorsqu'à fin de la guerre froide, le président soudanais Gaafar Nimeiry adopte une politique pro-américaine et pro-israélienne. Avec l’accession de Ronald Reagan à la présidence américaine en 1981, l’aide américaine passe de 5 millions de dollars en 1979 à 200 millions en 1983, puis à 254 millions en 1985. Le Soudan devient ainsi le deuxième bénéficiaire de l’aide américaine en Afrique, loin derrière l’Égypte, mais bien avant le Maroc ou la Somalie. En avril 1985, c'est lors d'une visite à Washington que Gaafar Nimeiry est la cible en son absence d'un coup d'État mené par son ministre de la Défense, le maréchal Abdel Rahman Swar al-Dahab, qui le renverse et prend le pouvoir.

#### Sous la gouvernance d'Omar el-Béchir
À partir de 1993, Washington impose des sanctions économiques au Soudan, en réaction au soutien présumé du gouvernement à des groupes islamistes. Oussama ben Laden a vécu à Khartoum entre 1992 et 1996. À la suite des attentats de Nairobi et de Dar es-Salaam en 1998, l’aviation américaine bombarde l’usine pharmaceutique d’El Shifa, près de Khartoum, la soupçonnant de produire des armes chimiques, et d'être contrôlée par Ben Laden. Le Soudan est placé par Washington sur la liste des « États soutenant le terrorisme », puis doit faire face à une série de mesures (interdiction des transferts de technologie, du commerce des pièces détachées, et embargo sur toutes les transactions bancaires internationales en dollars) qui pénalise lourdement le fonctionnement de l’économie soudanaise. En 1998, un missile de croisière américain détruit à Khartoum, une fabrique de produits pharmaceutiques considérée comme un possible centre de fabrication d’armes de guerre chimique.
Parallèlement, Washington s'implique de manière croissante dans la guerre civile soudanaise en apportant un soutien aux rebelles du sud, d'abord limité sous Bill Clinton, puis affirmé sous George W. Bush, poussé par le lobby des évangélistes américains, solidaires d'une rébellion chrétienne contre une théocratie islamiste. Ce soutien américain s’étend aux rebelles africains du Darfour, musulmans mais en révolte contre le régime essentiellement arabe de Khartoum.

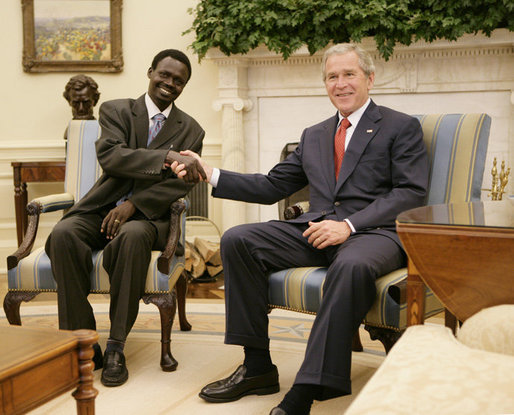
Le président américain George W. Bush reçoit le chef du rebelle Minni Minnawi à la tête de l'armée de libération du Soudan le 25 juillet 2006

Toujours considéré comme « soutenant le terrorisme », le régime islamiste d'Omar el-Béchir craignant pour sa survie à la suite des attentats du 11 septembre 2001 organisés par Oussama ben Laden, décide d’obtempérer aux pressions américaines, et renonce à la guerre avec les rebelles du Sud. Un cessez-le-feu est signé en 2002 et un référendum pour l'indépendance du Soudan du Sud est organisé en 2005, menant à la partition du pays en 2011. Entre temps, en 2006-2007, les États-Unis renforcent leurs sanctions sur le gouvernement soudanais accusé de génocide au Darfour.
Dans les années 2010, Omar el-Béchir adhère au programme diplomatique américano-saoudien dans le monde musulman, visant à faire front contre l'Iran, ennemi juré des États-Unis avec qui le Soudan rompt ses relations diplomatiques en 2016. Entre 2012 et 2013, le président américain Barack Obama appuie et accueil avec satisfaction l'accord de paix et de partage des revenus pétroliers entre le Soudan et le Soudan du Sud. En 2017, un an après la rupture des relations diplomatiques entre l'Iran et le Soudan, l'embargo américain sur le Soudan est levé par le président Donald Trump vingt ans après sa mise en place. Cette décision est analysée comme une conséquence de l’alignement du régime soudanais sur les positions de l'Arabie saoudite, pays arabe le plus pro-américain de la région.

#### Depuis la révolution soudanaise
En décembre 2019, un an après la révolution soudanaise ayant mené au renversement d'Omar el-Bechir, le chef de la diplomatie américaine Mike Pompeo, annonce que les États-Unis vont nommer un ambassadeur au Soudan après 23 ans d'absence de relations officielles entre ces deux pays.
En février 2020, le gouvernement soudanais décide d'obtempérer à plusieurs exigences de Washington, conditions du retrait du Soudan de la liste noire américaine des « États soutenant le terrorisme ». À quelques jours d'intervalle, Khartoum annonce son intention de livrer le dictateur déchu Omar el-Bechir à la Cour pénale internationale, puis signe un accord d'indemnisation avec des proches de marins américains tués dans l'attentat contre l'USS Cole perpétrée au Yémen en 2000, par deux kamikazes entraînés au Soudan. En décembre 2020, Mike Pompeo confirme le retrait officiel du Soudan de la liste noire américaine sur le terrorisme et salue un « changement fondamental » dans les relations entre les deux pays. En janvier 2021, le secrétaire américain au Trésor Steven Mnuchin se rend à Khartoum et conclut un accord donnant accès au Soudan à plus 1 milliard de dollars pour l'aider à rembourser sa dette envers la Banque mondiale, ce qui lui permet à l'avenir de bénéficier de facilité de financement auprès de cette institution.
En février 2021, les destroyers américains USNS Carson City et USS Winston S. Churchill accostent à Port-Soudan dans le cadre d'un nouveau partenariat entre les armées américaines et soudanaises. Le mois suivant, la secrétaire au Trésor des États-Unis Janet Yellen avoir fourni une aide financière au Soudan de 1,15 milliard de dollars pour l'aider à rembourser sa dette envers la Banque mondiale, et apporte son soutien au gouvernement de transition. Mais une partie de cette aide financière américaine est finalement gelée à la suite du coup du coup d'État militaire qui renverse le gouvernement de coalition au pouvoir en octobre 2021.
En février 2022, trois mois après le putsch, une délégation américaine se rend à Khartoum pour proposer sa médiation, et rencontre des leaders de la contestation et les autorités militaires. La secrétaire d’État adjointe Molly Phee et l’envoyé spécial des États-Unis pour la Corne de l’Afrique David Satterfield déclarent que Washington ne reprendra pas son assistance au gouvernement soudanais – soit 700 millions de dollars suspendus en octobre – tant que les violences ne cesseront pas et qu’il n’y aura pas un retour à un gouvernement civil.
En mai 2022, les États-Unis suspendent l’assistance promise au Soudan en échange de la normalisation de ses relations avec Israël, qui devait comprendre des livraisons de blé et certaines aides au développement, au commerce et aux investissements.
En avril 2023, dans le contexte de la tentative de coup d'État militaire menée par les Forces de soutien rapide, le Président américain Joe Biden annonce l'évacuation du personnel diplomatique de l'ambassade des États-Unis et de plusieurs autres diplomates étrangers à Khartoum tout en appelant à « l'arrêt de ces violences insensées ». Une centaine de soldats américains est déployée pour encadrer cette évacuation menée au moyen d'une opération héliportée. Les États-Unis réussissent néanmoins à imposer un cessez-le-feu de trois jours entre les deux belligérants afin de poursuivre l’évacuation des civils soudanais et étrangers de Khartoum. Mais les affrontements reprennent, et bien que des accords pour des trêves se multiplient, ceux-ci sont rarement respectés par les belligérants. Début juin, les États-Unis renouvellent leur proposition de médiation conditionnée à ce que les deux camps en conflit se montrent « sérieux » au sujet d'une trêve, puis annoncent des sanctions contre « les acteurs qui entretiennent la violence ».
En 2024, Washington est le plus grand donateur du Soudan, avec une contribution de 45 % des 1,8 milliard de dollars mobilisés dans le cadre du plan d’intervention humanitaire des Nations unies.

### Relations avec le Royaume-Uni
Jusqu'à son indépendance le 1er janvier 1956, le Soudan étant un territoire administré conjointement par l'Égypte et le Royaume-Uni, sous le nom de « Soudan anglo-égyptien » (1899-1956). Ces deux puissances font entrer le Soudan dans leur zone d'influence à la suite de leur victoire, menés par le général britannique lord Kitchener à la bataille d'Omdurman contre les armées du calife Abdallahi ibn Muhammad.

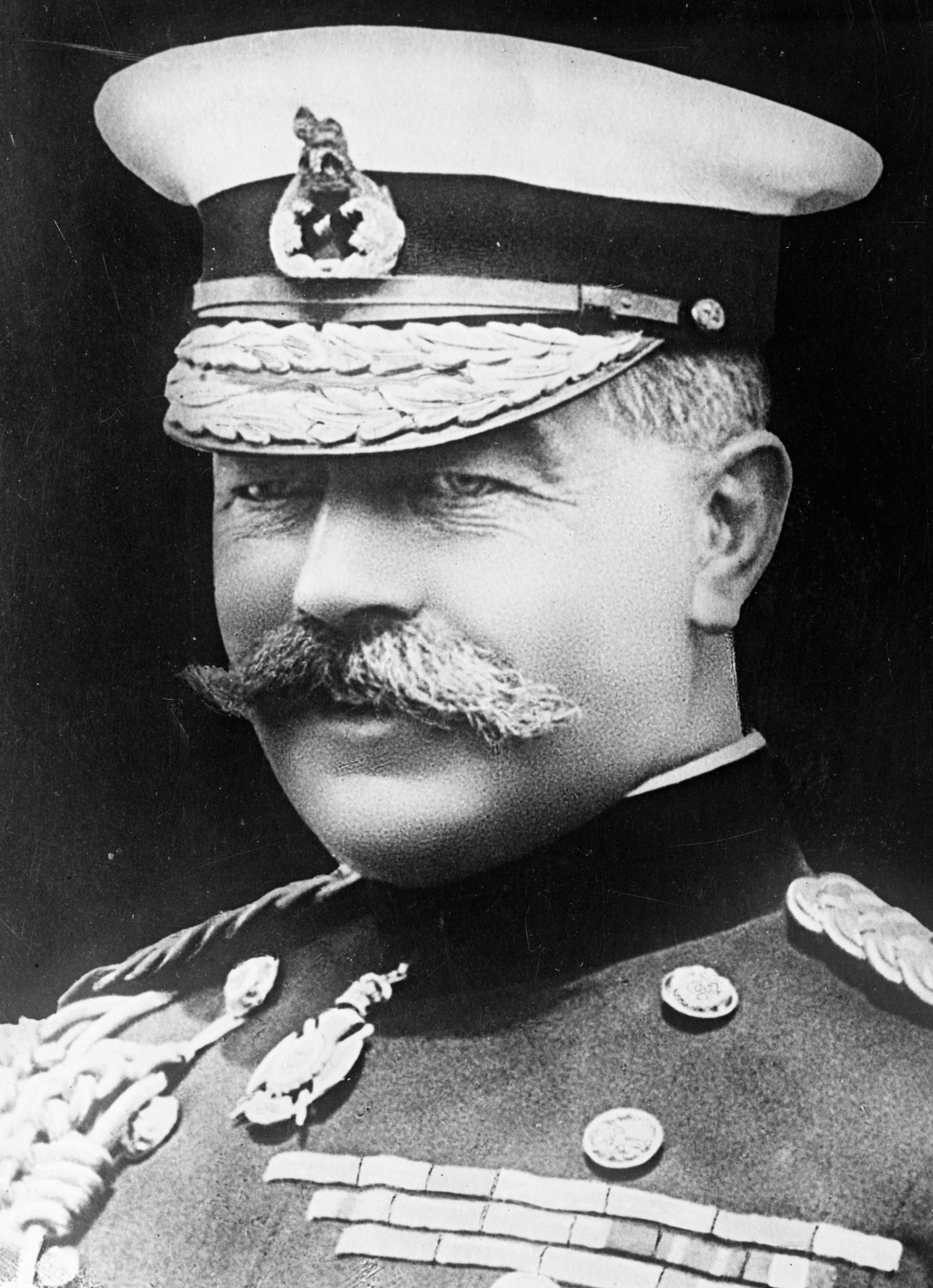
Lord Herbert Kitchener, personnalité clé de la conquête britannique du Soudan en 1898.

Depuis l'indépendance du Soudan, Londres est aligné avec la position américaine à l'égard du Soudan. Le gouvernement britannique s'associe aux sanctions américaines sous le régime d'Omar el-Bechir, et encourage la transition démocratique après la révolution soudanaise de 2018-2019.
En mai 2021, à l'instar de la France, le Royaume-Uni accepte un allègement de la dette qu'il détient du Soudan.
En septembre 2022, le général al-Burhan se rend à Londres pour les funérailles de la reine d'Élisabeth II à l’abbaye de Westminster, marquant un contraste important avec son prédécesseur Omar el-Béchir qui était persona non grata dans la plupart des pays occidentaux. Sa visite marque aussi un contraste avec sa posture de « héros de l’indépendance » fustigeant régulièrement la colonisation britannique, dont le Soudan faisant encore partie lorsqu'Élisabeth II a accédé au trône en 1953. Mais le général al-Burhan aurait voulu saisir l'occasion de ce grand rassemblement de chefs d'État pour réintégrer le Soudan dans la communauté internationale, dans un contexte de répression, de dérive autoritaire de la junte soudanaise, et de rivalité croissante avec le général Mohamed Hamdan Dogolo.
En avril 2023, dans le contexte de la tentative de coup d'État militaire menée par les Forces de soutien rapide, le Royaume-Uni évacue son personnel diplomatique, tandis que le ministre britannique de la Défense Ben Wallace déclare « rechercher toutes les solutions pour mettre fin au bain de sang au Soudan et assurer la sécurité des ressortissants britanniques restés dans le pays ».

### Relations avec la Russie
Sous Omar el-Bechir, la Russie était l’unique fournisseur d’armes du Soudan alors sous embargo international. À partir du début des années 2010, le président américain Barack Obama amorce un revirement stratégique de la politique étrangère américaine, incluant un retrait progressif de leur présence au Proche-Orient et dans une moindre mesure, en Afrique. La Russie en profite pour accroître son influence dans ces zones. Moscou et Khartoum ont alors des intérêts réciproques à intensifier leur coopération, alors que toutes deux sont isolées et sous sanctions : le Soudan depuis 1997, et la Russie depuis l'annexion de la Crimée en 2014 (à noter qu'Omar el-Bechir est l'un des rares chefs d'État étranger à soutenir cette annexion). Après le succès de l'intervention militaire russe en Syrie ayant permis de maintenir en place le régime de Bachar el-Assad au bord de l'effondrement, Omar el-Bechir, de plus en plus contesté en interne et sous pression internationale, voit dans un partenariat avec la Russie une précieuse garantie de sécurité pour son régime.

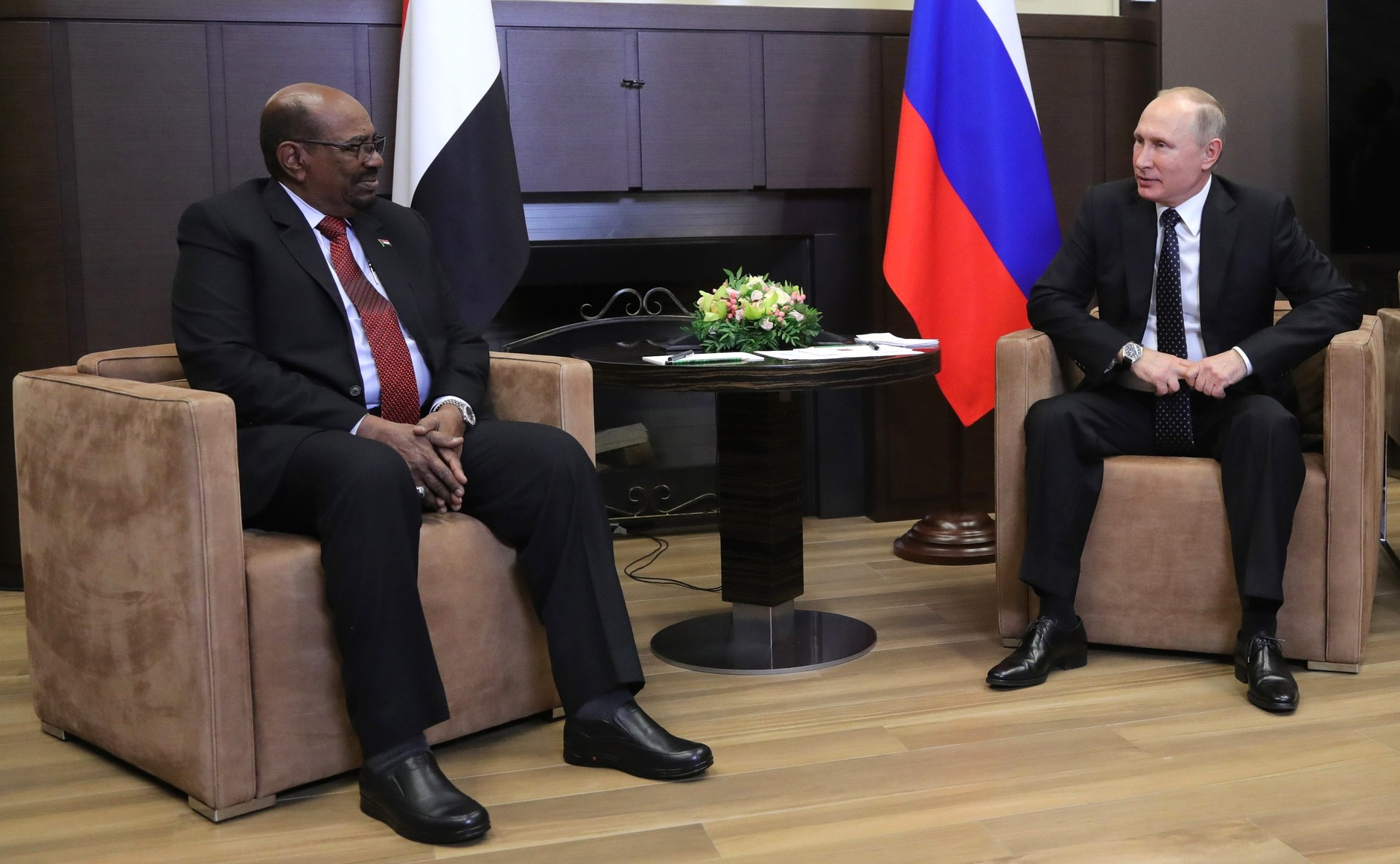
Le président russe Vladimir Poutine et son homologue soudanais Omar el-Bechir à Sotchi en décembre 2017.

En novembre 2017, après la levée des sanctions économiques américaines, Omar el-Béchir rencontre Vladimir Poutine à Sotchi, marquant la première visite du président soudanais en Russie. Ce dernier affirme sa volonté de renforcer la coopération militaire avec Moscou, tandis que Vladimir Poutine décrit cette rencontre comme « très utile » et « contribuera au renforcement des relations bilatérales ». Lors de cette visite, un accord est signé pour établir une base navale russe à Port-Soudan, sur la mer Rouge. La Russie espère profiter de cette position stratégique pour y installer sa plus grande base navale à l’étranger, qui permettrait d’accueillir des sous-marins nucléaires et de fournir un soutien à la flotte russe et aux pays alliés dans la région.
Cette base serait le premier point d’appui naval de la Russie en mer Rouge depuis la chute de l'Union soviétique, et pourrait accueillir quatre bâtiments, y compris à propulsion atomique, ainsi que 300 personnes pour un bail de 25 ans, et renouvelable pour 10 ans. Outre le fait que Moscou se mettrait au même niveau que les grandes puissances ayant des bases à Djibouti (France, Chine, États-Unis et Japon), la base permettrait à la Russie d’avoir un œil sur le trafic maritime entre l’océan Indien et la Méditerranée.
Le rapprochement entre les deux pays se poursuit en décembre 2017, avec la signature d'un accord portant sur le développement d'une centrale nucléaire à Khartoum, supposée voir le jour d'ici 2025. À noter que le Soudan possède la troisième plus grande réserve d'uranium au monde. En mars 2018, une délégation soudanaise dirigée par le ministre de l'Énergie se rend à Moscou. Un accord est signé pour la transformation de la station flottante du port de Bachayer, sur le Nil. Cet accord est le quatrième entre les deux pays en moins de six mois.

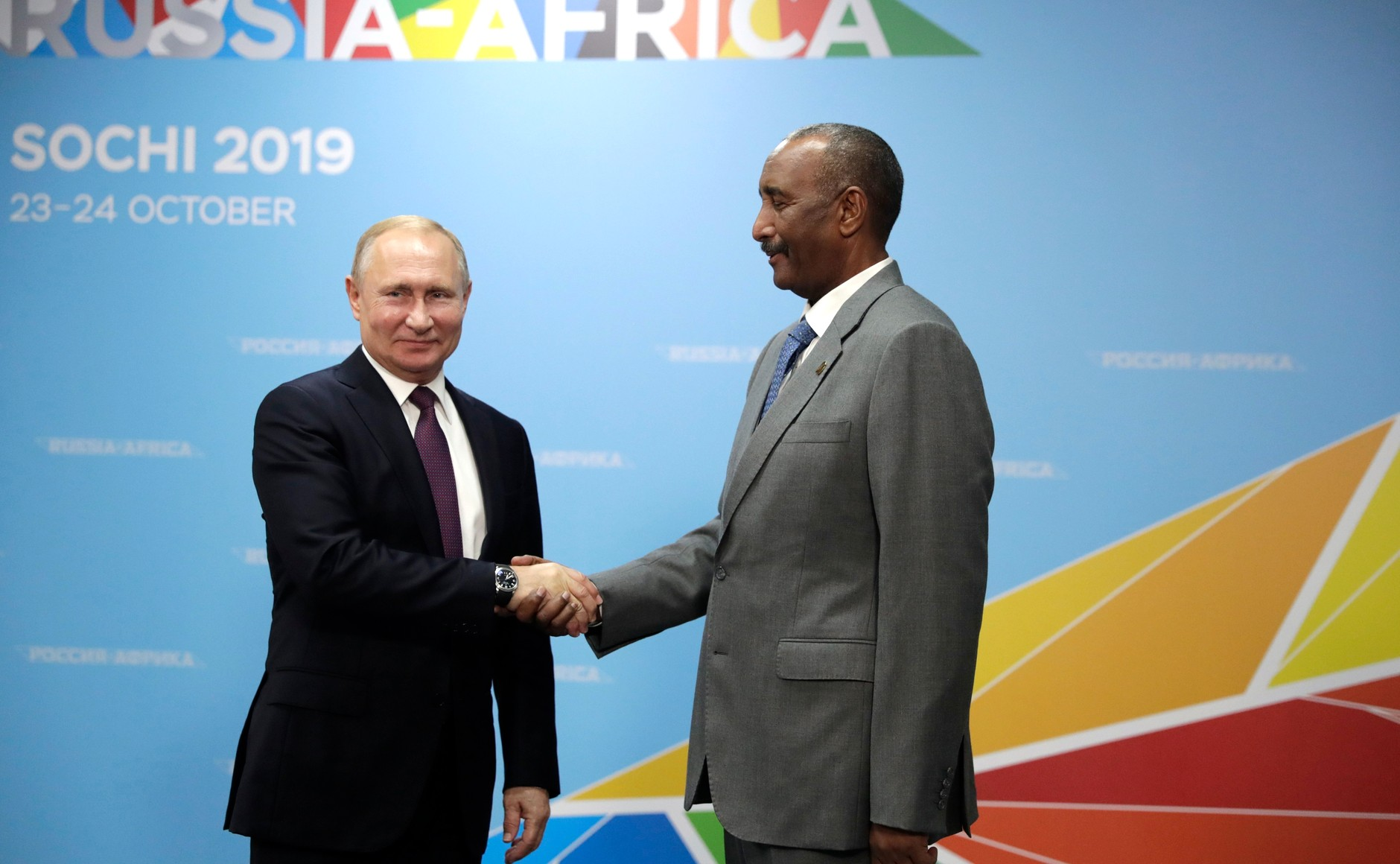
Abdel Fattah Abdelrahmane al-Burhan, président du Conseil de souveraineté et Vladimir Poutine, président russe au sommet Russie-Afrique de Sotchi en 2019.

En décembre 2018, le renversement d'Omar el-Béchir et la mise en place d’une autorité de transition qui se rapproche des États-Unis et de l'Union européenne provoque la suspension de plusieurs accords de coopération. Un accord est toutefois trouvé en mai 2019 pour l’utilisation des installations navales de Port-Soudan par la flotte russe, pouvant accueillir jusqu’à 300 soldats russes ainsi que quatre navires militaires, dont un navire à propulsion nucléaire. En contrepartie, la Russie s'engage à fournir au Soudan des équipements militaires et de l'armement.
En février 2021, la frégate russe Amiral Grigorovitch accoste à Port Soudan dans le cadre d'un développement des relations diplomatiques entre la Russie et le Soudan. Le gouvernement russe annonce un accord avec Khartoum prévoyant la construction d'une base navale à Port-Soudan, qui servira comme centre d'appui logistique et pour des réparations et des opérations de ravitaillement. La ministre soudanaise des Affaires étrangères, Mariam al-Mahdi se rend finalement à Moscou en le juillet 2021 et annonce sa volonté de réviser certains accords bilatéraux conclus à l'époque d'Omar el-Béchir, sans nécessairement les annuler.
En octobre 2021, la Russie est avec l'Égypte, l'un des rares pays à ne pas condamner le coup d'État d'Al-Burhan, et empêche le Conseil de sécurité de l’ONU de voter une résolution le condamnant,. En février 2022, le général soudanais Mohamed Hamdan Dogolo, numéro deux de la junte au pouvoir, se rend à Moscou et rencontre le ministre russe des Affaires étrangères, Sergueï Lavrov, pour parler de leurs relations diplomatiques et de leur coopération militaire. Dogolo déclare à l'issue de cet entretien : « Nous n'avons aucun problème à traiter avec la Russie ou n'importe quel autre pays qui veut construire une base militaire le long de la mer Rouge tant que cela ne menace pas notre sécurité ».

Une collaboration aurait été abordée entre des forces militaires russes et soudanaises, les « Forces de soutien rapide » du général Dogolo et le groupe russe « Wagner » présent au Soudan depuis 2018. Celui-ci pourrait exploiter les ressources minières du Soudan, et potentiellement d'autre pays africains frontaliers comme la Centrafrique, où les mercenaires russes sont déjà bien implantés, en échange d'une protection des militaires au pouvoir au Soudan si ces derniers étaient menacés. Face à ce rapprochement, les Occidentaux sont tiraillés, certains diplomates se demandant si ces sanctions imposés au Soudan n'ont pas pour effet « d'offrir sur un plateau » ce pays aux Russes.

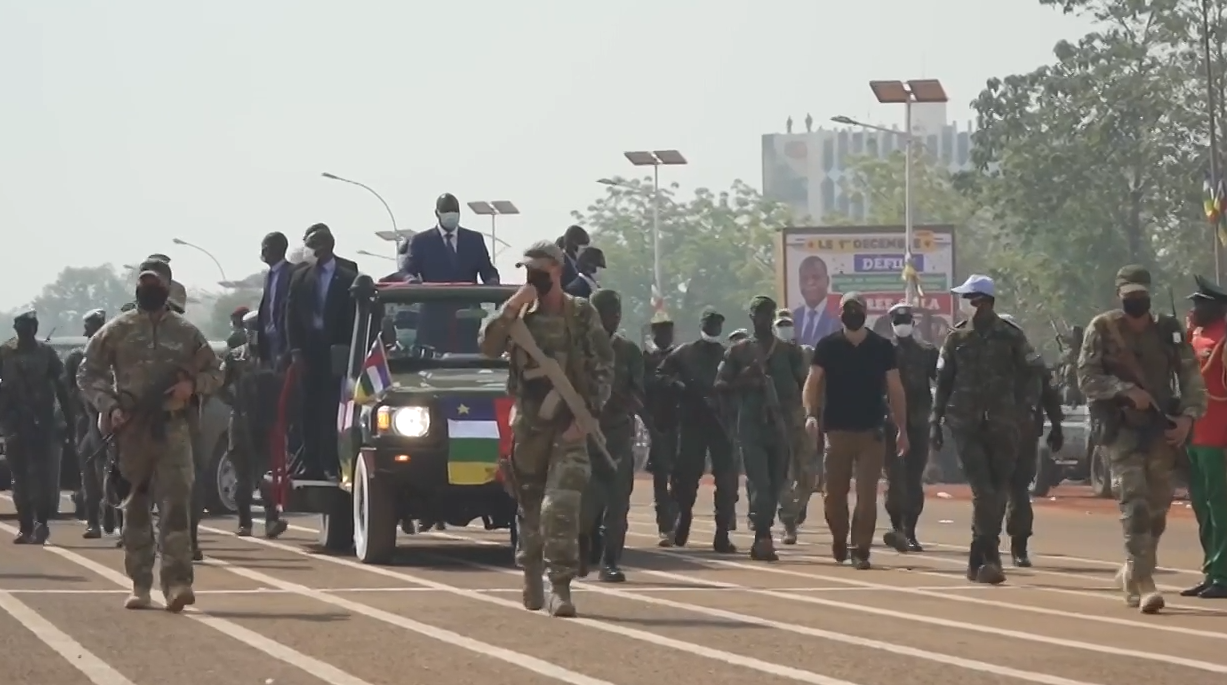
Des mercenaires russes du groupe Wagner en Centrafrique

Le 2 mars 2022, à l'instar de la plupart des pays africains, le Soudan s'abstient lors d'un vote à l'Assemblée générale des Nations unies destiné à condamner l'invasion russe de l'Ukraine. Les deux pays sont alors tous les deux la cible de fortes sanctions internationales en raison du putsch d’octobre pour l'un et de l'agression de l'Ukraine pour l'autre. Dogolo aurait même déclaré soutenir cette invasion en défendant le droit de la Russie « d’agir dans l’intérêt de ses citoyens et de protéger sa population », mais cette position ne reflète pas celle du gouvernement soudanais qui affirme sa neutralité. La junte militaire soudanaise, aux abois en raison de la suppression de l'aide internationale après le putsch d'octobre 2021, et risquant une crise alimentaire à cause de récoltes hivernales catastrophiques, a d'urgence besoin de l'aide de la Russie, puissance agricole et premier exportateur mondial de blé. Mais la Russie, elle-même en difficulté en raison des sanctions internationales en rétorsion à son agression de l'Ukraine, est réticente à s'engager dans un soutien plus ferme de la junte soudanaise.
En novembre 2022, le journal Le Monde et l'Organized Crime and Corruption Reporting Project révèlent un accord entre la junte au pouvoir au Soudan et Wagner pour l'exploitation d'une mine d'or au nord-est du pays dont les bénéfices seraient intégralement reversés au groupe de sécurité privé russe, en échange d'un soutien militaire et répressif au régime soudanais,.
En février 2023, le chef de la Diplomatie russe Serguei Lavrov se rend à Khartoum et rencontre son homologue soudanais Ali al-Sadiq, ainsi que le général Abdel Fattah al-Burhan et son numéro deux, le général Mohamed Hamdan Dogolo. Il loue les opérations du groupe paramilitaire Wagner dans la guerre contre le terrorisme an Afrique, et les efforts du Soudan pour « attirer des investissements russes ». Il déclare également soutenir une levée des sanctions de l'ONU contre Khartoum.
Deux mois plus tard, dans le contexte de la tentative de coup d'État militaire menée par le général Dogolo, la chaîne américaine CNN révèle un soutien de la milice paramilitaire russe Wagner aux milices soudanaises Forces de soutien rapide aux ordres de ce général, par la livraison de missiles via l'Armée nationale libyenne. Cette aide pourrait être une réponse au soutien affiché par le général Dogolo à l’invasion russe de l'Ukraine. Mais la Russie ne voit pas pour autant ce conflit comme une opportunité ; au contraire, la déstabilisation d'un pays où cette dernière a d'importants intérêts économiques pourrait la mettre en grande difficulté dans un contexte où Moscou a besoin de l'or extrait du Soudan pour financer son propre effort de guerre. Ainsi, malgré une probable aide militaire limitée et discrète, la Russie appelle à un cessez-le-feu et à des négociations lors d'une rencontre du vice-ministre russe des Affaires étrangères avec l'ambassadeur du Soudan à Moscou. La Russie annonce en outre, une semaine après le début de ces affrontements, la nomination d'un ambassadeur extraordinaire et plénipotentiaire au Soudan.
En avril 2024, le vice-ministre russe des Affaires étrangères Mikhaïl Bogdanov se rend au Soudan pour rencontrer Abdel Fattah al-Burhan. Cette visite, surprenante au vu du soutien apporté depuis le début de la guerre civile à son rival Mohamed Hamdan Dogolo, pourrait indiquer un changement de position de la Russie sur ce conflit. Cette dernière, actant que c'est toujours l'armée, qui au bout d'un an de guerre, contrôle la côté soudanaise bordant la mer Rouge, envisagerait de changer d'alliance en penchant vers l'armée pour pouvoir y construire une base militaire navale, comme convenu lors d'un accord signé avec Omar el-Béchir en 2017. En novembre, la Russie oppose son véto à une résolution de l'ONU appelant à un cessez-le-feu au Soudan, s'alignant sur l'opposition du gouvernement pour qui cette résolution ne critiquait pas suffisamment l'action des FSR.
Selon Igor Delanoë, membre d'un groupe de réflexion de la Chambre de commerce et d'industrie franco-russe, l'année 2024 est marquée par un net revirement de Moscou en faveur de l'armée soudanaise, allant de pair avec le déclin du groupe Wagner (initialement engagé aux côtés des FSR) depuis la rébellion de leur chef Evgueni Prigojine contre le gouvernement russe en juin 2023
Le 13 février 2025, le ministère des Affaires étrangères du Soudan annonce la signature d'un accord pour la création d'une base navale russe au Soudan. L'accord est sur les mêmes bases que celui de 2017, qui n'avait pas été concrétisé en raison du renversement d'Omar el-Béchir : il est valable pour 25 ans et permet à la Russie d'installer jusqu'à 4 navires et 300 soldats à Port Soudan. L'accord doit toutefois être ratifié par les deux parties,.

### Relations avec l'Union européenne
Selon la chercheuse Anette Hoffmann, lorsqu'Omar el-Bachir promeut les Forces de soutien rapide comme gardes-frontières en 2013, ces dernières obtiennent un financement de l’Union européenne dans le cadre du « processus de Khartoum », initié en 2014 sous l’égide de la Commission européenne pour renforcer la coopération migratoire avec les pays de la Corne de l’Afrique. L'Union européenne a une délégation à Khartoum, et sept pays – la France, l'Allemagne, l'Italie, l'Espagne, les Pays-Bas, la Grèce et la République tchèque – ont des représentations dans la capitale soudanaise.

### Relations avec la France
En février 2003, le président français Jacques Chirac reçoit son homologue soudanais Omar el-Bechir à l'Élysée, mettant en exergue les bonnes relations franco-soudanaises alors que le Soudan est la cible de sanctions américaines.
Avant la révolution soudanaise de 2018, les relations entre la France et le Soudan étaient froides en raison des crimes dont Omar el-Béchir était accusé au Darfour. Mais les sociétés civiles des deux pays avaient malgré tout des liens importants, le Soudan étant alors le troisième partenaire commercial de la France en Afrique de l'Est (essentiellement dans les matières premières et l'industrie pharmaceutique), et la France étant le premier pays d'accueil des étudiants soudanais. Khartoum accueille un Institut français et une école française, et l'alliance française est implantée au Soudan.
Politiquement, la France et le Soudan se rapprochent à la suite de la révolution soudanaise de décembre 2018. En septembre 2019, le ministre français des Affaires étrangères Jean-Yves Le Drian se rend à Khartoum et rencontre son homologue Asma Mohamed Abdallah, marquant la première visite d'un responsable français au Soudan depuis douze ans. Deux semaines plus tard, le Premier ministre soudanais Abdallah Hamdok, se rend à Paris et rencontre le président français Emmanuel Macron, qui lui exprime « le soutien de la France aux priorités de la transition dans son pays : appui au processus de paix, à la reconstruction économique du Soudan et à la construction d'un régime civil et démocratique en vue d’élections libres fin 2022 ». Le Premier ministre soudanais assiste lors de ce même déplacement, aux obsèques de l'ancien président français Jacques Chirac, proche de l'Afrique, décédé quatre jours plus tôt.
Le 17 mai 2021, la France organise une conférence internationale à Paris pour aider le Soudan à relancer son économie après la levée des sanctions américaines. Le Premier ministre Abdallah Hamdok et le chef du Conseil souverain de transition Abdel Fattah al-Burhan se rendent à Paris à cette occasion, accompagnés de huit ministres et d’une cinquantaine de dirigeants du secteur privé. Côté français, le président de la république Emmanuel Macron et le ministre français de l’Économie Bruno Le Maire sont présents.
Le chef d'État français rend hommage à son homologue soudanais et à la Révolution soudanaise qu'il compare à la Révolution française en déclarant :

« Dans leurs manifestations, leurs chants, leurs expressions artistiques, ces jeunes et ces femmes ont porté un message d'espoir et de courage, celui de forger leur propre destin et par là même celui de leur pays. La jeunesse soudanaise, les femmes soudanaises qui ont eu ce rôle essentiel durant cette période ont réclamé le droit de participer à la construction du Soudan de demain. Lorsque, monsieur le Premier ministre, vous êtes venu à Paris en septembre 2019, nous avions déjà souligné cette communion entre la révolution soudanaise et la Révolution française. Ces instants décisifs où tout bascule, où l'expression d'un peuple vient à porter les espoirs d'un pays, ici, le Soudan, mais aussi, je dois bien le dire, du monde. »

Bien que le Soudan n’appartienne pas à sa zone d’influence « traditionnelle » en Afrique, la France a un l’intérêt stratégique de nouer un partenariat avec un pays frontalier d'autres pays étant déjà partenaires de Paris dans la région : de la Libye, du Tchad, de l’Égypte et de l’Éthiopie. Bruno Le Maire annonce que la France accorde au Soudan un prêt de 1,5 milliard de dollars pour solder son arriéré avec le Fonds monétaire international, tandis qu'Emmanuel Macron annonce l'annulation d'une dette du Soudan détenue par la France, d'environ 5 milliards de dollars. Certains observateurs s’attendent toutefois à ce qu’une partie soit convertie en investissement : le Soudan continuerait d’honorer sa dette, puis l’État français, accompagné par des investisseurs privés, contrôlerait la manière de réinvestir ces fonds dans l’économie du pays.
En juillet 2021, Emmanuel Macron s'entretient avec Abdallah Hamdok ainsi qu'avec le Premier ministre éthiopien Abiy Ahmed pour évoquer le conflit au Tigré et la « préoccupation de la France face à la recrudescence des combats et à l'évolution de la situation humanitaire ».
En avril 2023, dans le contexte de la tentative de coup d'État militaire menée par les Forces de soutien rapide, la France évacue l'essentiel de son personnel diplomatique vers Djibouti. Un an plus tard, Paris accueille une conférence internationale pour le Soudan visant à récolter plus d'un milliard d'euros de dons et à coordonner les médiations pour mettre fin à la guerre civile soudanaise.

## Relations avec l'Asie pacifique

### Relations avec la Chine
Après avoir entretenu de bonnes relations commerciales depuis les années 1970, la Chine et le Soudan se rapprochent davantage dans les années 1990 alors que la Chine, en pleine croissance économique, est à la recherche de fournisseurs d’hydrocarbures.

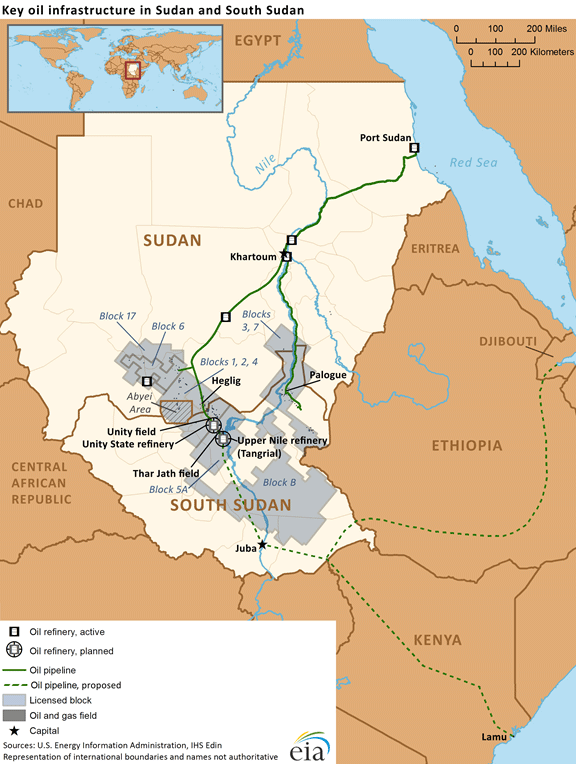
Carte des gisements pétroliers situés au Soudan avant la partition du pays en 2011. La plupart sont aujourd'hui situés au Soudan du Sud, mais la plupart des oléoducs sont reliés à la ville de Port-Soudan.

À l'instar de l'Iran également sous sanctions américaines, l'embargo international imposé au Soudan d'Omar el-Béchir est considéré par la Chine comme une opportunité de se tailler d'importantes parts de marché, et de sécuriser ses approvisionnements énergétiques en investissant dans des gisements via sa principale compagnie pétrolière publique, la China National Petroleum Corporation (CNPC). En effet, ces sanctions économiques ont pour effet de pousser les majors occidentales à quitter le pays, laissant aux compagnies publiques chinoises la possibilité de récupérer les gisements délaissés à moindre coût.
En septembre 1995, après plusieurs déplacements de responsables de ces deux pays chez l'autre, le président soudanais Omar el-Béchir se rend à Pékin et signe des contrats au sujet du développement de son industrie pétrolière. La Chine accorde au Soudan un financement de 1,35 milliard de dollars, en contrepartie des droits d’exploration et d’exploitation au Soudan accordés à la CNPC, qui obtient d'autres droits d'exploitation pendant les années 2000. Cette compagnie construit également au Soudan des oléoducs, des stations-service, et des usines pétrochimiques, notamment la raffinerie d’Al-Gaili, la principale raffinerie soudanaise, située à 60 km au nord de Khartoum. Au total, Pékin investit plus de 14 milliards de dollars au Soudan entre 1999 et 2017.
Parallèlement, la Chine vend des armes au gouvernement soudanais confronté à plusieurs guerres civiles, et lui permet, via des transferts de technologie, de devenir à son tour producteur puis exportateur d'armes. La Chine trouve aussi son intérêt en armant le gouvernement soudanais, qu'elle espère aider à pacifier son pays et le rendre plus sécuritaire pour ses propres entreprises et travailleurs qui s'y trouvent. Mais cette dernière est en même temps très critiquée sur la scène internationale pour son soutien au régime islamiste soudanais poursuivi pour crimes de guerre au Darfour, et accusée d'avoir une politique étrangère uniquement mercantile. Face à ces accusations, cherchant à trouver un équilibre entre ses intérêts énergétiques et ses responsabilités internationales, Pékin, tout en préservant soigneusement ses relations avec Khartoum, s'implique de plus en plus dans le conflit du Darfour en se posant en médiateur et en tenant de convaincre le gouvernement soudanais d'autoriser sur son territoire le déploiement de forces de l’ONU de maintien de la paix.
En 2011, lorsque l'indépendance du Soudan du Sud enlève à Khartoum l'essentiel de ses réserves pétrolières, la Chine de Xi Jinping, en pleine expansion économique sur les continents asiatique et africain via les « Nouvelles routes de la soie », reste une alliée diplomatique majeure du Soudan.
En septembre 2015, la Chine décide d’organiser un sommet international à l'occasion du 70e anniversaire de la fin de la Seconde Guerre mondiale et d'y inviter plusieurs chefs d'État africains, notamment Omar el-Bechir. L'invitation de ce dernier, recherché par la Cour pénale internationale, ne surprend personne alors que la Chine contourne ostensiblement depuis plus de 20 ans les sanctions économiques qui lui sont imposées.
Après la révolution soudanaise, la Chine s'abstient de prendre parti entre le pouvoir et les manifestants, mais apporte un soutien diplomatique aux militaires ayant pris le pouvoir après le coup d'État d'octobre 2021 en bloquant avec la Russie, toute condamnation du Conseil de sécurité des Nations unies. Lorsque la guerre civile soudanaise éclate en 2023 entre les généraux al-Burhan et Dogolo, la Chine se tient à distance et ne prend aucune position entre les deux camps. Toutefois, en septembre 2024, c'est Abdel Fattah al-Burhan que le gouvernement chinois invite au forum Chine-Afrique, ce qui laisse supposer une préférence de Pékin pour ce dernier. Lors de ce forum auquel le général soudanais participe, des accords d’une valeur de 30 millions de dollars sont signés entre la Chine et le Soudan dans les secteurs de l’énergie, des mines et des transports.

### Relations avec l'Inde
Les relations entre les sociétés soudanais et indiennes sont anciennes et datent de l'époque où ces deux territoires étaient des colonies britanniques. À l'instar d'autres pays d'Afrique de l'Est comme le Kenya ou l'Ouganda, le Soudan compte dans sa population une communauté indienne de quelques milliers d'individus dont la présence date de l'époque coloniale. Ces derniers gèrent des entreprises indiennes implantées dans le pays, comme Tata Motors et Bajaj Auto et contribue aux relations bilatérales indo-soudanaises économiques et commerciales.
Le Premier ministre intérimaire du Soudan, Ismaïl al-Azhari, accompagné de plusieurs ministres, s'est rendu à New Delhi en avril 1955, en route vers la conférence de Bandung en Indonésie. À Bandung, alors que le pays n'avait pas de drapeau pour le représenter, le Premier ministre indien Jawaharlal Nehru, également présent à la Conférence, écrit « Soudan » sur son mouchoir, permettant au Soudan, qui n'avait pas encore proclamé son indépendance, d'être représenté. Depuis lors, les deux pays entretiennes de solides relations bilatérales politiques.
En juillet 1957, le Premier ministre indien Jawaharlal Nehru est l'un des premiers chefs d'État étrangers à se rendre au Soudan, qui a proclamé son indépendance un an et demi auparavant.
L'Inde reste neutre pendant la première guerre civile soudanaise (1962-1972) et la deuxième guerre civile soudanaise (1983-2005). L'Inde s'est également opposée aux tentatives visant à forcer le Soudan à se retirer du Fonds monétaire international en 1994.

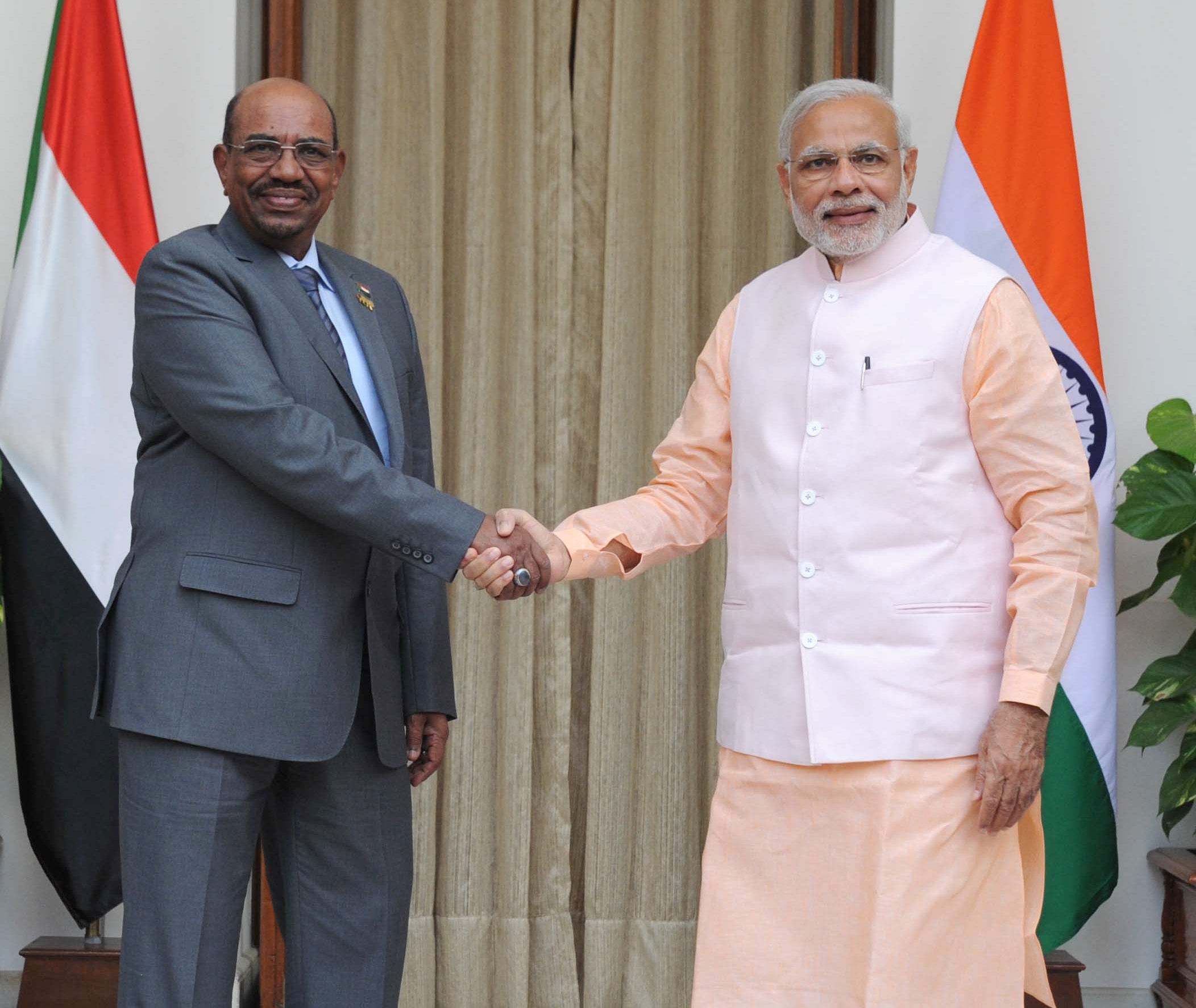
Omar el-Bechir et le Premier ministre indien Narendra Modi en octobre 2015 à New Delhi.

En octobre 2015, le président soudanais Omar el-Béchir se rend à New Delhi pour le sommet « Inde-Afrique » destiné à augmenter les échanges économiques et commerciaux., où il est reçu par le Premier ministre indien Narendra Modi. À l'instar de plusieurs pays africains également visité par l'autocrate soudanais, l'Inde se voit adresser une injonction d'arrêter ce dernier par la Cour pénale internationale, mais refuse d'y donner suite.
L'Inde est le deuxième fournisseur du Soudan après la Chine, exportant principalement à son partenaire africain des produits pharmaceutiques et des machines-outils, tout en ayant des compagnies énergétiques et dans la construction implantées. Le commerce bilatéral entre les deux pays était estimé à 1,4 milliard de dollars en 2016, soit près de cinq fois plus qu'en 2006.

### Relations avec le Japon
En avril 2023, le Japon est le premier pays étranger à évacuer ses ressortissant (environ 60) qui se trouvent au Soudan en raison des affrontements qui opposent à Khartoum les partisans du général al-Buhran et ceux du général Dogolo.

### Relations avec la Corée du Nord
La Corée du Nord fait partie à l'instar du Soudan, des pays placés sur la liste noire des « États soutenant le terrorisme » par les États-Unis en 1993.
En mai 2018, après la levée des sanctions économiques américaines sur le Soudan, un haut responsable américain déclare que Khartoum doit mettre fin à toutes ses relations commerciales avec Pyongyang, alors que les deux pays n'ont aucune relation diplomatique, mais sont soupçonnés de coopération militaire.

## Une position singulière en Afrique

### Une position stratégique en Afrique et sur la mer Rouge
Le Soudan est bordé au nord-est par la mer Rouge sur environ 850 km. Sa partie littorale est située sur une position stratégique en amont du détroit de Bab El-Mandeb, lui-même situé en amont du canal de Suez, où transite près de 10 % du commerce maritime mondial. Cette situation rend la côte soudanaise attractive aux investissements étrangers, économiques, mais aussi militaires en raison de la nécessité de protéger cette voie logistique. L’accès à la mer Rouge est ainsi convoité par plusieurs puissances régionales et internationales, parmi lesquelles l’Égypte, les Émirats arabes unis, les États-Unis, la Russie et la Turquie. Ces deux dernières prévoient d'y installer des bases navales dans les deux principaux ports soudanais : la ville de Port Soudan et à 60 km au sud de celle-ci, l’île de Suakin.

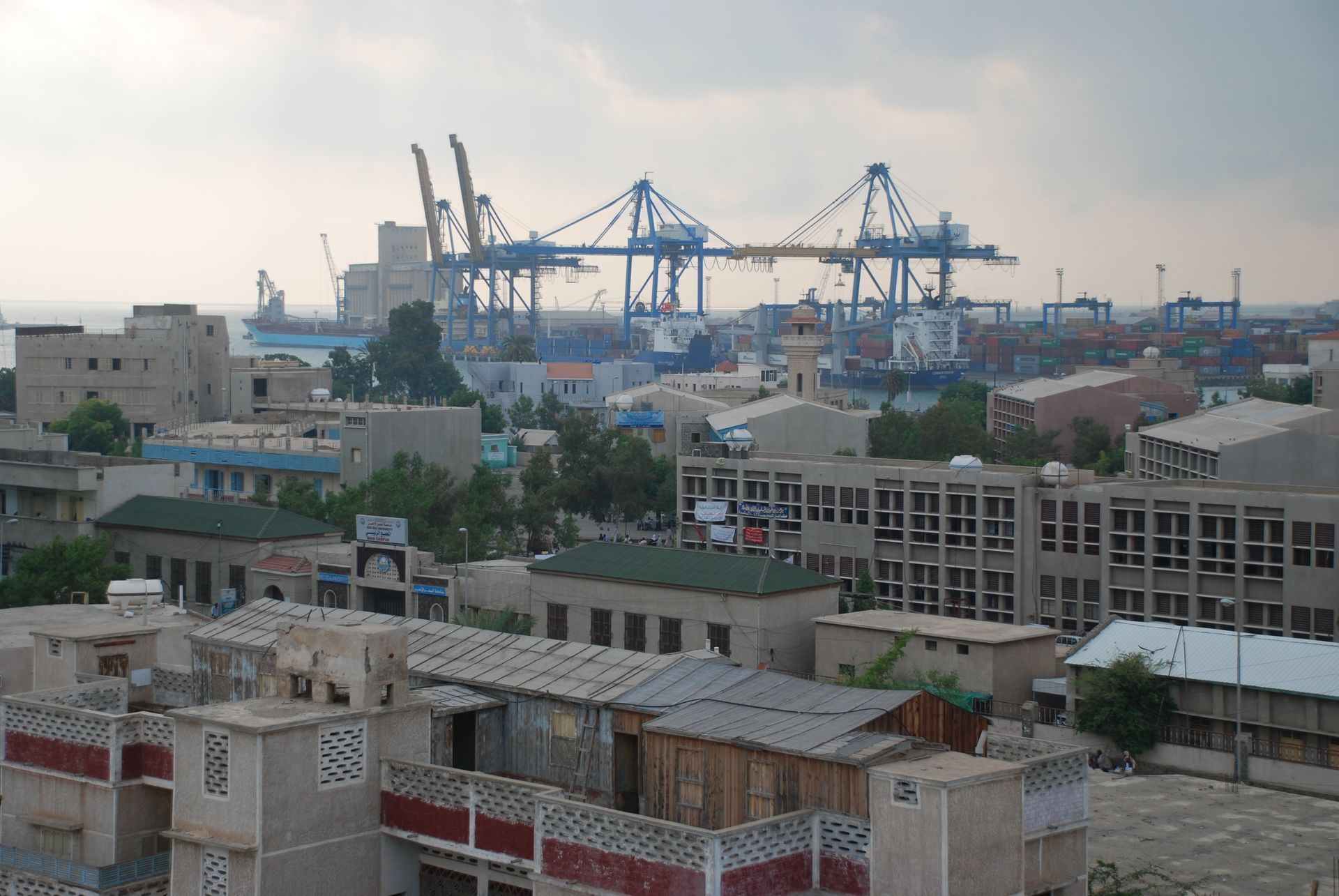
La ville portuaire de Port-Soudan sur la mer Rouge.

Port Soudan dispose d'un terminal pétrolier utilisé pour exporter le pétrole du Soudan du Sud indépendant depuis juillet 2011, dont les pipelines traversent encore le Soudan. Dans les années 1990, avant la partition du pays, le positionnement littoral du Soudan a été un critère essentiel dans le choix de la Chine d'investir dans les gisements pétroliers soudanais. En 2007, 7 % des importations pétrolières chinoises venaient du Soudan, faisant de Khartoum son quatrième fournisseur après trois pays du Moyen-Orient (l'Arabie saoudite, l’Iran et Oman), et faisant de la proximité du Soudan avec la péninsule arabique, un avantage logistique certain pour la Chine. Outre les exportations pétrolières du Soudan du Sud, les ports soudanais sur la mer rouge constituent une interface maritime vitale pour les exportations et importations d'autres pays africains enclavés comme le Tchad, l'Éthiopie et la République centrafricaine. 

Tracé des embranchements de la route méditerranéenne centrale.

Sur la terre ferme, le Soudan est un carrefour pour les routes migratoires qui connectent l'Afrique de l'Est à la mer Méditerranée puis à l'Europe via la Libye, notamment la route méditerranéenne centrale. Cette route part de la Somalie, pays d'origine d'un grand nombre de réfugiés, puis traverse l'Éthiopie et le Soudan, où elle converge avec une autre route dont le point de départ est l'Érythrée. Elle continue ensuite vers Khartoum et remonte au tripoint formé par les frontières entre l’Égypte, la Libye et le Soudan, puis aboutie à Tripoli ou à Benghazi. Après le putsch d'octobre 2021, général Mohamed Hamdan Dogolo dit « Hemeti » contrôle via ses milices les couloirs des migrants africains venant en Europe, du trafic d’or, ou encore celui de la drogue entre la Libye et le Soudan.

### Une identité ethnique et religieuse plurielle
Jusqu'à la partition du pays en juin 2011, le Soudan avait la particularité d'être un pays africain à la fois noir, arabe, musulman, chrétien et animiste, soit autant les visages qu'il présentait au monde et devait assumer dans ses relations extérieures.

Carte des pays ayant l'arabe comme langue majoritaire (en vert clair, ceux où cette langue est minoritaire). Le Soudan est avec la Mauritanie et Djibouti une exception en Afrique subsaharienne.

Longtemps gouverné comme une théocratie islamiste (sous Gaafar Nimeiry entre 1971 et 1985 puis sous Omar el-Béchir entre 1989 et 2019), le Soudan est l'un des seuls pays d'Afrique subsaharienne membre de la Ligue arabe (avec la Somalie, la Mauritanie, Djibouti et les Comores), où il joue un rôle très actif. Le Soudan est aussi le seul pays d'Afrique subsaharienne à avoir régulièrement participé aux guerres israélo-arabes par l'envoi de combattants, et à intégrer en 2015 la coalition arabe menée par l'Arabie saoudite au Yémen.
Selon l'historien spécialiste de l'Afrique de l'Est Gérard Prunier, Soudan pouvait, de son indépendance en 1956 jusqu'à sa partition en 2011, être divisé en trois parties : arabo-musulmane, noire musulmane, et noire chrétienne. Pendant les deux guerres civiles, par solidarité religieuse, les musulmans noirs se sont rangés dans le camp arabe, combattant leurs concitoyens chrétiens du sud. La guerre du Darfour entre 2003 et 2020 est aussi en partie une guerre ethnique entre populations arabes et noires, toutes musulmanes ; la religion n'est donc pas, contrairement à la seconde guerre civile qui mène à la partition du pays, une des causes de leurs divisions,. Les inégalités et un sentiment de marginalisation de la « périphérie du pays » par rapport à la capitale sont d'autres causes de ce conflit, dont la violence de la répression a été qualifiée de « génocide » par le gouvernement américain.
En avril 2019, à la suite de son renversement, lors de la révolution soudanaise, Omar el-Béchir est qualifié de « dictateur arabo-africain » par le quotidien libanais L'Orient-Le Jour, qui écrit à son sujet :

« Il incarne ce qu’il y a de pire chez les dictateurs africains et ce qu’il y a de plus vénéneux chez les dictateurs arabes. Comme certains de ses pairs, il ne régnait plus que sur un tas de ruines. Et, comme la plupart de ses pairs, dégainer la théorie du grand complot américano-israélien était devenu une manie. »

Pendant et après la révolution, l’appartenance du Soudan au monde arabe est un débat majeur au sein de la société civile et politique. Le vieux drapeau national bleu, jaune et vert, des couleurs jugées plus africaines que celles de l’actuel, est remis au goût du jour, peint sur les murs, porté en bracelets ou en boucles d’oreilles, et arboré lors des manifestations.

Drapeau du Soudan de 1956 à 1970.
Drapeau du Soudan depuis 1970.
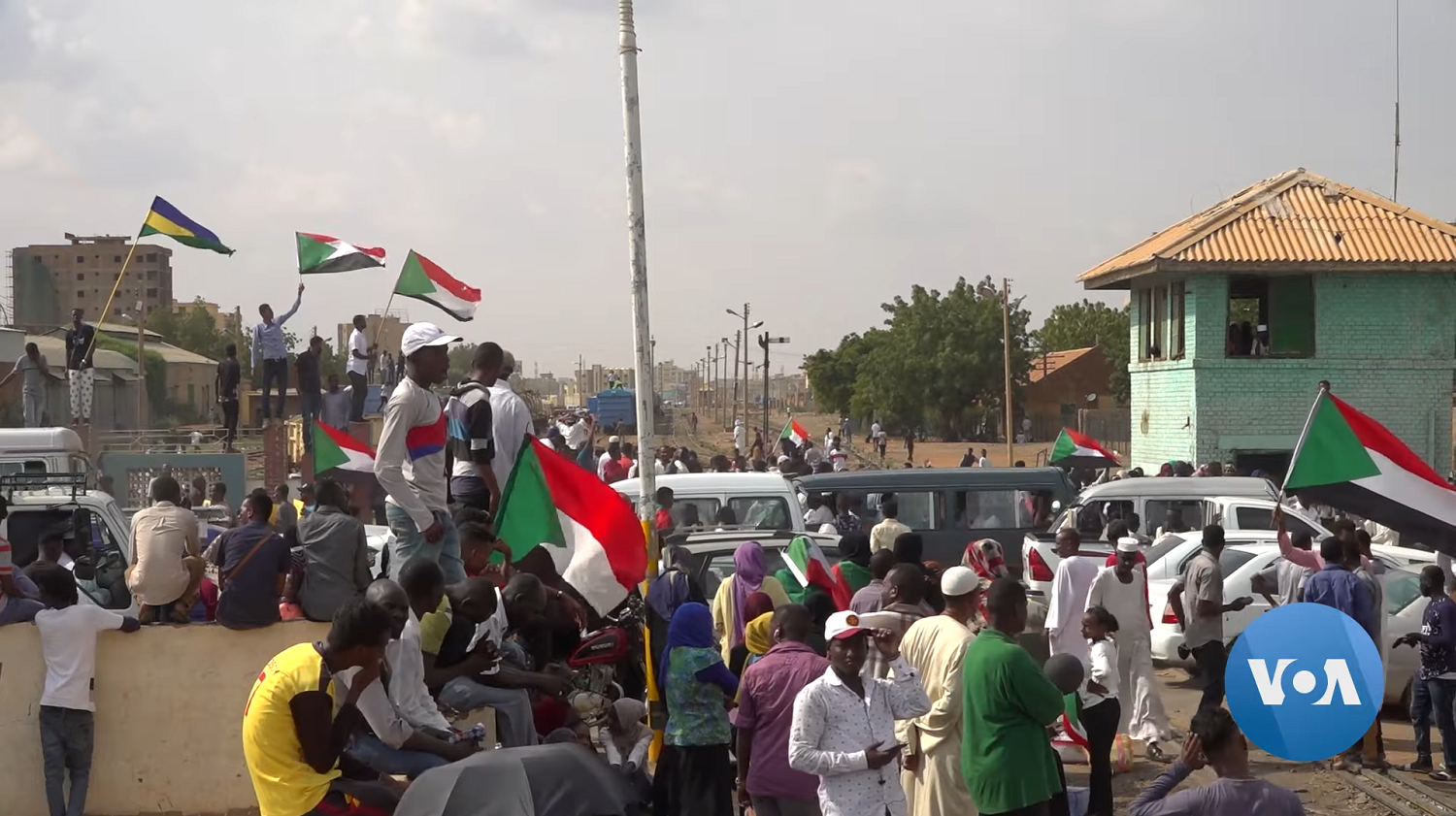
Image de la révolution soudanaise, les deux drapeaux sont agités par les manifestants.
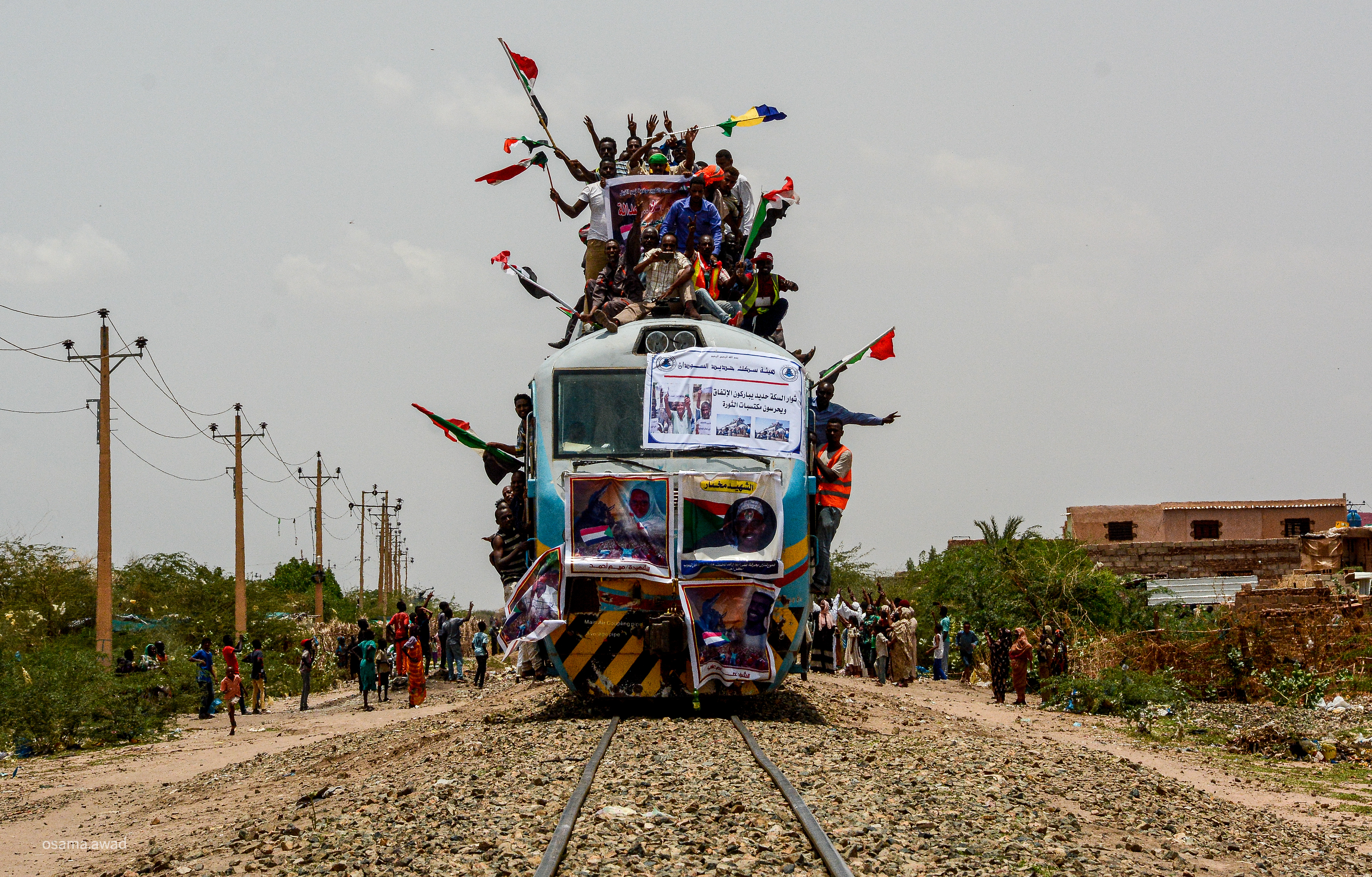
Images de la révolution soudanaise, les deux drapeaux sont agités par les manifestants.

En 2020, dans un contexte de possible rapprochement avec Israël, l'un des leaders de la révolution déclare : « Nous ne voulons pas rester avec le monde arabe. Il n’a aucun avenir, il n’avance pas. Notre futur, c’est l’Afrique. Et en tant qu’Africains, nous n’avons aucun problème avec Israël ». Mais cette perspective de normalisation provoque aussi d'importantes protestations au Soudan, y compris chez les militants pro-démocratie qui l'évoquent comme une trahison, illustrant bien l'ambivalence de l'identité arabo-africaine du Soudan.

## Une politique étrangère influencée par des fragilités multiples

### Une région secouée par des guerres civiles
Depuis la fin du XXe siècle, tous les voisins du Soudan, à l'exception de l'Égypte, ont été secoués par de violentes guerres civiles impactant directement le Soudan :
- le Tchad est secoué par une guerre civile entre 2005 et 2010, étroitement liée à celle du Darfour entre 2003 et 2020, les dirigeants soudanais et tchadien s'accusant mutuellement de soutenir les rebelles de l'autre pays[89]. Les deux pays accueillent également des centaines de milliers de réfugiés des deux côtés de leur frontière[14] ;
- le Soudan du Sud a connu une guerre civile particulièrement meurtrière (400 000 morts) entre 2013 et 2020, qui commence seulement deux ans après son indépendance, opposant les partisans du président Salva Kiir et ceux du vice-président Riek Machar[260]. Le Soudan a accueilli des centaines de milliers de réfugiés sud-soudanais[260] et s'est posé en médiateur ; c'est à Khartoum qu'ont été signés les accords de paix de juillet 2018, mettant fin au conflit en février 2020[79] ;
- l’Éthiopie et l'Érythrée sont en guerre entre 1998 et 2000, puis l'Éthiopie est vingt ans plus tard en proie à une guerre civile entre le gouvernement et la région séparatiste du Tigré qui deux ans, entre novembre 2020 et novembre 2022[261]. Cette guerre déborde rapidement au Soudan lorsque des combats se déplacent vers le triangle d’Al-Fashaga, une zone fertile frontalière disputée par les deux pays, provoquant des affrontements soudano-éthiopiens en 2020 et 2021[123]. Sur la même période, en raison de la guerre du Tigré, près de 50 000 Éthiopiens se réfugient dans l’est du Soudan[123] ;
- la Libye est confrontée à deux guerres civiles en 2011 puis entre 2014 et 2020. Des milliers de mercenaires soudanais alimentent les rangs des belligérants pendant ces deux conflits[262] ;
- la République centrafricaine est en proie à une suite de trois guerres civiles entre 2004 et 2007, 2012 et 2013, et entre 2013 et 2014. Le régime d'Omar el-Béchir est accusé d'avoir fourni des armes et des mercenaires à la coalition rebelle musulmane « Seleka » en guerre contre le président François Bozizé renversé en 2013[115].
- depuis 2015, le Soudan est également affecté par la guerre civile au Yémen, autre pays non-frontalier mais proche géographiquement (bordant également la mer Rouge), dans laquelle des milliers de combattants soudanais sont envoyés pour soutenir les forces pro-gouvernementales[151]. Parallèlement, le Soudan fait partie des rares pays accessibles par voie aérienne depuis le Yémen et auquel on peut accéder sans visa, ce qui en fait une destination privilégiée pour les réfugiés de la guerre civile yéménite[263].

Dans chacun de ces conflits, le Soudan est concerné en intervenant soit militairement (directement en envoyant des combattants, ou indirectement en armant l'un des deux camps),,, soit diplomatiquement, et la plupart du temps en accueillant un grand nombre de réfugiés. Mais l'inverse est vrai aussi : le Soudan, confrontés à des guerres civiles presque constantes depuis son indépendance, est régulièrement au centre de l'attention de ses voisins frontaliers. Ceux-ci s'impliquent militairement ou diplomatiquement et accueillent de nombreux réfugiés soudanais.
En dehors de son voisinage proche, le Soudan est affecté par la guerre civile syrienne depuis 2011, accueillant un grand nombre de réfugiés syriens fuyant leur pays, tout en entretenant de bonnes relations diplomatiques avec Bachar el-Assad.

### Un pays fragile, mais convoité par des puissances rivales
Le Soudan, pays pauvre et longtemps sous sanctions économiques internationales, a une politique étrangère largement dictée par ses soutiens extérieurs dont il dépend pour exploiter ses propres ressources naturelles, payer ses dettes et ses dépenses publiques. Ainsi, la rupture brutale de ses relations diplomatiques avec l'Iran en 2016, l'envoi de combattants au service de la coalition pro-gouvernementale au Yémen et la normalisation surprise de ses relations avec Israël en 2021, résultent d'injonctions et de pressions exercées par ses alliés du Golfe, ses principaux créanciers, et par le président américain Donald Trump en échange du retrait du Soudan de la liste noire américaine des « États soutenant le terrorisme ».
À la fin des années 2010, sentant son pouvoir menacé par la crise économique, Omar el-Béchir sollicite ses soutiens extérieurs pour obtenir des aides financières et diplomatiques sur la scène internationale, allant jusqu'à nouer des alliances contradictoires, notamment :
- avec le Qatar et la Turquie d'une part, l'Arabie saoudite, l'Égypte les Émirats arabes unis d'autre part, alors que ces deux coalitions sont opposées dans la crise du Golfe[156], tandis que la Turquie et l'Égypte ont gelé leurs relations diplomatiques en 2013[183] ;
- pendant la deuxième guerre civile libyenne (2014-2020), le Soudan fournit des mercenaires aux Émirats arabes unis qui s'en servent pour appuyer les forces du maréchal Khalifa Haftar contre le gouvernement de Fayez el-Sarraj[262],[155], alors que ce dernier est officiellement soutenu par le gouvernement soudanais[114] ;
- en 2017, Khartoum se rapproche simultanément des États-Unis et de la Russie, deux pays adversaires sur la scène internationale ; en 2021, des bateaux militaires américains et russes accostent à Port-Soudan[218] ;
- enfin, dans le contexte de confrontation entre l'Égypte et l’Éthiopie autour du projet de barrage de la Renaissance sur le Nil (construit par l’Éthiopie), le Soudan a de nouveau une attitude ambivalente en prenant officiellement le parti de l'Égypte qui s'oppose à ce chantier[30], tout en soutenant officieusement le projet hydroélectrique, espérant en bénéficier pour son développement économique en important de l'électricité à bas prix[126].

Le barrage de la Renaissance, sur le Nil bleu à la frontière entre l'Éthiopie et le Soudan menace l'Égypte en raison du ralentissement du débit du Nil, tout en étant une opportunité pour l'électrification du Soudan.

Ainsi, à l'instar de plusieurs autres pays d'Afrique, le Soudan est le terrain d'une guerre d'influences entre pays du Golfe opposés entre eux ainsi que l'Égypte, l’Éthiopie, la Turquie, les États-Unis, la Chine, la Russie puis Israël à partir de 2021, la faiblesse économique et politique de Khartoum ne lui permettant pas de pouvoir refuser le soutien d'un pays étranger, quel qu'il soit,,,,. En outre, pendant la période de transition politique faisant suite à la révolution de 2018-2019, de profondes divergences opposent les militaires et les civils au sein de la coalition au pouvoir, puis, dans un second temps, au sein même de la junte militaire. Ceci explique en partie les contradictions de la politique étrangère de Khartoum.
En octobre 2021, le coup d'État militaire du général Abdel Fattah al-Burhan est largement condamné par la communauté internationale, et provoque la suspension d'un grand nombre d'aides, prêts et autres fonds promis au Soudan en transition. Mais officieusement, plusieurs autres pays accueillent favorablement de changement de régime : l'Égypte, l'Arabie saoudite, les Émirats arabes unis, et probablement Israël, al-Burhan étant le principal acteur de la normalisation israélo-soudanaise,. S'agissant de l’Arabie saoudite et des Émirats arabes unis, ces deux pays ont intérêt à empêcher l’émergence d’un régime démocratique, par peur d’une contamination dans le monde arabe, et à préserver un régime militaire qui continuerait de leur faire bénéficier de ses services de « mercenariat »,. Ces services bénéficient aussi largement à l'économie soudanaise puisque les jeunes qui partent se battre gagnent peuvent gagner 50 000 dollars au bout de neuf mois, ce qui leur permet à leur retour de se marier, construire une maison et ouvrir un business. À noter enfin qu'en plus de leur fournir des combattants, le Soudan envoie aussi de nombreux travailleurs occuper des emplois peu qualifiés dans les pays du Golfe, dont les salaires permettent également des rentrées de devises indispensables pour Khartoum.
Après son coup d'État en octobre 2021, ses soutiens extérieurs permettent au gouvernement militaire de se maintenir, mais la pression occidentale le contraint un mois plus tard à accepter de réintégrer le Premier ministre civil Abdallah Hamdok. Toutefois, ce dernier, devenu un fonctionnaire fantoche, démissionne officiellement début janvier 2022. De leurs côtés, les chancelleries occidentales, tout en appelant à relancer la transition démocratique, font preuve de « realpolitik » et érigent en priorité le besoin de stabilité, de sécurité, et la préservation de leurs intérêts dans la région, notamment le contrôle des flux migratoires. Dès lors, les généraux al-Buhran et Dogolo, à la fois collaborateurs et rivaux dans la junte militaire au pouvoir, se lancent « concours de séduction » à destination des puissances occidentales, se rapprochant à cette fin tous deux d'Israël pour bénéficier des lobbys au service de l'État hébreu en Europe et aux États-Unis. Alors que dans le même temps, depuis la chute d’Omar el-Bechir, les civils soudanais ne cessent de mettre en garde contre une confiance trop grande accordée aux généraux. Mais alors que le monde se polarise à la suite de l'invasion de l'Ukraine par la Russie le 24 février 2022, les Soudan, riche en ressources naturelles, redevient l'objet d'une guerre d'influence internationale.
Un an plus tard, en février 2023, Khartoum est au centre d'un « ballet diplomatique » particulièrement intense, tandis que des rivalités s'exacerbent au sein de la junte militaire au pouvoir. En moins d'une semaine, se succèdent dans la capitale soudanaise, le nouveau chef de la Diplomatie israélienne Eli Cohen, des émissaires américains, français, britanniques, norvégiens, et allemands, ainsi que le chef de la Diplomatie russe Serugei Lavrov. La coïncidence de ces visites démontre que le Soudan est devenu un pays « fragile mais convoité », non plus au niveau régional, mais au niveau mondial. Mais ce « jeu des puissances régionales et internationales » a pour effet d'aggraver la dislocation de la classe dirigeante et de fragiliser davantage de le processus démocratique, chaque responsable militaire cherchant à profiter de cette guerre d'influence pour conclure des alliances afin de consolider son pouvoir. Certains analystes envisagent en effet que la visite de Sergueï Lavrov, proche du général Mohamed Hamdan Dogolo (numéro 2 de la junte), pourrait être une réponse à celle celle d'Eli Cohen, allié du général al-Burhan (numéro 1), tandis que le soutien américain serait convoité par ces deux dirigeants. Ces derniers deviennent, par ces circonstances, de plus en plus soutenus et dépendants de leurs parrains étrangers, mais ces arrangements se font au détriment du peuple soudanais, de moins en moins pris en compte par ses dirigeants.

Le 15 avril, alors que les généraux s'assurent depuis des mois de soutiens internationaux en vue de se retourner l'un contre l'autre, la situation dégénère lorsque Mohamed Hamdan Dogolo tente un coup d'État contre Abdel Fattah al-Burhan. Mais l'équilibre des forces enlise rapidement le conflit alors que celui-ci provoque des exodes massifs de populations civiles, et les deux belligérants sont contraints d'accepter un cessez-le-feu, exigé par les États-Unis. Celui-ci vole toutefois rapidement en éclats, et le conflit s'étale sur le territoire soudanais, bien qu'aucun des deux généraux ne parvienne à prendre l'avantage. Le 3 mai, le secrétaire général de l'ONU António Guterres déplore l'échec de son organisation à éviter la guerre au Soudan.

#### Ouvrages
- Jérôme Tubiana, Laisser tomber les rebelles : Dimensions locales et régionales du rapprochement Tchad-Soudan, Genève, Institut de hautes études internationales et du développement, mars 2011, 108 p. (lire en ligne)
- Michel Raimbaud, Le Soudan dans tous ses états, Éditions Karthala, 2012, 430 p. (lire en ligne), p. 237 à 257 et 259 à 275
- Gérard Prunier, La Guerre, des origines à nos jours, Éditions Sciences Humaines, 2014, 272 p. (lire en ligne), p. 231 à 238
- Olivier Cabon, Histoire et civilisation du Soudan, De la préhistoire à nos jours, Bleu autour, 2017, 955 p. (lire en ligne), p. 723 à 733

#### Articles scientifiques et académiques
- Alain Gresh, « Le Soudan après la dictature », Le Monde diplomatique,‎ 1er octobre 1985 (lire en ligne)
- Gérard Prunier, « Le Soudan au centre d’une guerre régionale », Le Monde diplomatique,‎ 1er février 1997 (lire en ligne)
- Jérôme Tubiana, « Le Darfour, un conflit identitaire ? », Afrique contemporaine,‎ 2005, p. 41 (lire en ligne)
- Ronan Morin-Allory, « Chine-Soudan, une amitié à l'ombre des derricks », Outre-Terre,‎ 2007, p. 16 (lire en ligne)
- Wu Lei, « Le pétrole, la question du Darfour et le dilemme chinois », Outre-terre,‎ 2007, p. 11 (lire en ligne)
- Anne-Claire de Gayffier-Bonneville, « La rivalité anglo-égyptienne au Soudan : les enjeux de la décolonisation », Relations internationales (revue),‎ 2008, p. 18 (lire en ligne)
- Mozdalifa Mohamed Osman, « Halayeb, bombe à retardement entre l’Égypte et le Soudan », Orient XXI,‎ 2 juin 2016, p. 2 (lire en ligne)
- Gérard Prunier, « Le Soudan s'aligne sur le camp saoudien - Fin des sanctions américaines », Orient XXI,‎ 27 octobre 2017 (lire en ligne)
- Ali Al-Hijri, « Les dilemmes des réfugiés yéménites », Orient XXI,‎ 17 novembre 2017, p. 2 (lire en ligne)
- Saif Eddine Al-Amri, « Inquiétudes égyptiennes face à l’alliance entre la Turquie et le Soudan », Orient XXI,‎ 30 janvier 2018, p. 2 (lire en ligne)
- Gérard Prunier, « Les pays du Golfe et la Turquie s’affrontent en Afrique », Orient XXI,‎ 22 novembre 2018, p. 2 (lire en ligne)
- Brendon Novel, « Corne de l’Afrique et Péninsule arabique : des relations déséquilibrées », Les clés du Moyen-Orient,‎ 14 décembre 2018, p. 4 (lire en ligne)
- Caroline Hayek, « Portrait. Soudan : Omar Al-Bachir, la quintessence du dictateur arabo-africain », L'orient le Jour,‎ 12 avril 2019 (lire en ligne)
- Jenny Gustaffson, « Le Soudan, un havre inespéré pour les réfugiés syriens », Orient XXI,‎ 29 avril 2019, p. 2 (lire en ligne)
- Gwenaëlle Lenoir, « Soudan-Israël. Le changement de cap provoque une crise politique », Orient XXI,,‎ 18 février 2020 (lire en ligne)
- Gwenaëlle Lenoir, « Port-Soudan. « Nous attendons toujours le changement » », Orient XXI,‎ 9 mars 2020, p. 2 (lire en ligne)
- Ivan Ulises Kentros Klyszcz, « Le retour contrarié de la Russie en mer Rouge », Orient XXI,‎ 10 novembre 2020, p. 2 (lire en ligne)
- Gwenaëlle Lenoir, « Le Soudan empêtré dans le duel entre l’Égypte et l’Éthiopie », Orient XXI,‎ 22 avril 2021 (lire en ligne)
- Ramzi Basha, « Barrage Renaissance sur le Nil. À pas prudents, la Russie s’engage dans un dossier explosif », Orient XXI,‎ 15 septembre 2021, p. 2 (lire en ligne)
- Eliott Aubert, « Au Soudan, une annulation de la dette en trompe-l’œil », Afrique XXI,‎ 25 octobre 2022 (lire en ligne)
- Gwenaëlle Lenoir, « Soudan. L’avenir incertain du coup d’État militaire », Orient XXI,‎ 29 octobre 2021, p. 2 (lire en ligne)
- Gwenaëlle Lenoir, « Les amis égyptiens et israéliens des putschistes soudanais », Orient XXI,‎ 17 décembre 2021, p. 2 (lire en ligne)
- Quentin Müller et Sebastian Castelier, « Partis travailler dans les pays du Golfe, pour le meilleur et pour le pire », Afrique XXI,‎ 21 janvier 2022, p. 2 (lire en ligne)
- Quentin Müller, « Libye, Émirats arabes unis, Yémen, Arabie saoudite : d’ex-mercenaires soudanais témoignent », Jeune Afrique,‎ 10 février 2022, p. 4 (lire en ligne)
- Gwenaëlle Lenoir, « Les militaires soudanais jouent la carte russe », Orient XXI,‎ 21 mars 2022 (lire en ligne)
- Gwenaëlle Lenoir, « Le Soudan, exsangue et résistant », Orient XXI,‎ 24 octobre 2022 (lire en ligne)
- Gwenaelle Lenoir, « Ballet diplomatique au Soudan, un pays fragile et convoité », Mediapart,‎ 8 février 2023 (lire en ligne)
- Gwenaëlle Lenoir, « Soudan. L’horizon incertain d’un accord politique », Orient XXI,‎ 13 février 2023 (lire en ligne)
- Gwenaëlle Lenoir, « Le Soudan en voie de désintégration ? », Afrique XXI,‎ 21 avril 2023 (lire en ligne)

#### Presse et vulgarisation
- Stéphane Dupont, « Soudan : une dérive suicidaire », Les Échos,‎ 4 février 1991 (lire en ligne)
- « Omar el-Béchir reçu par Mandela aujourd'hui », L'Orient-Le Jour,‎ 2 août 1997 (lire en ligne)
- Marc Lacey, « Ugandan leader raises doubts on Garang death », The New York Times,‎ 6 août 2005 (lire en ligne)
- (en) Dennis Hevesi, « Gaafar al-Nimeiry, a Sudan Leader With Shifting Politics, Dies at 79 », The New York Times,,‎ 11 juin 2009, p. 2 (lire en ligne)
- « En visite à Tripoli, Béchir assure que les Soudanais ont souffert de Kadhafi », Jeune Afrique,‎ 7 janvier 2012, p. 1 (lire en ligne)
- « Le Soudan et le Soudan du Sud trouvent un terrain d'entente sur le pétrole », La Tribune,‎ 5 août 2012, p. 1 (lire en ligne)
- Olivier Pironet, « Chronologie du Soudan (1956-2013) », Le Monde diplomatique,‎ mai 2013, p. 1 (lire en ligne)
- « Sud-Kordofan et Nil Bleu, les oubliés de la paix de 2005 entre les deux Soudans », France Info,‎ 24 août 2015 (lire en ligne)
- « Omar el-Béchir, pestiféré en Occident mais bienvenu en Chine », RFI,‎ 2 septembre 2015 (lire en ligne)
- Nita Bhalla, « International Criminal Court says India should hand over Sudan's Bashir », Reuters,‎ 27 octobre 2015 (lire en ligne)
- « Le Soudan annonce la rupture des relations diplomatiques avec l’Iran », RFI,‎ 4 janvier 2016 (lire en ligne)
- « Ouganda: le président Museveni qualifie la CPI de « corps inutile » », RFI,‎ 13 mai 2016 (lire en ligne)
- « CPI : l’Afrique du Sud entendue sur son refus d’arrêter Omar el-Béchir », Jeune Afrique,‎ 7 avril 2017 (lire en ligne)
- « Le Soudan et la Russie signent un accord sur le nucléaire civil », RFI,‎ 14 mars 2018 (lire en ligne)
- Isabelle Gerretsen, « L'Onu cherche 2,7 milliards de dollars pour les réfugiés sud-soudanais », La Tribune,‎ 18 décembre 2018 (lire en ligne)
- « Omar el-Béchir au Qatar : Doha apporte son soutien à « l’unité et à la stabilité » du Soudan », Jeune Afrique,‎ 24 janvier 2019 (lire en ligne)
- Léa Masseguin, « Soudan : les dix dates-clés du règne sans partage d’Omar el-Béchir », Jeune Afrique,‎ 11 avril 2019, p. 1 (lire en ligne)
- « Le Tchad suit attentivement le putsch militaire au Soudan », RFI,‎ 12 avril 2019 (lire en ligne)
- Jules Crétois, « Au Soudan, l’Arabie saoudite et les Émirats arabes unis conservent leur influence », Jeune Afrique,‎ 28 mai 2019, p. 1 (lire en ligne)
- « Asma Mohamed Abdallah, une femme expérimentée à la tête de la diplomatie soudanaise », L'Orient-Le Jour,‎ 9 septembre 2019, p. 1 (lire en ligne)
- Mohamed Nureldin Abdallah, « Le Soudan ferme ses frontières avec la Libye et la Centrafrique », L'Orient le Jour,‎ 26 septembre 2019 (lire en ligne)
- « Yémen: le nombre de soldats soudanais en baisse, dit le Premier ministre soudanais », L'Orient-Le Jour,‎ 8 décembre 2019 (lire en ligne)
- « Des Soudanais envoyés, malgré eux, combattre en Libye et au Yémen ? », L'Orient-Le Jour,‎ 29 janvier 2020 (lire en ligne)
- Hamza Rossoul, « Le Soudan forcé d’accepter toutes les conditions pour que Washington le retire de sa liste noire », L'Orient-Le Jour,‎ 19 février 2020 (lire en ligne)
- « Pourquoi le Soudan normalise ses relations avec Israël », L'Orient-Le Jour,‎ 24 octobre 2020, p. 1 (lire en ligne)
- Eliott Brachet, « L’Éthiopie et le Soudan à couteaux tirés pour le contrôle d’une zone frontalière », Le Monde,‎ 30 décembre 2020 (lire en ligne)
- « Des navires militaires américains et russes accostent à Port-Soudan », L'Orient le Jour,‎ 1er mars 2021, p. 1 (lire en ligne)
- « Khartoum défend la normalisation des relations avec Israël », L'Orient-Le Jour,‎ 17 mai 2021, p. 1 (lire en ligne)
- Sèna Brsesinski De Sodji, « Le Soudan veut acheter 1000 mégawatts d'électricité à l'Ethiopie », Agence Ecofin,‎ 7 août 2021 (lire en ligne)
- Soulayma Mardam Bey, « Au Soudan, le général Burhane joue sur tous les tableaux », L'Orient-Le Jour,‎ 6 novembre 2021, p. 2 (lire en ligne)
- « L’influence de Riyad et d’Abou Dhabi à Khartoum confortée par le coup d’État au Soudan », L'Orient-Le Jour,‎ 27 novembre 2021 (lire en ligne)
- Interview de Mariam al-Mahdi, « La communauté internationale doit prendre en compte la volonté du peuple soudanais », Le Monde,‎ 7 décembre 2021, p. 2 (lire en ligne)
- « Le vice-président de la junte militaire soudanaise Hemedti en visite à Moscou », RFI,‎ 24 février 2022 (lire en ligne)
- Abdelmoneim Abu Idris Ali, « Les yeux rivés sur le sous-sol africain, la Russie renforce son emprise au Soudan », L'Orient-Le Jour,‎ 12 mars 2022 (lire en ligne)
- Emma Delajoux et Maëlle Harfouche, « La junte militaire au Soudan sous pression », L'Orient-Le Jour,‎ 4 juin 2022 (lire en ligne)
- « Soudan: le gouverneur de l'Est démissionne, les manifestants lèvent leur blocus », La Libre Belgique,‎ 7 juin 2022 (lire en ligne)
- Soulayma Mardam Bey, « Soudan : à quoi joue donc le général Burhane ? », L'Orient le Jour,‎ 6 juillet 2022 (lire en ligne)
- Emmanuel Haddad, « Accord au Soudan : signe d’espoir ou lâche soulagement ? », L'Orient le Jour,‎ 7 décembre 2022 (lire en ligne)
- Emmanuel Haddad, « Mohammad Hamdane Dagalo, le pompier pyromane du Soudan », L'Orient le Jour,‎ 12 janvier 2023 (lire en ligne)
- Emmanuel Haddad, « Soudan : trêve fragile et défis régionaux », L'Orient le Jour,‎ 26 avril 2023 (lire en ligne)
- « Au Soudan, « accord de principe » pour une « trêve » d’une semaine », Jeune Afrique,‎ 3 mai 2023 (lire en ligne)
- Soulayma Mardem Bey, « Au Soudan, l'avidité des généraux, le cynisme de la communauté internationale », L'Orient le Jour,‎ 4 mai 2023 (lire en ligne)

#### Sites web
- « Site web de l'Union africaine »
- « Site web de la Ligue arabe »
- « Site web de l'Organisation de la Coopération islamique »
- « Site web de l’Organized Crime and Corruption Reporting Project »